# Le Puy-en-Velay
Pour les articles homonymes, voir Le Puy.
Le Puy-en-Velay (prononcé /lə pɥi.ɑ̃.və.lɛ/), anciennement Le Puy, est une commune française, préfecture du département de la Haute-Loire en région Auvergne-Rhône-Alpes.
Le Puy-en-Velay comptait 18 989 habitants en 2022 et ses habitants sont appelés Ponots. Son unité urbaine rassemblait 38 435 habitants en 2022. Elle est au centre d'une intercommunalité, la communauté d'agglomération du Puy-en-Velay, comprenant 72 communes et 82 819 habitants en 2021.
Capitale historique du Velay dans la partie sud-est du Massif central, la ville est réputée pour sa fabrication de la dentelle du Puy, la culture de la lentille verte du Puy et la production de verveine du Velay. Elle est aussi connue pour être le départ de la Via Podiensis, un des quatre chemins de Compostelle français.

## Géographie physique

### Localisation
La commune du Puy-en-Velay se trouve dans la partie sud-est du Massif central, au centre du département de la Haute-Loire, en région Auvergne-Rhône-Alpes.
Elle fait partie de la région naturelle du Velay, une région qui s'étend entre le Haut-Vivarais à l'est, le Brivadois à l'ouest, les Boutières au sud-est, la Margeride au sud-ouest et au nord le Livradois et le Forez. Sa pointe orientale est à 30 m de la rive gauche de la Loire. La ville, excentrée vers le nord de son territoire, est installée à la confluence de la rivière Borne avec la Loire.
Elle se situe à 133 km (par la route) au sud-ouest de Lyon, chef-lieu de région, et 110 km à l'ouest de Valence (Drôme).
La ville est à proximité de parcs naturels : le parc naturel régional Livradois-Forez au nord, le parc naturel régional du Pilat au nord-ouest et le parc naturel régional des Monts d'Ardèche à l'est.

### Communes proches et limitrophes
Les communes les plus proches sont : Aiguilhe (0,8 km), Vals-près-le-Puy (1,9 km), Espaly-Saint-Marcel (2,0 km), Chadrac (2,8 km), Brives-Charensac (3,3 km), Le Monteil (3,4 km), Polignac (3,6 km), Ceyssac (3,9 km).
La commune est limitrophe de neuf autres communes :
| Polignac                                       | Aiguilhe         | Chadrac          |
| Espaly-Saint-Marcel                            | Puy-en-Velay     | Brives-Charensac |
| Vals-près-le-Puy Saint-Christophe-sur-Dolaizon | Cussac-sur-Loire | Coubon           |

### Géologie et relief
La commune se situe au sud-est du Massif central, dans le Velay, région de moyenne montagne qui lui a donné son nom.
Ce bassin est une aire de subsidence datant du début du Tertiaire, remblayée à l'Éocène puis disloquée par des mouvements tectoniques ultérieurs. Il est ponctué localement de deux éminences volcaniques : le rocher Corneille contre lequel s'appuie le centre historique du Puy-en-Velay, et le rocher d'Aiguilhe au nord sur la commune du même nom.
La superficie de la commune est de 16,79 km2, avec un dénivelé maximal de 284 mètres : l'altitude du territoire varie entre 600 m (à la pointe nord, là où la rivière Borne quitte son territoire) et 884 m (à 1,8 km au sud de Taulhac, sur la crête effleurée par la N88).
La commune est classée en zone de montagne comme la presque totalité des communes du département, l'Hôtel de ville se situant à 628 mètres, tandis que le rocher Corneille culmine à 757 mètres, donnant à la commune et à ses coteaux une altitude moyenne de 744 mètres.

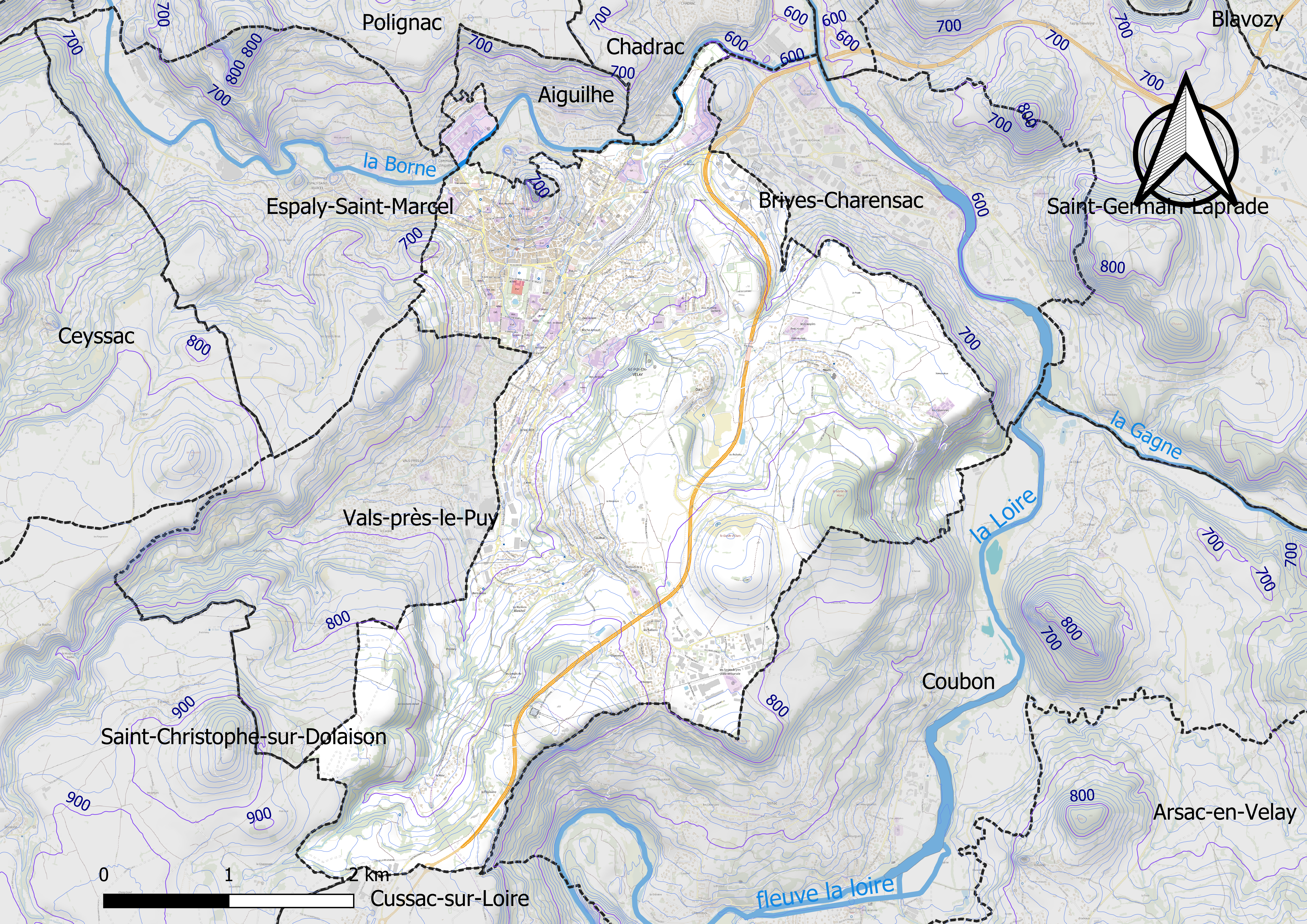
Carte du relief du Puy-en-Velay.
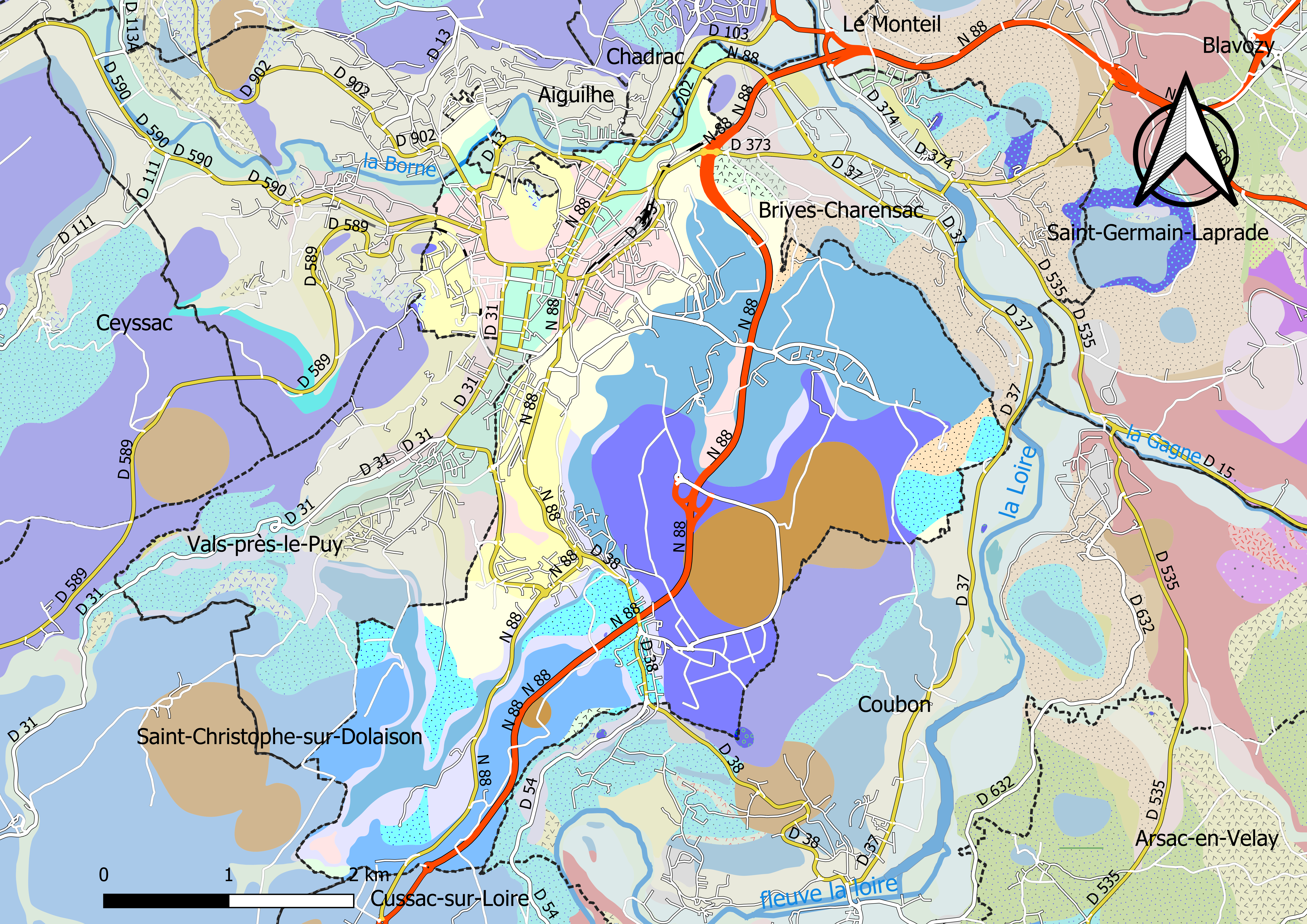
Carte géologique vectorisée et harmonisée du Puy-en-Velay.

### Hydrographie

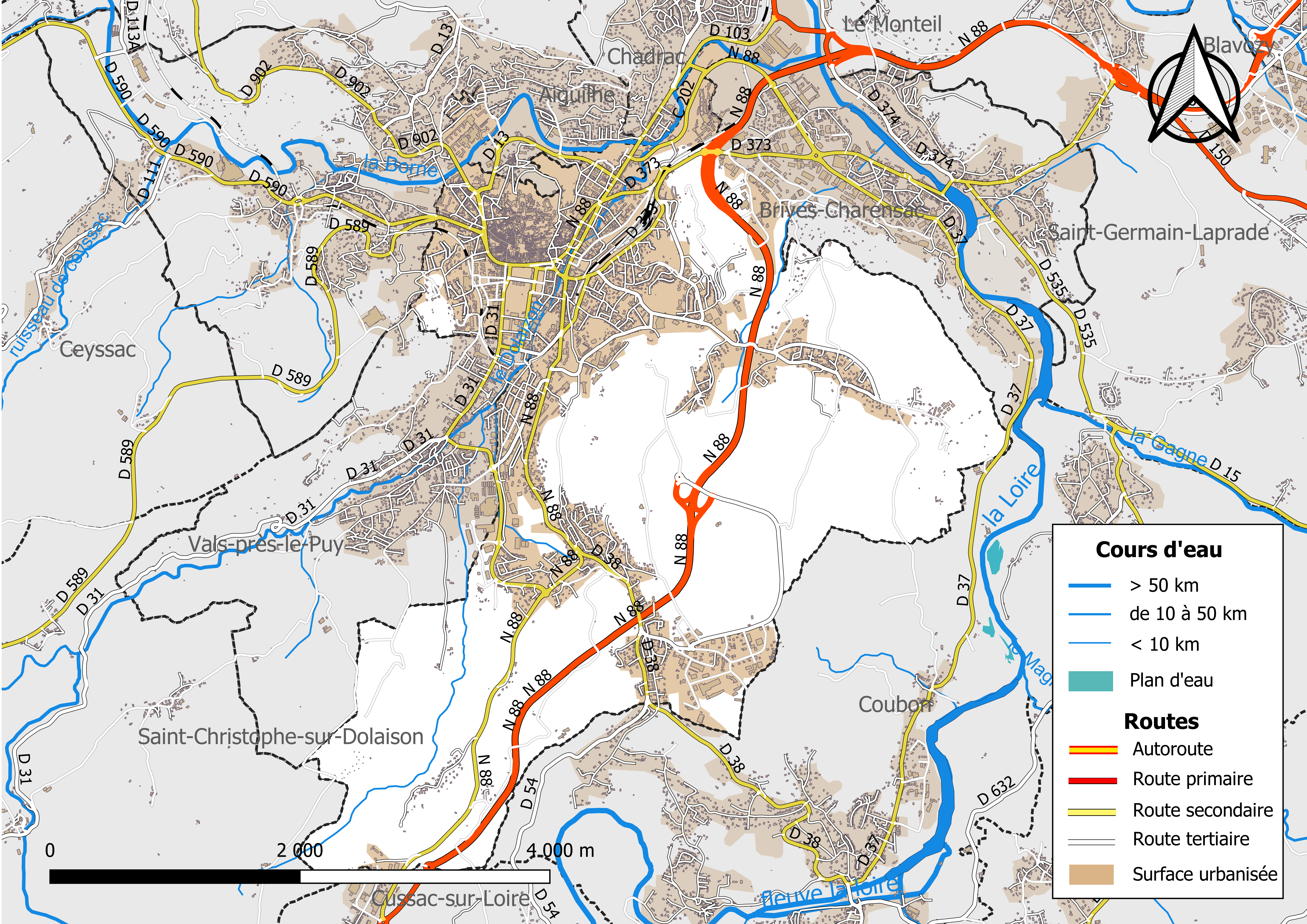
Réseau hydrographique du Puy-en-Velay.

La commune est dans le bassin Allier-Loire amont, au sein du bassin hydrographique Loire-Bretagne. Elle est drainée par la Borne et le Dolaizon.
La Borne, d'une longueur totale de 48,4 km, prend sa source à Sembadel et s'écoule vers l'est, traversant ou touchant au total 15 communes. Elle ne traverse pas la commune du Puy : elle en marque la limite au nord avec Aiguilhe puis avec Chadrac, avant de confluer avec la Loire au Monteil.
Le Dolaizon, d'une longueur totale de 14,9 km, prend sa source dans la commune de Saint-Christophe-sur-Dolaizon et s'écoule vers le nord-est, traversant au total 3 communes. Il traverse la partie nord-ouest de la commune et le centre-ville puis conflue avec la Borne sur le territoire communal, à 50 m en aval du pont de la N88 sur la Borne.

### Climat
Pour des articles plus généraux, voir Climat d'Auvergne-Rhône-Alpes et Climat de la Haute-Loire.
En 2010, le climat de la commune est de type climat des marges montargnardes, selon une étude du Centre national de la recherche scientifique s'appuyant sur une série de données couvrant la période 1971-2000. En 2020, Météo-France publie une typologie des climats de la France métropolitaine dans laquelle la commune est exposée à un climat de montagne ou de marges de montagne et est dans la région climatique Sud-est du Massif Central, caractérisée par une pluviométrie annuelle de 1 000 à 1 500 mm, minimale en été, maximale en automne.
Pour la période 1971-2000, la température annuelle moyenne est de 9,7 °C, avec une amplitude thermique annuelle de 16,3 °C. Le cumul annuel moyen de précipitations est de 693 mm, avec 6,6 jours de précipitations en janvier et 6,2 jours en juillet. Pour la période 1991-2020, la température moyenne annuelle observée sur la station météorologique de Météo-France la plus proche, « Le Puy-Chadrac », sur la commune de Chadrac à 3 km à vol d'oiseau, est de 10,4 °C et le cumul annuel moyen de précipitations est de 632,0 mm,. Pour l'avenir, les paramètres climatiques de la commune estimés pour 2050 selon différents scénarios d'émission de gaz à effet de serre sont consultables sur un site dédié publié par Météo-France en novembre 2022.
| Mois                                  | jan.             | fév.             | mars           | avril         | mai             | juin            | jui.            | août           | sep.            | oct.          | nov.             | déc.             | année      |
| ------------------------------------- | ---------------- | ---------------- | -------------- | ------------- | --------------- | --------------- | --------------- | -------------- | --------------- | ------------- | ---------------- | ---------------- | ---------- |
| Température minimale moyenne (°C)     | −1,3             | −1,4             | 1              | 3,5           | 7,2             | 10,6            | 12,4            | 12             | 8,7             | 6,5           | 2,3              | −0,4             | 5,1        |
| Température moyenne (°C)              | 2,4              | 3,2              | 6,4            | 9,1           | 13,1            | 16,9            | 19,3            | 19,1           | 14,9            | 11,3          | 6,2              | 3,1              | 10,4       |
| Température maximale moyenne (°C)     | 6                | 7,7              | 11,8           | 14,7          | 19              | 23,3            | 26,2            | 26,1           | 21,1            | 16,1          | 10               | 6,6              | 15,7       |
| Record de froid (°C) date du record   | −22,7 05.01.1971 | −23,3 15.02.1956 | −19,5 01.03.05 | −7,7 08.04.03 | −5,4 01.05.1938 | −0,5 10.06.1987 | 2,2 07.07.1962  | 1,4 30.08.1986 | −3,1 27.09.1972 | −8 31.10.1997 | −12,7 28.11.1985 | −19,7 22.12.1963 | −23,3 1956 |
| Record de chaleur (°C) date du record | 19,2 27.01.16    | 23,8 28.02.1960  | 25,2 17.03.04  | 28 28.04.23   | 34 22.05.22     | 39,5 27.06.19   | 38,3 29.07.1947 | 38,8 05.08.03  | 35,6 14.09.1987 | 30,4 09.10.23 | 22,8 08.11.15    | 17,8 05.12.06    | 39,5 2019  |
| Précipitations (mm)                   | 34,1             | 22,3             | 27,3           | 53,6          | 75,5            | 71,3            | 57,3            | 64,2           | 65,9            | 66,1          | 62,7             | 31,7             | 632        |

### Milieux naturels et biodiversité
L’inventaire des zones naturelles d'intérêt écologique, faunistique et floristique (ZNIEFF) a pour objectif de réaliser une couverture des zones les plus intéressantes sur le plan écologique, essentiellement dans la perspective d’améliorer la connaissance du patrimoine naturel national et de fournir aux différents décideurs un outil d’aide à la prise en compte de l’environnement dans l’aménagement du territoire. Le territoire communal du Puy-en-Velay comprend quatre ZNIEFF.

Carte des ZNIEFF de type 1 et 2 au Puy-en-Velay.
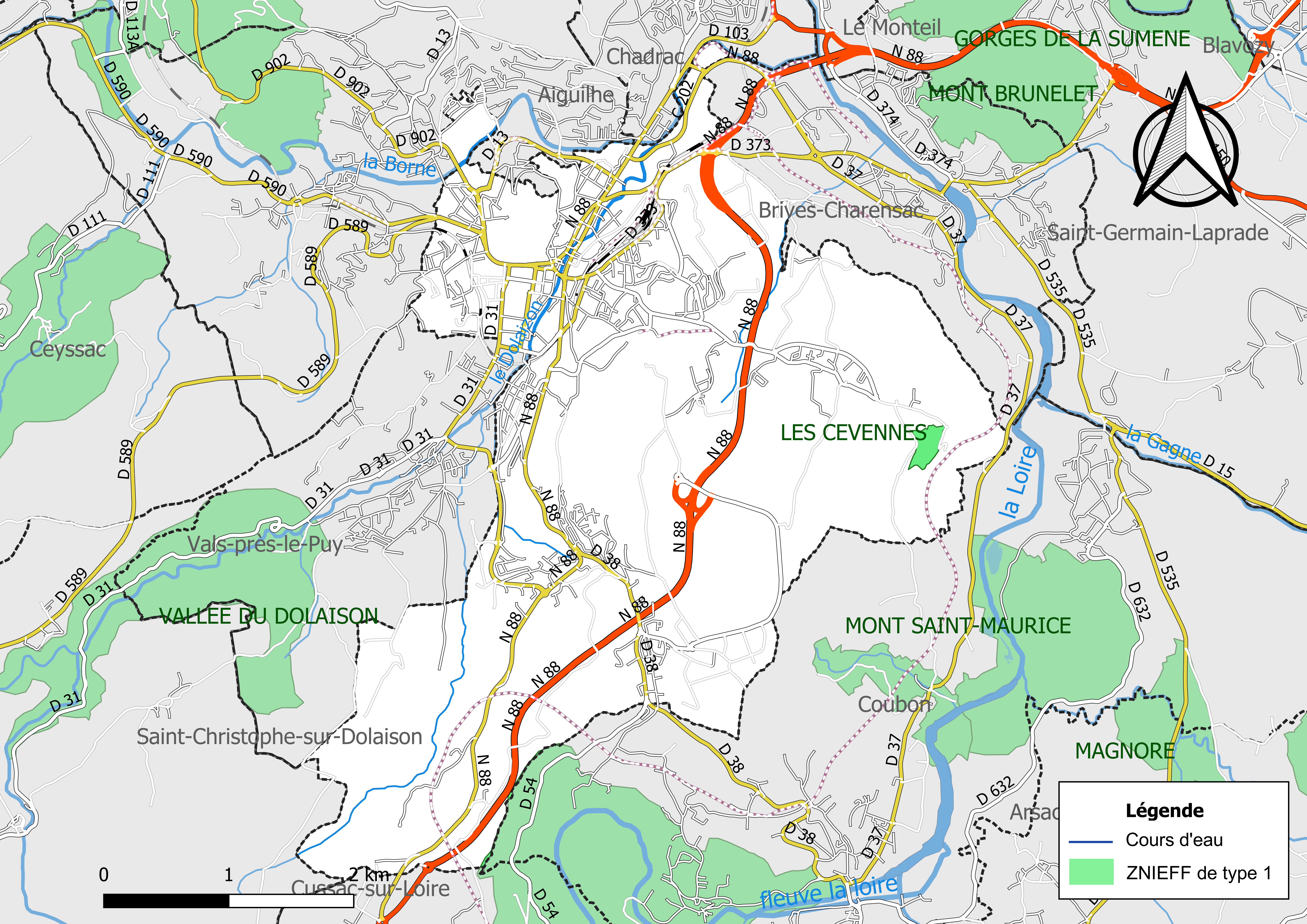
Carte des ZNIEFF de type 1 sur la commune.
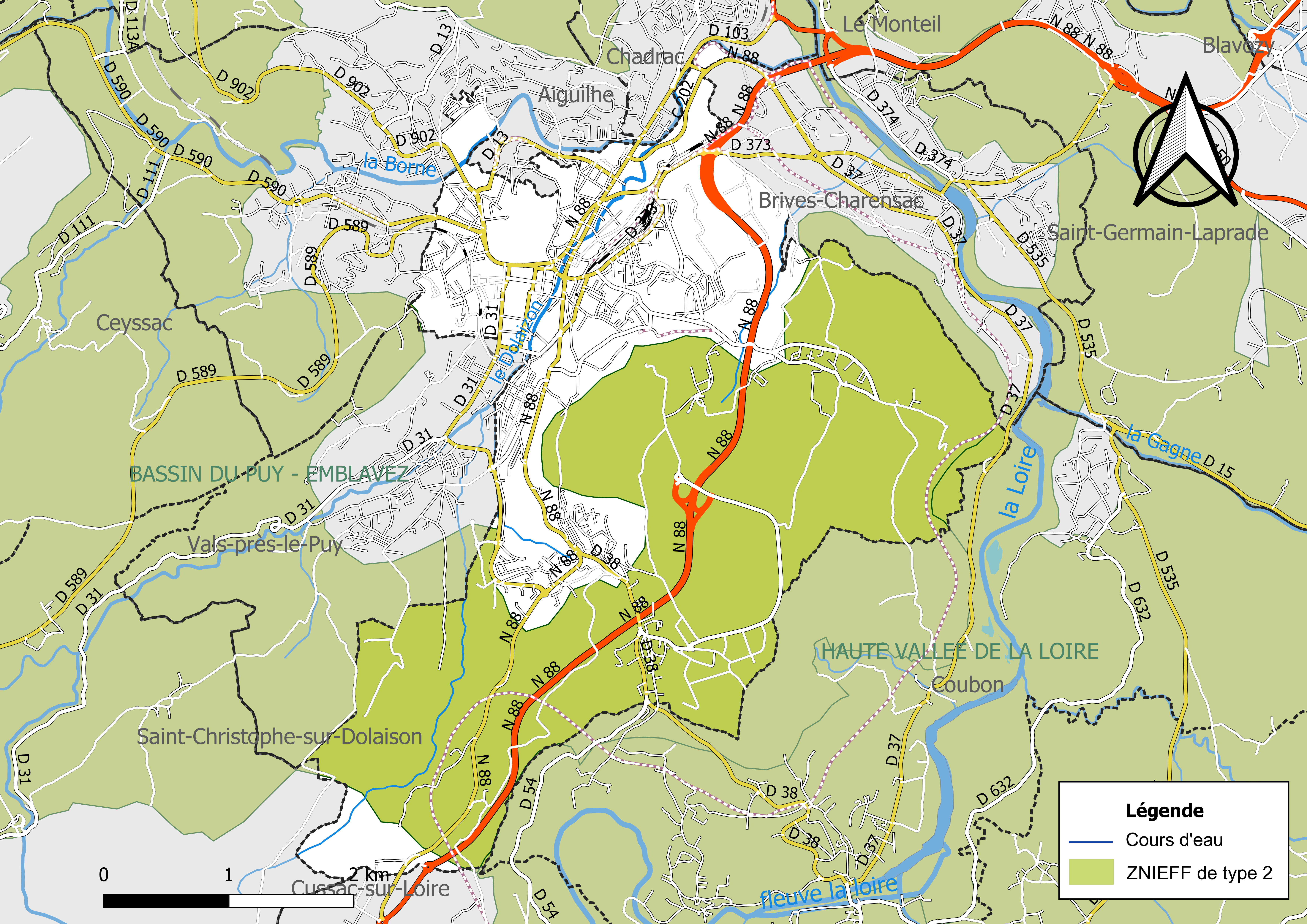
Carte de la ZNIEFF de type 2 sur la commune.

## Urbanisme

### Typologie
Au 1er janvier 2024, Le Puy-en-Velay est catégorisée centre urbain intermédiaire, selon la nouvelle grille communale de densité à sept niveaux définie par l'Insee en 2022.
Elle appartient à l'unité urbaine du Puy-en-Velay, une agglomération intra-départementale regroupant neuf  communes, dont elle est ville-centre,,. Par ailleurs la commune fait partie de l'aire d'attraction du Puy-en-Velay, dont elle est la commune-centre,. Cette aire, qui regroupe 59 communes, est catégorisée dans les aires de 50 000 à moins de 200 000 habitants,.

### Occupation des sols
L'occupation des sols de la commune, telle qu'elle ressort de la base de données européenne d’occupation biophysique des sols Corine Land Cover (CLC), est marquée par l'importance des territoires agricoles (56,8 % en 2018), en diminution par rapport à 1990 (62,7 %). La répartition détaillée en 2018 est la suivante : prairies (39 %), zones urbanisées (28,6 %), zones agricoles hétérogènes (17,8 %), forêts (7,9 %), zones industrielles ou commerciales et réseaux de communication (5,7 %), espaces verts artificialisés, non agricoles (0,9 %).
L'IGN met par ailleurs à disposition un outil en ligne permettant de comparer l'évolution dans le temps de l'occupation des sols de la commune (ou de territoires à des échelles différentes). Plusieurs époques sont accessibles sous forme de cartes ou photos aériennes : la carte de Cassini (XVIIIe siècle), la carte d'état-major (1820-1866) et la période actuelle (1950 à aujourd'hui).

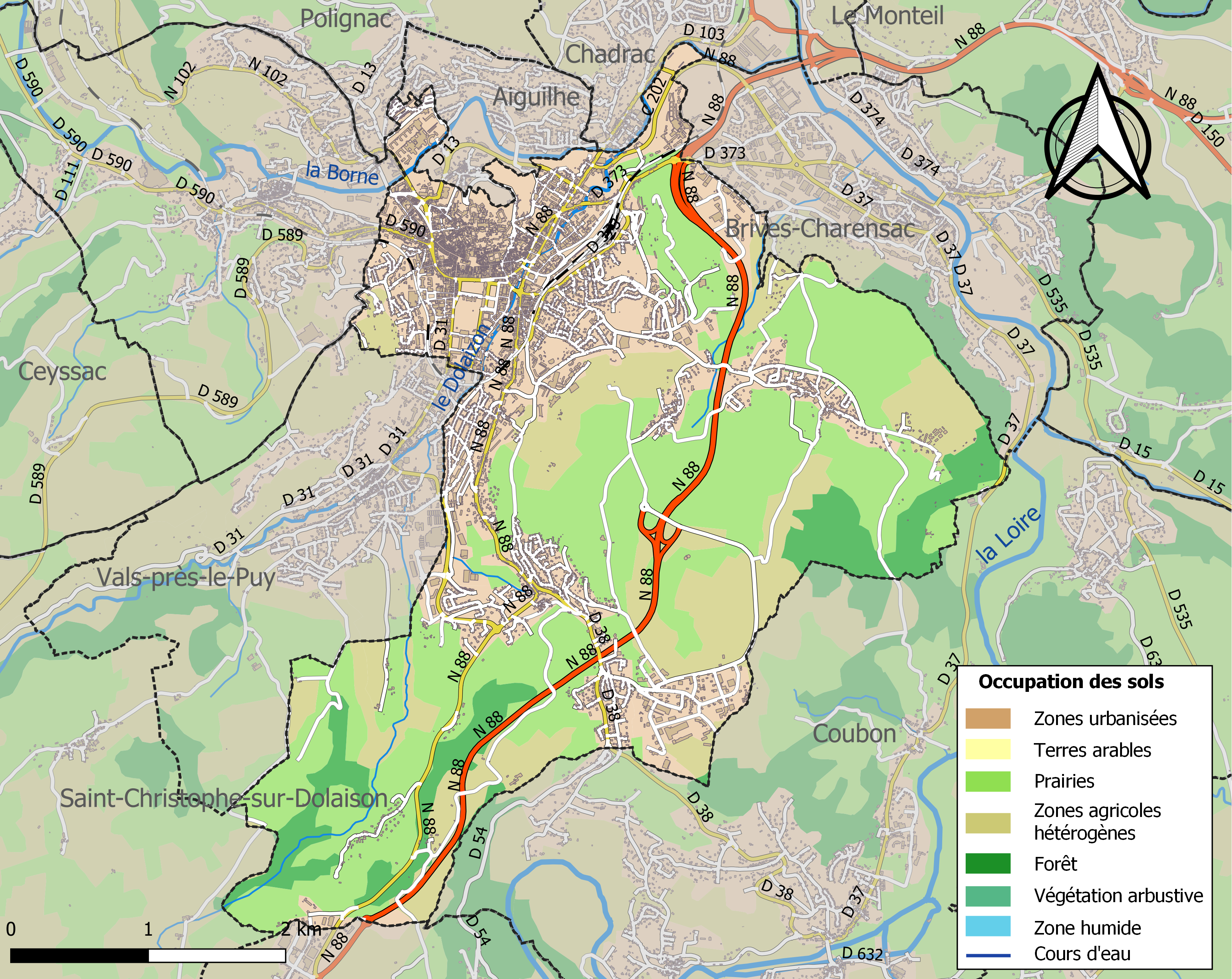
Carte des infrastructures et de l'occupation des sols de la commune en 2018 (CLC).
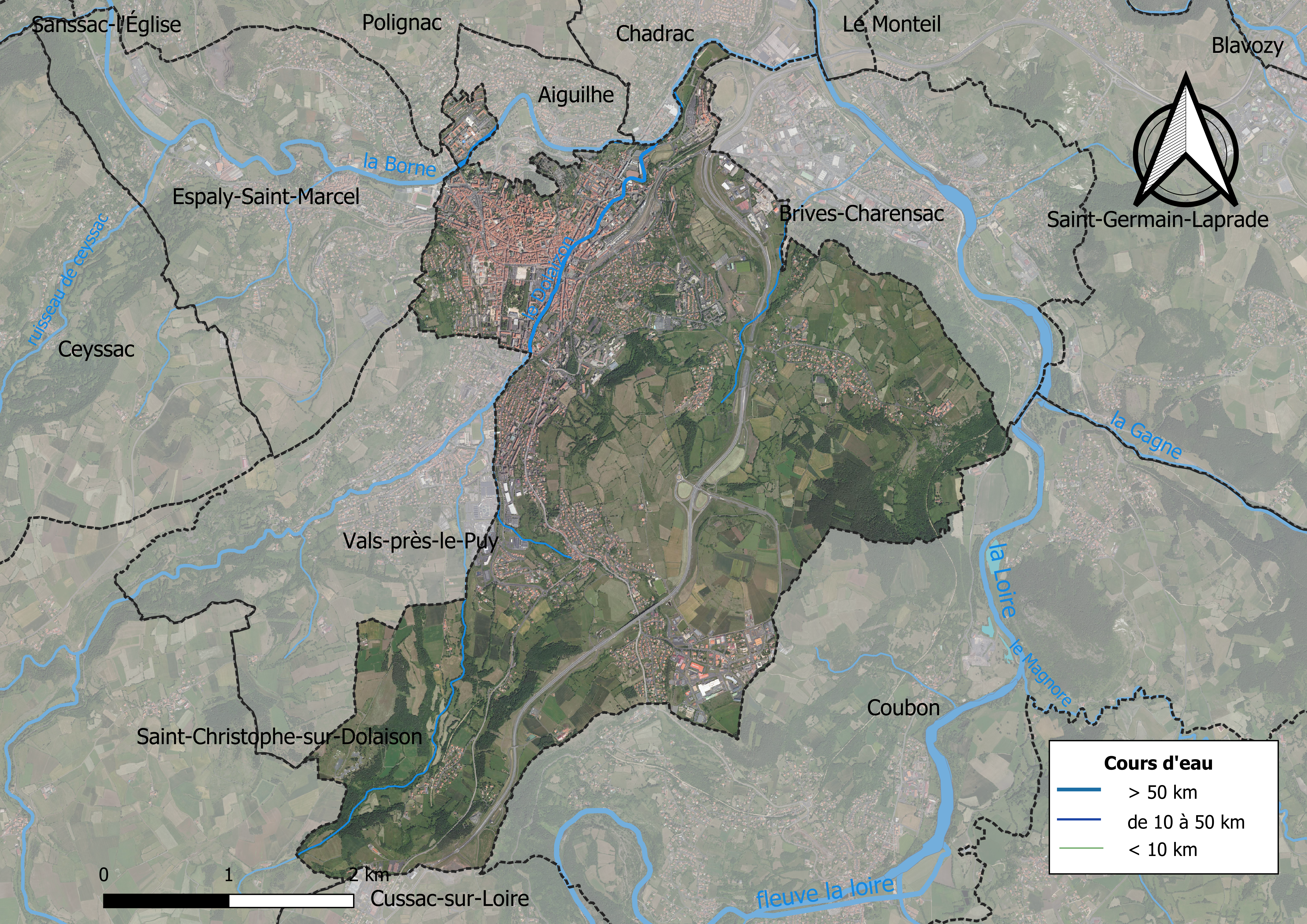
Carte orthophotographique de la commune.

### Morphologie urbaine

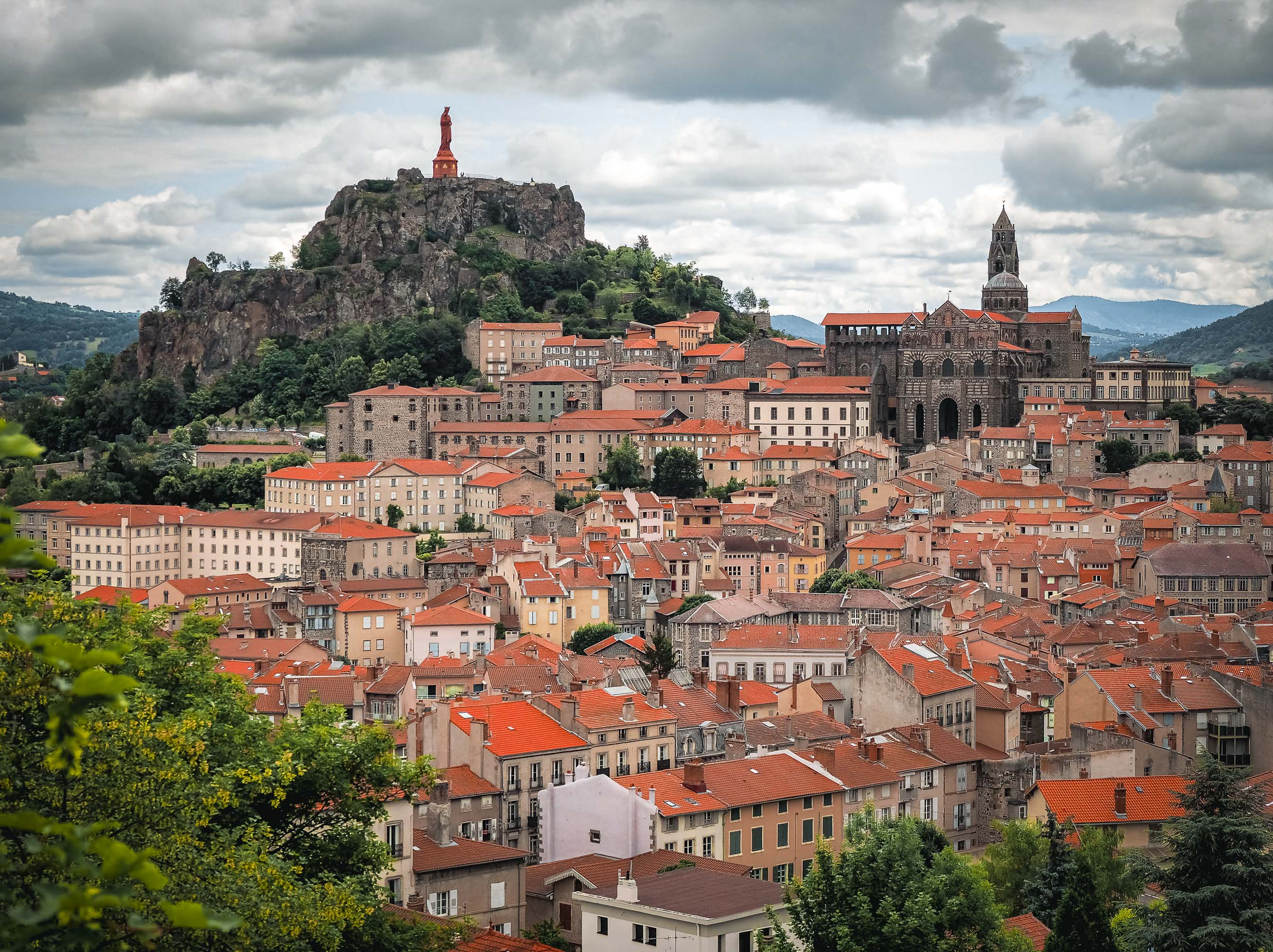
Vue du centre historique du Puy-en-Velay, depuis le sud-ouest.

La ville s'étend à partir d'un point central, escarpé et spectaculaire, le rocher Corneille, l'ancien mont Anis auquel la cité antique puis médiévale devait son nom d'Anicium. Le centre historique couvre ainsi le flanc sud de l'ancien volcan, jusqu'à une demi-ceinture de boulevards qui reprennent le tracé d'une muraille médiévale disparue. Le flanc nord du rocher Corneille est quant à lui occupé par le bois du Grand Séminaire.
Le développement de la ville moderne s'est poursuivi sur la plaine méridionale (Le Breuil en direction de Vals-près-le-Puy) et le long des routes et cours d'eau traversant le bassin du Puy. Du XIXe au XXe siècle, l'habitat s'étend sur les coteaux environnants jusqu'à atteindre les communes voisines.
Ayant rejoint une partie de ses communes limitrophes (Espaly-Saint-Marcel, Aiguilhe, Brives-Charensac et Vals-près-le-Puy), la commune du Puy-en-Velay se trouve donc entourée, au XXIe siècle, d'une zone urbaine continue assez étendue malgré sa faible superficie. Les fusions avec ses voisines telles que Taulhac et Ours-Mons ont considérablement étendu son territoire administratif au sud, tandis qu'au nord, à l'est et à l'ouest, les communes limitrophes conservent leur existence et leurs attributions. Une partie de la commune d'Aiguilhe a été cédée entre 1810 et 1931 pour l'établissement du centre hospitalier Émile Roux, créant presque une enclave du Puy-en-Velay, et lui donnant une limite avec la commune de Polignac.
Deux quartiers situés dans le sud de la commune sont classés « quartier prioritaire de la politique de la ville », à savoir Guitard et le Val-Vert. Le quartier du centre bénéficie du programme national de revitalisation des quartiers anciens dégradés (PNRQAD).

### Habitat et logement
En 2018, le nombre total de logements dans la commune était de 12 179, alors qu'il était de 11 931 en 2013 et de 11 721 en 2008.
Parmi ces logements, 83,8 % étaient des résidences principales, 3,7 % des résidences secondaires et 12,5 % des logements vacants. Ces logements étaient pour 21,3 % d'entre eux des maisons individuelles et pour 77,2 % des appartements.
Le tableau ci-dessous présente la typologie des logements au Le Puy-en-Velay en 2018 en comparaison avec celle de la Haute-Loire et de la France entière. Une caractéristique marquante du parc de logements est ainsi une proportion de résidences secondaires et logements occasionnels (3,7 %) inférieure à celle du département (16,1 %) et de la France entière (9,7 %). Concernant le statut d'occupation de ces logements, 39,4 % des habitants de la commune sont propriétaires de leur logement (37,8 % en 2013), contre 70 % pour la Haute-Loire et 57,5 pour la France entière.
| Typologie                                               | Le Puy-en-Velay | Haute-Loire | France entière |
| ------------------------------------------------------- | --------------- | ----------- | -------------- |
| Résidences principales (en %)                           | 83,8            | 71,5        | 82,1           |
| Résidences secondaires et logements occasionnels (en %) | 3,7             | 16,1        | 9,7            |
| Logements vacants (en %)                                | 12,5            | 12,4        | 8,2            |

### Voies de communications et transports
Depuis 2016, la ville dispose d'un pôle d'échanges intermodal qui articule les différents réseaux de transport dont elle est le carrefour. Ce pôle installé auprès de la gare du Puy-en-Velay associe cette dernière aux autres modes de transport, individuels ou en commun (lignes de bus de la Communauté d'agglomération, ramassage scolaire, réseau d'autocars TER ou du département). Un point d'information-boutique du réseau de transports en commun TUDIP y est également installé. Enfin ce pôle intègre trois parkings payants : le parking de la Gare (140 places), le parking Bertrand de Doue (180 places), et une aire de stationnement pour camping-cars (27 emplacements).

#### Réseau routier
Carrefour de plusieurs axes de circulation routière, la commune est principalement traversée par la route nationale 88, reliant historiquement Lyon et Toulouse, et par la route nationale 102 permettant de rejoindre l'A 75 au nord (direction Clermont-Ferrand), et Montélimar au sud, via Pradelles. Ces réseaux routiers, inégalement aménagés, la placent sous l'influence des métropoles voisines, plus particulièrement Saint-Étienne (à 1 h 10 min) et, à un degré moindre, Clermont-Ferrand (à 1 h 49 min) et Lyon (à 1 h 56 min). Depuis sa mise en service complète le 18 octobre 2018, le contournement du Puy-en-Velay permet d'éviter le centre-ville, sur une nouvelle portion entièrement à 2×2 voies depuis le lieu-dit « Les Baraques » jusqu'au pont enjambant la Loire à Brives-Charensac. L'ancien tracé est déclassé en RN 2088.
Les axes secondaires permettent de rejoindre :
- le Haut-Allier à l'ouest (RD 589 en direction de Monistrol-d'Allier et Saugues, RD 590 en direction de Langeac).
- le nord via la route nationale 102 puis la D 906 (en direction de Saint-Paulien, La Chaise-Dieu, Ambert).
- le nord-est en suivant les gorges de la Loire (D 103 en direction de Lavoûte-sur-Loire, Vorey, Retournac).
- l'est via la D 373 et Brives-Charensac, en direction de Saint-Julien-Chapteuil, Saint-Agrève, Valence par la D 15.
- le sud-est via la D 535 en direction du Monastier-sur-Gazeille et du massif du Mézenc.

#### Réseau ferroviaire

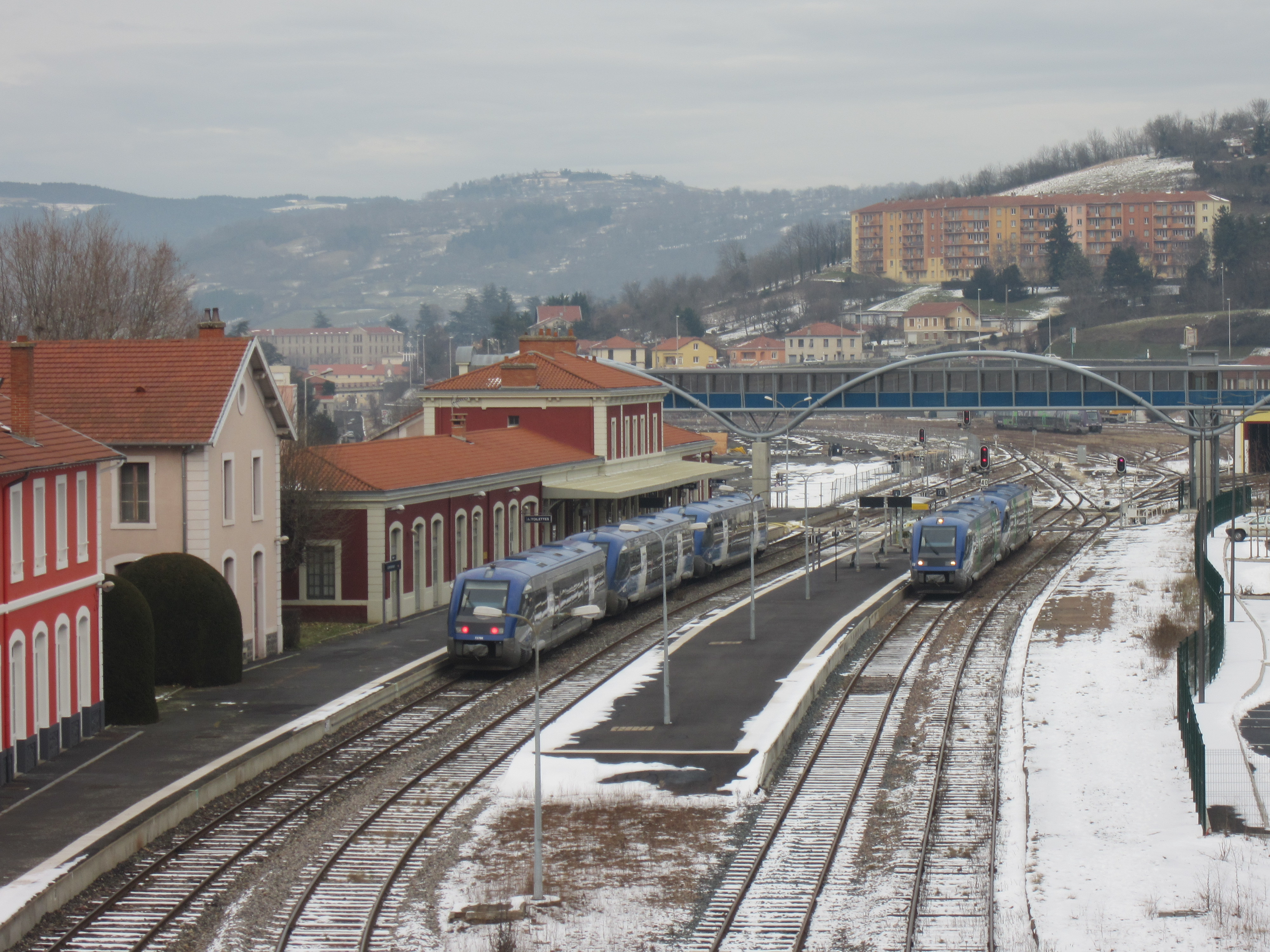
Trains en gare du Puy-en-Velay.

La gare SNCF du Puy-en-Velay est desservie par les lignes du réseau TER Auvergne-Rhône-Alpes, dont la ligne de Saint-Georges-d'Aurac à Saint-Étienne-Châteaucreux. Des liaisons ferroviaires quotidiennes sont ainsi assurées à destination de Clermont-Ferrand (via Langeac et Brioude), et à destination de Saint-Étienne et Lyon (via Firminy).
Au sud, la ligne du Puy-en-Velay à Langogne, désaffectée, est remplacée par des autocars TER : une liaison est ainsi faite vers le sud du Massif central, permettant de rejoindre les trains TER de la ligne de Clermont-Ferrand à Nîmes (ou ligne des Cévennes) au niveau de Langogne.
Au nord, une liaison par autocar TER est assurée en direction de La Chaise-Dieu et d'Ambert.

#### Aéroport
L'aéroport du Puy-en-Velay - Loudes se situe à environ 12 km du centre-ville du Puy-en-Velay, sur la commune de Chaspuzac. La compagnie Twin Jet y opère deux vols quotidiens en semaine à destination de Paris-Orly, à un peu plus d'une heure de vol.

#### Bus

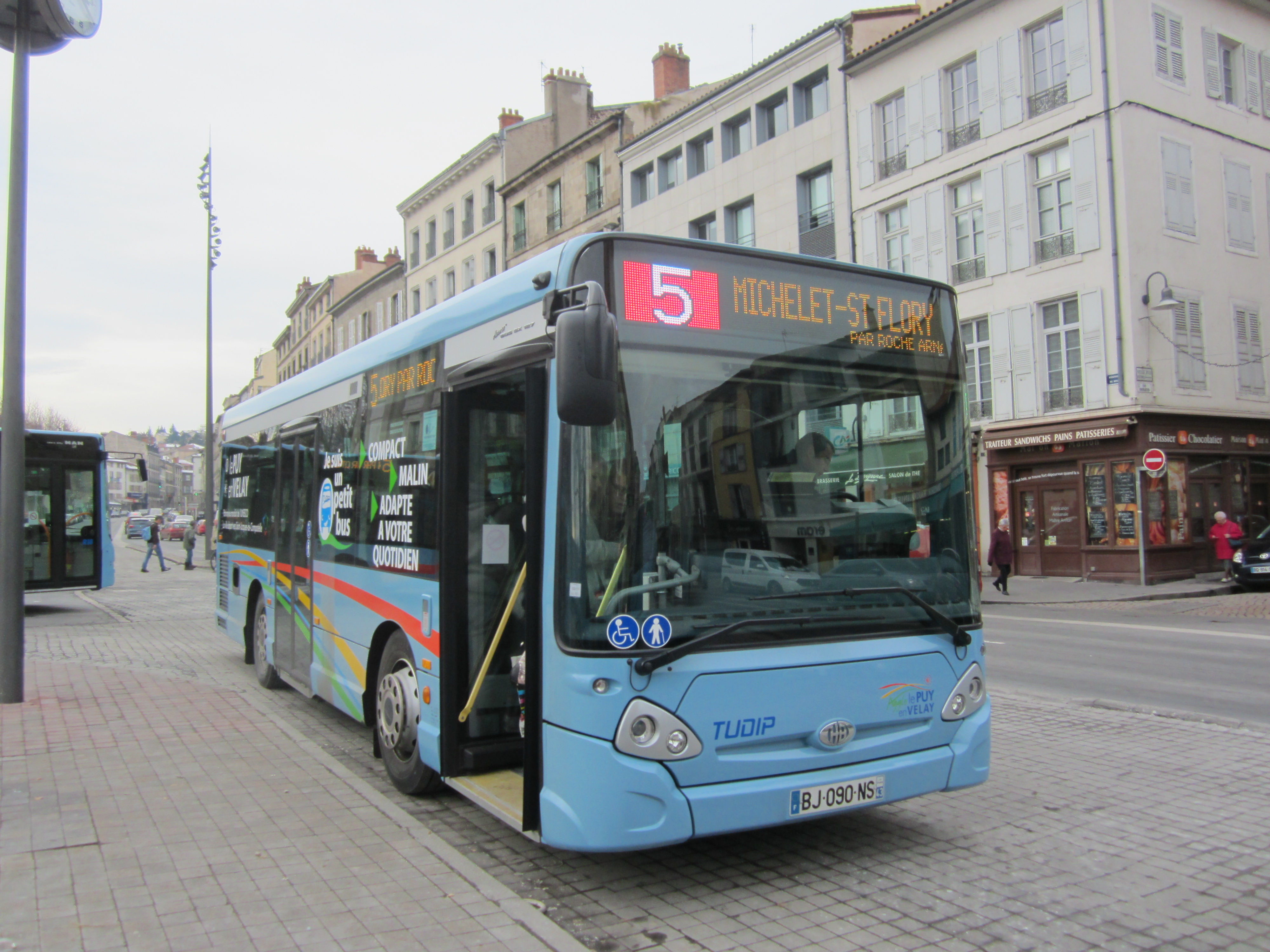
Un bus du réseau TUDIP.

La commune est desservie par les lignes du réseau TUDIP (Transports Urbains du District Intercommunal du Puy), géré par la Communauté d'agglomération du Puy-en-Velay. En 2020, le réseau compte 14 lignes régulières, actives de 7 h à 20 h du lundi au samedi. Deux de ces lignes sont gratuites, empruntées par des navettes électriques. Le réseau TUDIP coordonne également 85 lignes de ramassage scolaire sur le territoire de l'agglomération du Puy-en-Velay, confiées à des sociétés de transport.
Lointain ancêtre du réseau de bus, un tramway circula au Puy-en-Velay de 1896 à 1914, traversant toute la commune depuis Espaly-Saint-Marcel jusqu'à Brives-Charensac.

### Risques naturels et technologiques majeurs
La commune du Puy-en-Velay est vulnérable à différents aléas naturels : inondations (par débordement de rivières), climatiques (tempêtes), mouvements de terrains ou sismique. Elle est également exposée à un risque technologique : le transport de matières dangereuses.

## Toponymie
L'origine du nom puy vient de la transformation du latin classique podium devenu en Latin vulgaire podiu : « hauteur », « petite éminence » voire « montagne élevée ». L'amuïssement du « d » intervocalique a amené la forme Poï, maintenue dans des textes jusqu'au XIIIe siècle et existant toujours dans la toponymie de chemins ou passages (vio di Poï). Puis la forme s'est diphtonguée, le oï devenant uoï ou uey, forme adoptée par l'occitan dans sa graphie classique (Lo Puèi).
L'occitan local du Puy utilise donc Lo Puèi, anciennement écrit dans les sources d'Ancien Régime sous les formes lou (ou le) Peui, attesté depuis le XVIIIe siècle, par exemple dans les écrits d'Antoine Clet.
Un toponyme plus ancien, probablement gallo-romain, est attesté dès la fin du VIe siècle : Anicium. Ce toponyme se rencontre principalement dans les chartes antérieures au XIe siècle (Sancta Maria de Anicio en 961) ou sur les monnaies frappées localement (ANICIO sur une monnaie mérovingienne du VIIe siècle, ou encore ANITO CIIVIT sur un denier du roi Raoul au Xe siècle). Il s'efface progressivement au profit du toponyme actuel, rencontré pour la première fois au Xe siècle dans un texte qui signale l'évolution en cours : Est civitas famosissima quae ab antiquis Annicium, a modernis vero Podium Beatae Mariae nuncupatur : « Il y a une cité très célèbre, que les anciens appelaient Annicium, et les modernes le Puy de Sainte Marie »). Ce toponyme survit dans l'un des gentilés : ainsi les Ponots et Ponotes sont aussi, bien que plus rarement, nommés Aniciens et Aniciennes.
Par décret du 10 mars 1988, Journal officiel du 17 mars 1988 et avec effet au 18 mars 1988, Le Puy devient Le Puy-en-Velay.

## Histoire

### Préhistoire
Depuis le XIXe siècle, de nombreuses découvertes ont montré que le Velay et ses plateaux étaient sillonnés par l'homme au cours du Paléolithique. Des groupes de chasseurs-cueilleurs ont ainsi laissé des indices de leur passage le long des cours d'eau du Velay, en particulier dans les abris naturels formés sous les orgues basaltiques surplombant certaines vallées. Quelques-unes de ces stations ont été découvertes puis étudiées tout autour du Puy (site des Rivaux à Espaly-Saint-Marcel, abri Laborde (dit aussi abri de Baume Vallée) près de la cascade de la Beaume à Solignac-sur-Loire). La culture du Magdalénien (de 17 000 à 12 000 ans avant notre ère) est particulièrement représentée dans ces abris découverts le long des vallées de la Loire et de ses affluents, à Solignac-sur-Loire (abri de la Baume), Saint-Pierre-Eynac (abri de Peylenc), Blavozy, Polignac (grotte du Rond-du-Barry, grottes de Sainte-Anne, site de Rochelimagne), pour ne citer que les principaux gisements. Le Chasséen est bien représenté à Espaly (site des Rivaux et de Cormail) ou à Solignac-sur-Loire (abri des Champs Vieux). Aujourd'hui encore, des investigations sont régulièrement menées sur plusieurs de ces sites sous la conduite de l'archéologue Jean-Paul Raynal (CNRS) et l'association L'Archéo-logis.
Les débats sur la contemporanéité des hommes et des volcans du Velay sont intenses tout au long des XIXe et XXe siècles, mobilisant l'énergie de grands érudits locaux tels qu'Auguste Aymard, notamment lors de la découverte de l'« Homme de la Denise »,, sur le mont Denise (côté Solignac) en 1844.

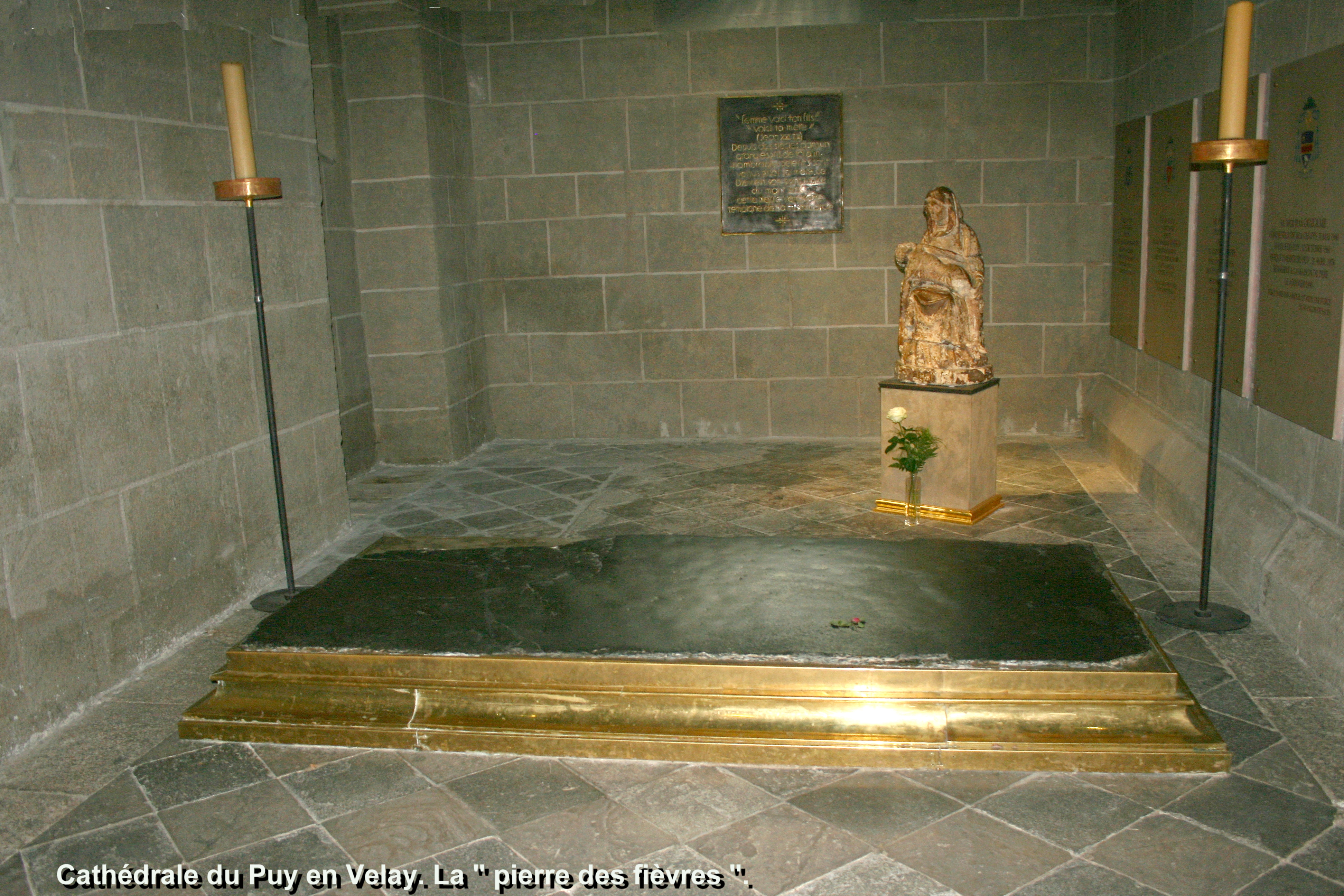
La pierre des fièvres dans l'abside nord du chevet de la cathédrale du Puy-en-Velay.

Au Puy même, quelques découvertes isolées d'objets et d'ossements témoignent d'une occupation néolithique, sans qu'un habitat stable ait pu être identifié. La majorité des découvertes sont documentées au XIXe siècle par les membres de la Société d'agriculture, arts, sciences et commerce du Puy, lors de travaux de voirie. Le 5 février 1849, une sépulture datant probablement du Néolithique, contenant trois individus et des silex dentelés fut par exemple trouvée aux abords de l'actuel jardin Henri-Vinay, sur l'ancienne grande prairie du Breuil.
La cathédrale Notre-Dame elle-même abrite une pierre rapportée d'au-delà du bassin du Puy, déjà citée dans les légendes du sanctuaire sous le nom de pierre des fièvres : cette grande dalle de phonolite, polie par le passage des pèlerins qui ont coutume de s'y allonger dans l'espoir d'une guérison, proviendrait d'un massif voisin (le Meygal ou le Mézenc) ; cet élément pourrait témoigner de l'existence d'une sépulture ou d'un lieu de culte préhistorique sur le rocher Corneille, bien avant l'installation d'un sanctuaire antique puis médiéval, qui auraient conservé et réutilisé la dalle.

### Antiquité et haut Moyen Âge
Si des objets datant de La Tène puis de l'époque gallo-romaine ont été découverts en nombre au Puy-en-Velay depuis le XIXe siècle, prouvant que la région a été occupée avant les premiers siècles du christianisme, la question d'une éventuelle agglomération antique et de ses monuments est restée longtemps en suspens, ainsi que son statut au sein du Velay antique.
Le peuple celte des Vellaves (Vellavii) est cité par Jules César dans ses Commentaires sur la guerre des Gaules, lorsque Vercingétorix, assiégé dans Alésia en 52 av. J.-C., demande des renforts aux Arvernes, auxquels les Vellaves sont « depuis longtemps assujettis », au même titre que d'autres territoires du Massif central (Éleutètes, Gabales et Cadurques).
Le nom de ce peuple gaulois ne s'étant pas transmis comme souvent à leur ancienne capitale, mais seulement à leur territoire (le Velay), la question de sa localisation a longtemps agité les historiens locaux. Il semble aujourd'hui admis que le premier chef-lieu des Vellaves n'était pas le site actuel du Puy, mais Ruessium, l'actuelle Saint-Paulien à 15 km au nord-ouest du Puy, seule mentionnée par le géographe grec Ptolémée au IIe siècle de notre ère, et qui apparaît également sur un itinéraire de la table de Peutinger reliant Aquis Segete (Moingt, Loire) à Segodum (lire Segodunum, Rodez, Aveyron).
La mention bien plus tardive du Puy, qui apparaît pour la première fois sous le nom d'Anicium à la fin du VIe siècle sous la plume de Grégoire de Tours, n'autorise que des hypothèses archéologiques.
Après les premières hypothèses d'un site antique, formulées au XIXe siècle par Auguste Aymard et régulièrement soutenues au XXe siècle au vu du mobilier antique retrouvé ponctuellement, seules quelques fouilles archéologiques, menées de manière scientifique depuis la fin du XXe siècle dans la ville et ses environs, ont permis d'accumuler les preuves d'une cité antique. Si celle-ci est encore mal connue, elle ne fait plus débat : un habitat aux contours incertains, mais traversé par au moins une voie antique, était ainsi groupé sur le flanc sud du rocher Corneille (ou mont Anis), autour et en contrebas d'un temple. Ce dernier s'appuyait sur les soutènements d'une terrasse monumentale du IIe siècle, réutilisée par le sanctuaire chrétien.
Le site de la cathédrale du Puy a livré du mobilier daté de la fin du Néolithique et des constructions gallo-romaines.
D'autres habitats protohistoriques et antiques (villae, nécropoles...) ont été découverts à l'occasion de fouilles préventives le long de voies partant en étoile depuis le bassin du Puy-en-Velay, par exemple au lieu-dit Coste Deferne en 2005, les Reliades en 2012 (du premier âge du fer au début du IIe siècle),…

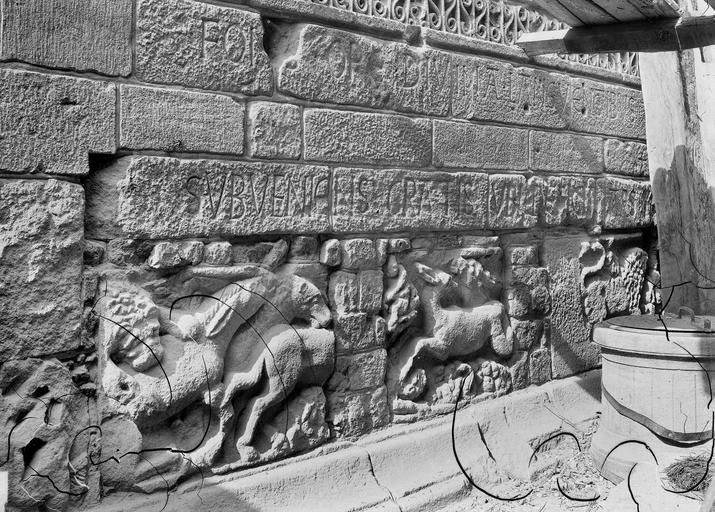
Remplois antiques dans la cathédrale du Puy-en-Velay (petite cour entre le clocher et la sacristie).

Redécouverts au XIXe siècle, de nombreux vestiges romains du temple du Puy sont aujourd'hui exposés en remploi dans les murs de la cathédrale Notre-Dame. Une dédicace latine se trouve notamment au revers du linteau de la porte du For (porche sud) : 
 Cette dédicace témoigne du culte impérial rendu dans ce temple, ainsi que d'une divinité celte locale, Adido. De nombreux vestiges gallo-romains sont enfin visibles dans la cour entre la sacristie et le clocher, à la base de celui-ci, ainsi que dans les collections lapidaires du Musée Crozatier.

#### DuIVeauVIesiècle, les premiers temps du christianisme au Puy
Du temple romain au premier sanctuaire chrétien, cette transition et surtout l'installation d'un évêque pour le diocèse du Puy ont suscité un certain nombre de légendes au cours du Moyen Âge, puis d'hypothèses scientifiques jusqu'à nos jours, sans pour autant aboutir à une chronologie absolument établie. De fait, pour la période qui s'étend du IVe au VIIIe siècle, les évêques du Puy ne sont généralement connus que par une seule mention (parfois déduite), souvent au cours d'un concile provincial auquel ils participent, ou par des listes établies à partir du IXe siècle, variables et donc soumises à caution.
Si la thèse d'une première installation des chrétiens à Ruessium (Saint-Paulien) plutôt qu'à Anicium (Le Puy) est encore discutée de nos jours, Auguste Fayard propose la chronologie suivante pour les cinq premiers évêques de la cité des Vellaves, où qu'elle fût primitivement : Evodius (saint Vosy) mentionné au concile de Valence (374), suivi d'Aurelius puis de Syagrius, présent au concile de Nîmes en 396.
Pour le Ve siècle le même auteur défend deux noms attestés par la documentation : Scutarius (Scutaire) au cours du siècle, dont le nom figure sur un linteau de la cathédrale et dont le tombeau est conservé au Musée Crozatier, et Armentarius (Armentaire) en 451, mentionné dans une lettre du pape Léon Ier.
Le VIe siècle lève le doute sur l'installation pérenne d'un évêque du Puy, grâce au récit de Grégoire de Tours qui cite l'évêque Aurèle, vers 591 : d'après Grégoire, un faux Christ berrichon était alors parvenu aux abords du « lieu d'Anicium, et près des basiliques proches », et la menaçait avec sa troupe. L'évêque Aurèle lui envoie des hommes énergiques, qui l'abattent, mettant ainsi fin à la menace. Ce texte permet d'assurer qu'à la fin du VIe siècle le siège de l'évêché du Velay est au Puy, la ville abritant un groupe cathédral sans pour autant être qualifiée de cité par l'auvergnat Grégoire de Tours.

### Moyen Âge
Au IXe siècle, le culte de la Vierge est suffisamment important pour que la ville change son nom d'Anicium en le Puy Notre-Dame.
En 876, on connaît la vicairie Notre-Dame ou Sainte-Marie qui comprend en plus de la ville du Puy, Lantriac, Monnet, Malafosse et Crouziols.
En 924, après que Guillaume II, duc d'Aquitaine, comte d'Auvergne et du Velay eut reconnu la suzeraineté du roi Raoul, ce dernier accorde le 8 avril à l'évêque Adalard, avec l'accord de Guillaume II, le bourg contigu à l'église Notre-Dame du Puy avec tout ce qui était du domaine du comte : droits de marché, droit de monnaie... L'évêque devint alors le seigneur du bourg du Puy Notre-Dame.
Le 8 mars 955, l'évêque Godescalc s'étant rendu à Laon, il obtient du roi Lothaire la confirmation du don fait par le roi Raoul en 924.
Le 18 juillet 961, l'évêque Godescalc consacre la chapelle Saint-Michel d'Aiguilhe.
À partir du Xe siècle, le Velay devient comté évêché, au profit de l'évêque du Puy. La ville devient la capitale du Velay, siège du comté et de l'évêché. Ainsi Le Puy devint la capitale des Vellaves.
Déjà célèbre en raison des guérisons opérées par la « Pierre aux fièvres », qui y conduit même quelques musulmans venus d'Espagne, la ville le devint davantage lorsque saint Louis lui fit don de la Vierge noire. Dès lors, Le Puy connut une très grande prospérité, due à la venue de milliers de pèlerins. Ce pèlerinage du Puy resta, durant tout le Moyen Âge, le plus renommé de France, d'autant que l'une des quatre grandes voies conduisant à Saint-Jacques-de-Compostelle passait par-là. L'évêque Godescalc est cité comme le premier pèlerin de Compostelle en 951.
En 1095, le pape Urbain II désigne l'évêque du Puy, Adhémar de Monteil comme légat pour la première croisade.
En 1138, le roi Louis VII le Jeune est avec sa cour au Puy où il célèbre la fête de l'Annonciation de la Vierge. Pierre le Vénérable, abbé de Cluny, écrit à saint Bernard qu'il l'y a rencontré pour lui demander la confirmation d'un de ses religieux choisi comme évêque de Langres.
En 1142, Raymond II, comte de Tripoli (1137-1142), fils de Pons de Saint-Gilles, donne à l'évêque du Puy, Humbert d'Albon (1128-1144), tout ce qu'il possède dans le « comté des Vellaves ». C'est la première mention d'un comté du Velay. Jusque-là on utilisait la formule « Pagus Vellaicus ». Le Velay était une partie de l'Auvergne. Ce document est transmis à Robert III qui est comte d'Auvergne et du Velay.
En 1183 est né au Puy le mouvement des Capuchonnés, des partisans de la Paix de Dieu ; une organisation de guerriers dévoués au maintien de la paix et de l'ordre dans la France de la fin du XIIe siècle. Ce mouvement parti du Puy, se répandit dans une grande partie de la France et finit par remettre en cause l'ordre social, avant d'être exterminé.
En 1207 Bertrand de Chalencon, évêque du Puy, accompagne Pierre de Castelnau dans ses déplacements auprès des cathares[source insuffisante]. En 1209 il participe à la croisade des Albigeois à la tête d'un corps expéditionnaire formé en Velay.[réf. nécessaire]
Au moment de la féodalité, le Velay avait été donné en apanage au duc de Guyenne, Guillaume d'Auvergne. En 1162, un différend s'éleva entre celui-ci et l'évêque du Puy. Ce dernier, ayant été molesté, porta l'affaire devant le roi de France Louis VII le Jeune, qui donna raison au prélat et retira son comté à Guillaume pour l'offrir à l'évêque. En octobre 1185, le roi Philippe Auguste se rend au Puy et permet à l'évêque de prélever un péage de treize deniers podienses pour chaque charge entrant dans la ville : cinq pour l'évêque, trois pour l'Église et cinq pour le vicomte de Polignac. Dès lors, celui-ci ne releva plus, pour le temporel, que du souverain qui, en 1307, intégra définitivement le Velay au domaine royal par un paréage signé avec l'évêque Jean de Comines, Philippe le Bel partageant désormais sa seigneurie avec le pontife. Cela afin de faire pièce aux Polignac, véritable dynastie, la plus illustre de la région, qui rançonnaient les riches pèlerins et les marchands attirés nombreux par la perspective de fructueuses affaires.
Si le roi de France se décida à intervenir, c'est qu'avant lui un pauvre charpentier, Durand, avait déclaré la guerre sainte à ces « Cotereaux ». Ayant reçu mission de la Vierge de réunir les hommes valides, il donna la chasse à ces aventuriers, dont il pendit jusqu'à 500 à la fois. Le goût du sang entraîna ces nouveaux croisés à de tels excès que le roi dut y mettre bon ordre. D'où le traité de partage de 1307. L'évêque, qui s'était appuyé sur les commerçants pour résister aux Polignac, dut consentir des concessions et Le Puy devint une commune élisant ses consuls.

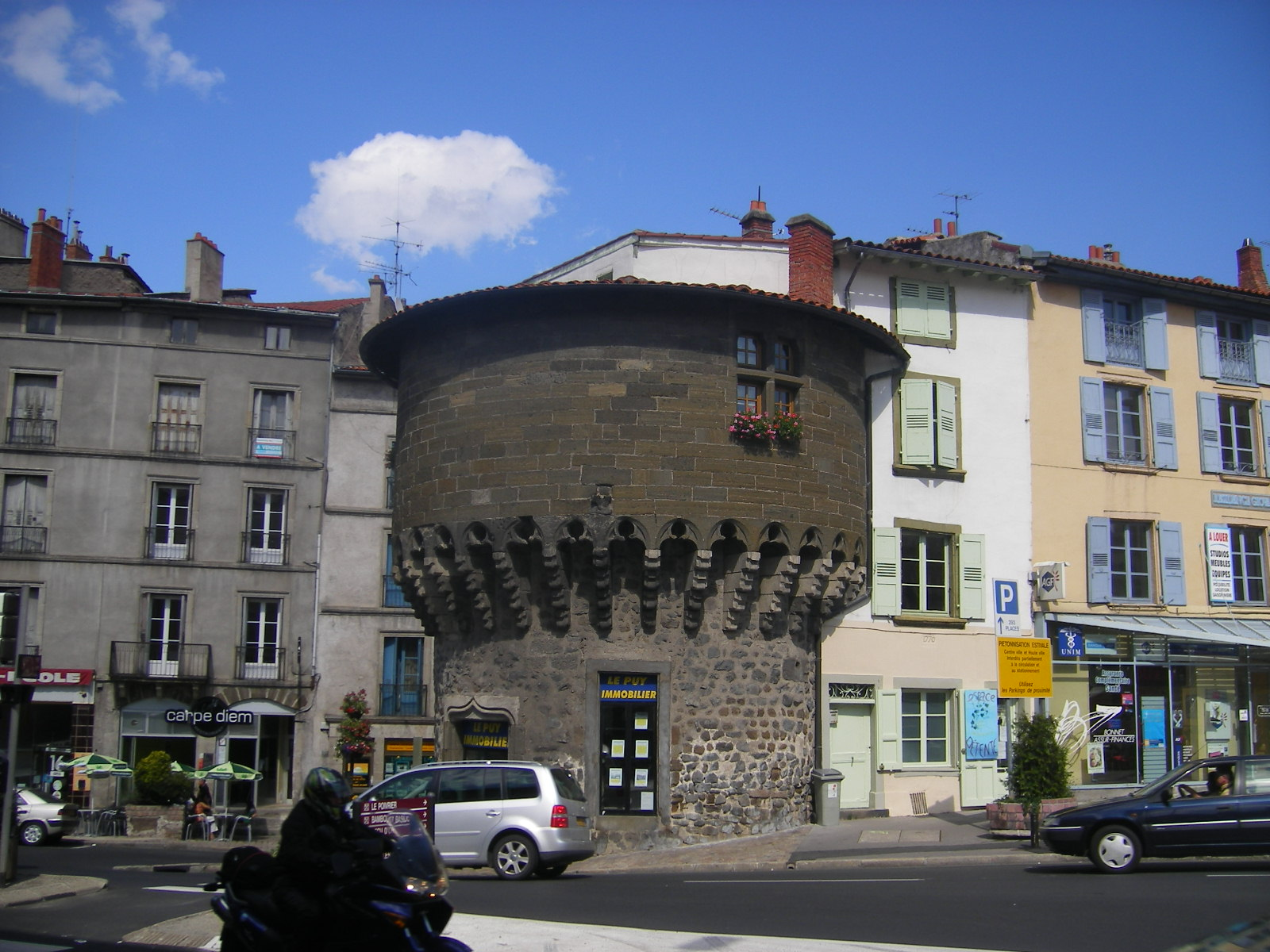
Tour Pannessac, du XIIIe siècle.

La ville s'entoure de remparts entre 1220 et 1240 qui vont lui servir de limite jusqu'au XVIIIe siècle. La tour Pannessac est l'un de ses vestiges. Elle a été classée au titre des monuments historiques en mars 1897.
Le Puy, au Moyen Âge, est une ville religieuse mais aussi une ville littéraire prestigieuse. L'académie de Saint-Mayol accueille des étudiants venus de toute l'Occitanie. La ville est également renommée pour ses cours poétiques en langue d'oc.
Vers 1365, le capitaine des "routiers" Seguin de Badefol pille la région.

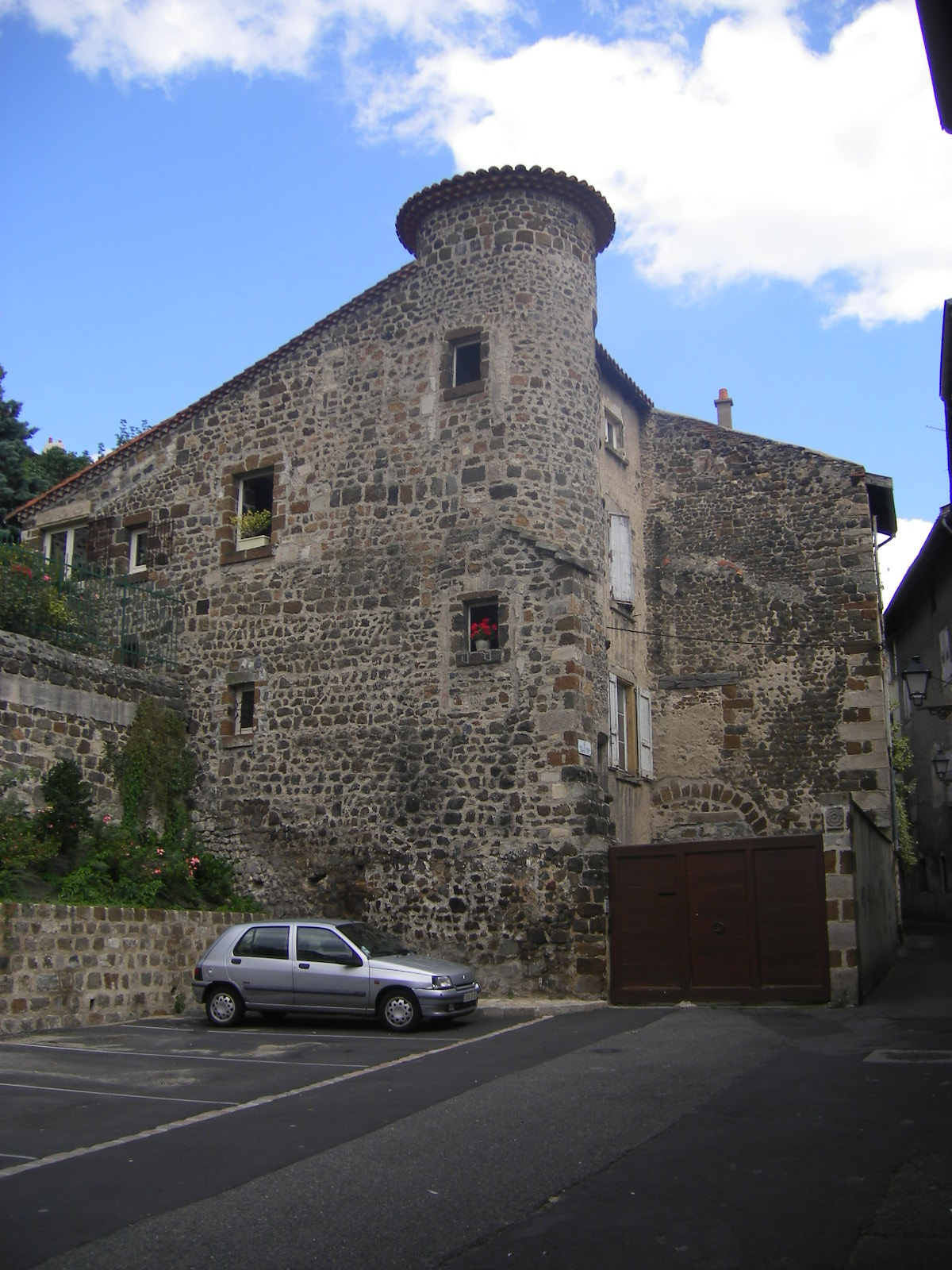
Maison typique.

Le Velay dépend du gouvernement royal de la généralité du Languedoc créée en 1377 ayant pour chef-lieu Montpellier, une sénéchaussée indépendante demeure au Puy jusqu'en 1789.
La ville du Puy n'est pas éloignée de la chemin de Régordane qui reliait Paris à Saint-Gilles.

### Les Hospitaliers
La première mention des Hospitaliers de l'ordre de Saint-Jean de Jérusalem date de 1153. C'est dans la commanderie Saint-Jean du Puy qu'en 1163 Pierre de Mirmande, futur supérieur, sera accueilli dans l'Ordre. En 1166, le supérieur de l'Ordre Gilbert d'Assailly est aussi présent dans la cité.
Au commencement du XIVe siècle, l'annexe de Pébellit, tenue en fief de l'évêque du Puy, comprend Le Boussillon et Les Pandraux.
Après le remembrement consécutif à la dévolution des biens de l'ordre du Temple, Saint-Jean-la-Chevalerie (du Puy) devient un membre de la commanderie de Devesset puis à partir de 1576, elle intègre de facto le grand bailliage de Lyon.
Les parties subsistantes de l'ancienne commanderie sont inscrites au titre des monuments historiques en 1978.

### XVIeetXVIIesiècles
Outre son pèlerinage, Le Puy doit aussi une partie de sa prospérité à sa dentelle, mentionnée pour la première fois en 1408. En 1640, le Parlement de Toulouse, assailli de réclamations par les nobles et les bourgeois qui se plaignaient de ne plus trouver de servantes (on comptait à cette époque dans la région 70 000 femmes fabriquant de la dentelle sur leur carreau) en interdit le port sur les vêtements, d'où désolation et chômage chez les dentellières. C'est alors que saint François Régis, père jésuite, ému de cette situation, parvint à faire annuler la décision du Parlement. La première partie du XVIIe siècle est également illuminée par une jeune Tertiaire dominicaine, Agnès de Jésus.
Le Puy résista toujours victorieusement aux attaques des Huguenots cévenols qui firent subir de grands dommages à la ville. L'évêque[D'où ?], De Sénectaire[Qui ?], prit part aux combats. Pendant de longs mois, Le Puy se refusa à reconnaître Henri IV comme roi de France malgré son abjuration.
L'importance du commerce des muletiers du Velay avec les régions voisines est connue dès le XVIe siècle : les routes muletières les plus empruntées sont celles par lesquelles montait au Puy le vin du Bas-Vivarais et descendaient les céréales et les lentilles des hauts plateaux vellaves,,.

### XVIIIesiècle
Le Puy au XVIIIe siècle vit une situation de quasi-autonomie : les états du Velay y siègent mais les centres de gouvernance qui sont Montpellier (généralité) et Toulouse (parlement) sont à plusieurs journées de cheval.
La ville est importante pour l'époque. Il n'existe pas de décompte fiable mais une estimation haute donne 20 000 habitants, ce qui la mettrait un peu en dessous de Montpellier, à un tiers de Toulouse et un cinquième de Lyon.
Des travaux routiers importants ont lieu durant le siècle sur les grands axes, issus de chemins antiques : les routes de Lyon, Clermont et du « midi » sont rendues carrossables. Ces axes deviendront les actuelles routes nationales 88 et 102.
De très nombreux régiments sont de passage au Puy.
La ville est cantonnée jusqu'aux années 1760 à l'intérieur de son mur d'enceinte puis s'étend par l'ouverture sur le Breuil aménagé par l'architecte Portal en 1786. L'hôtel de ville actuel est construit dans les années 1762-1764, une caserne est construite à l'emplacement de l'actuelle caserne Romeuf.
La ville est entourée de nombreux vignobles aujourd'hui disparus : les traces existent au cadastre et dans la toponymie (lieux-dits : les vignes, les vigneaux) et dans certaines architectures rurales (les "chibottes" de Vals-près-le-Puy).
Le plus grand fait divers ponot de l'époque a lieu le 16 octobre 1754 : l'attaque par Louis Mandrin du dépôt de tabac de la rue du Consulat fait plusieurs morts. Mandrin lui-même y est blessé.
Les idées nouvelles se propagent : la loge franc-maçonne La parfaite union est fondée en 1770.
Deux personnalités dominent :
- l'évêque Jean-Georges Lefranc de Pompignan préside les états du Velay et publie certains écrits qui ont été attaqués par Voltaire.
- Antoine Clet : libraire et imprimeur du roi. Il a écrit plusieurs comédies « burlesques » qui constituent de remarquables descriptions de la vie au Puy dans les années 1750.

Dans les années 1770, François Peyrard (1759 - 1822) originaire de l'est du Velay est élève au Collège. Il devient un acteur majeur de l'instruction publique durant la Révolution française, un des organisateurs de l'École polytechnique dont il est le premier bibliothécaire. À son excellente formation classique reçue au Puy, il associe des qualités de mathématicien qui font de lui le traducteur de référence pour des ouvrages de géométrie grecque. Il publie et complète aussi les travaux du grand mathématicien Étienne Bézout. D'un tempérament tourmenté, il meurt dans la misère.

### XIXesiècle
À la suite de la Révolution française, les provinces disparaissent et sont remplacées par les départements. Le Velay devient la Haute-Loire, avec comme chef-lieu Le Puy.
12 septembre 1860, inauguration de la statue de Notre-Dame de France.
13 mai 1866, ouverture de la ligne ferroviaire Le Puy/Saint-Étienne. En 1874 elle est prolongée jusqu'à Saint-Georges-d'Aurac, assurant ainsi la liaison avec Clermont-Ferrand.
En 1896 la ville se dote d'un tramway, qui circule jusqu'à la Première Guerre mondiale.

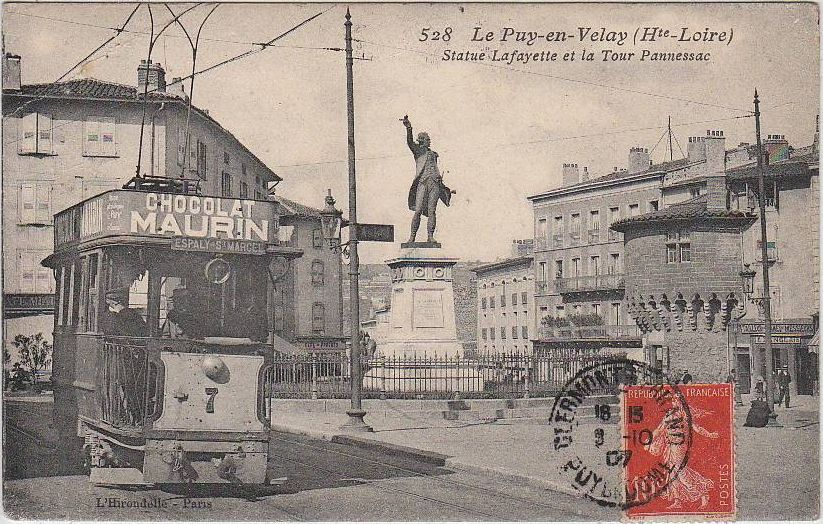
Le tramway du Puy-en-Velay, près de la Tour Pannessac, vers 1907.
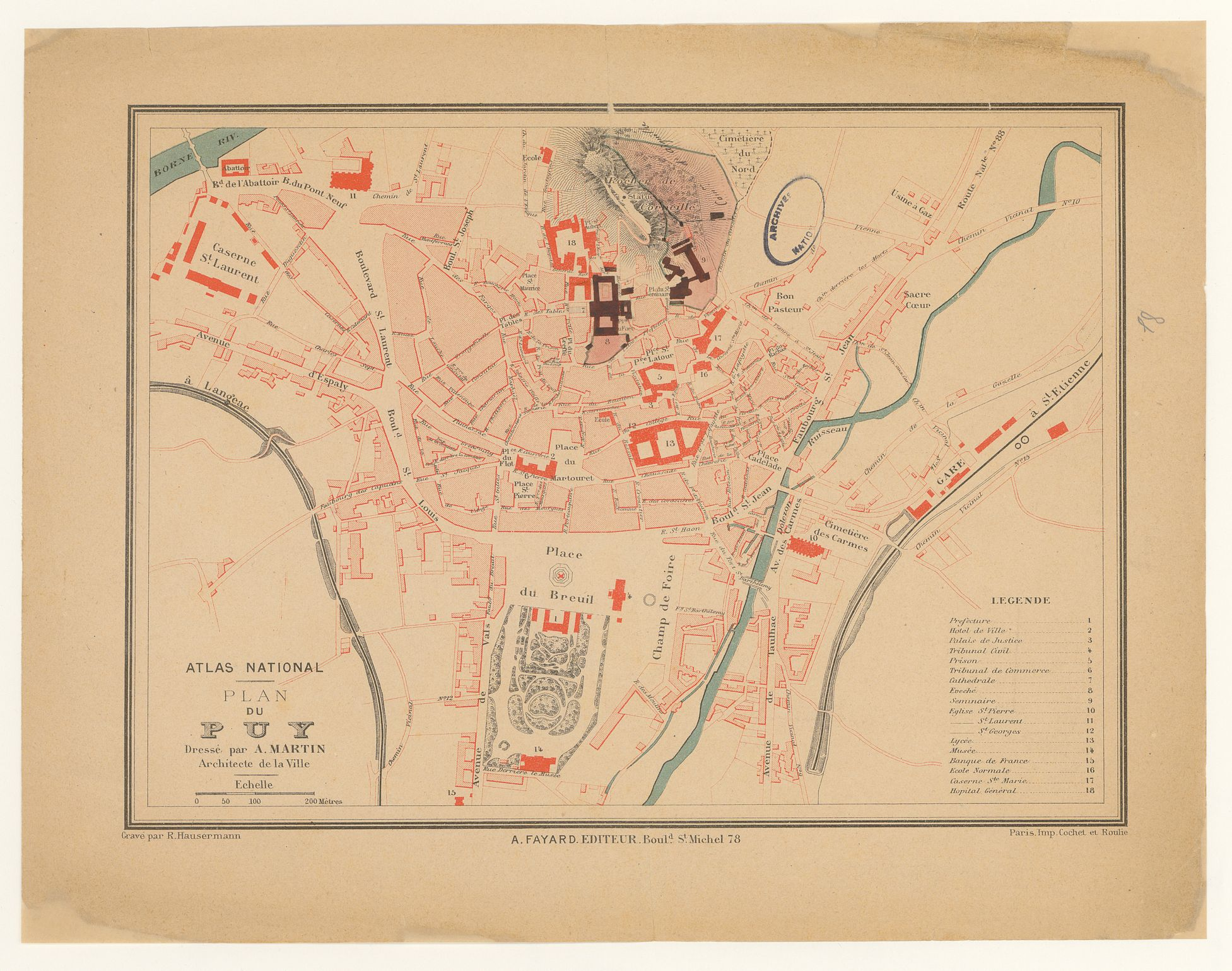
Plan du Puy-en-Velay - Archives nationales
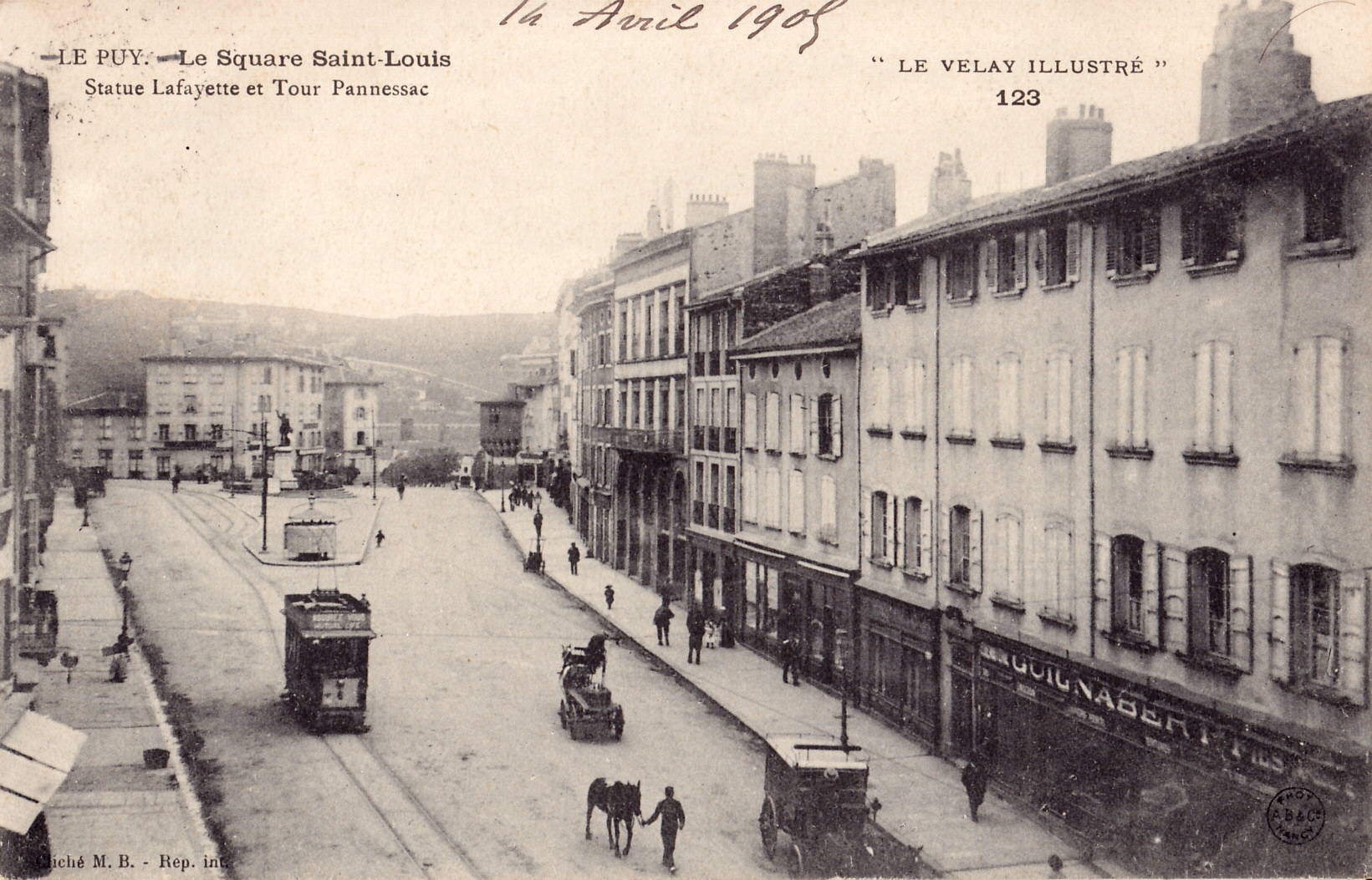
Le square Saint-Louis, vers 1905.
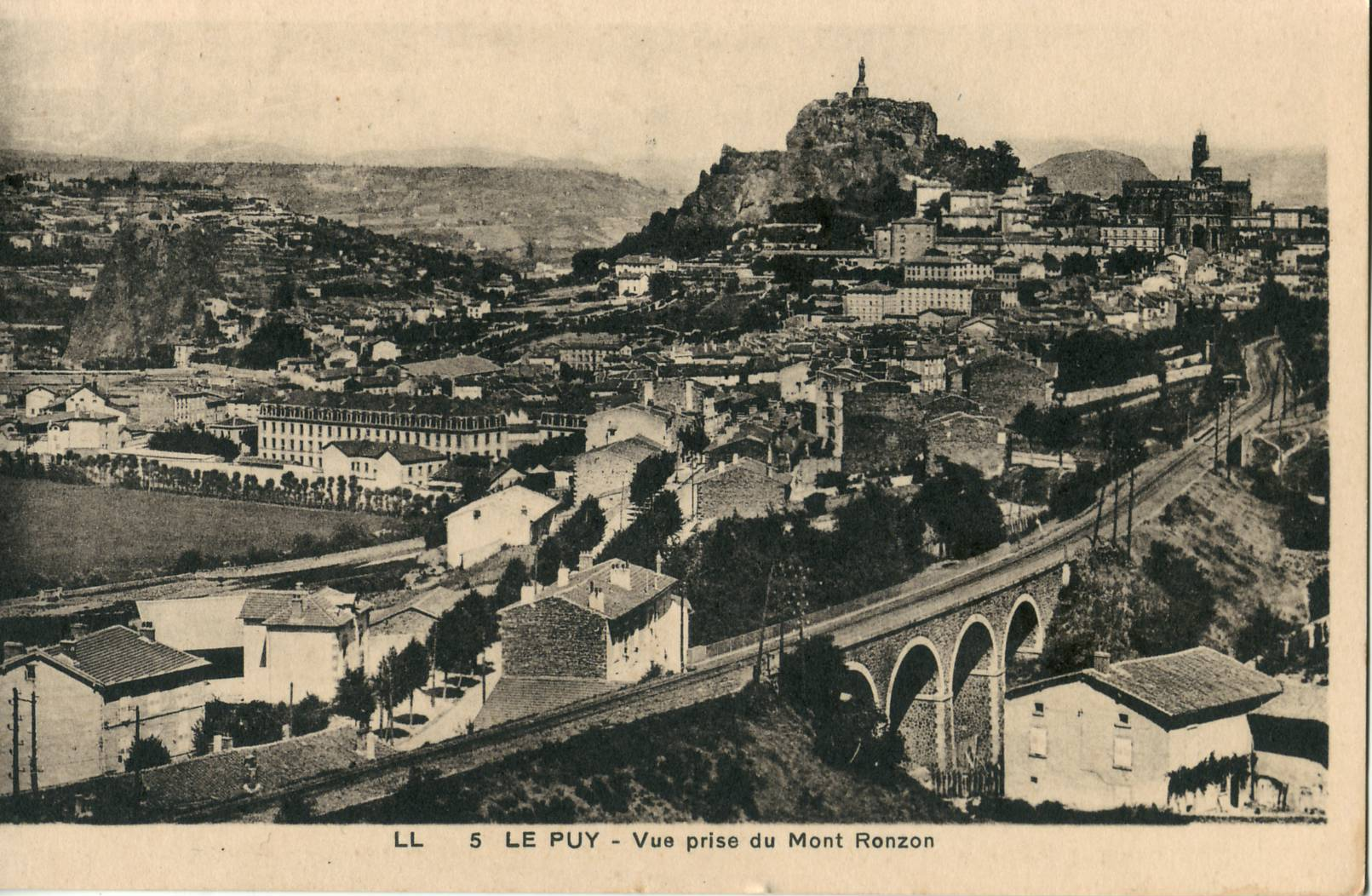
Vue générale du Puy, au tout début du XXe siècle.

### XXesiècle
Une ligne ferroviaire vers Langogne est ouverte en 1912. Cette ligne, desservant le plateau de Landos, contribue à l'exportation des lentilles du Puy. La construction d'une ligne transcévenole en direction d'Aubenas, entreprise en 1911, n'a jamais été achevée.

#### Première Guerre mondiale
Pendant la Première Guerre mondiale, trois régiments sont partis du Puy : le 86e régiment d'infanterie d'active cantonné à la Caserne Romeuf, à la Caserne Mouton Duvernet et au Grand Séminaire, le 286e régiment d'infanterie de réserve dérivé du premier et le 101e régiment d'infanterie territoriale. Deux sites de l'agglomération ont servi de prison. Le premier est l'ancien orphelinat de la Roche-Arnaud (aujourd'hui disparu) où ont été enfermés des gradés militaires allemands. Le second site est celui de l'ancienne chartreuse à Brives-Charensac (aujourd'hui groupe scolaire Paradis-La Chartreuse) dont les bâtiments ont servi à emprisonner jusqu'à 600 internés civils (allemands, austro-hongrois, Alsaciens-Lorrains). Ces civils, considérés comme ennemis du fait de la guerre, étaient essentiellement des touristes se trouvant en France lors de la mobilisation d'août 1914.̈ Un ponot se distingue particulièrement pendant le conflit : Émile Fayolle, fils d'un dentellier de la ville, qui est élevé à la dignité de maréchal de France en 1921.

#### Seconde Guerre mondiale
Lors de la Seconde Guerre mondiale, la ville « adopte » la ville de Châtillon-sur-Seine en grande partie détruite par des bombardements les 15 mai et 15 juin 1940, et accueille à l'été 1943 plus de 80 enfants de Châtillon pour un séjour vellave réconfortant. La reconnaissance de Châtillon-sur-Seine vis-à-vis de sa marraine est marquée par la « Place de la Ville du Puy ».
La ville fut en 1942 le lieu d'un important pèlerinage de la jeunesse de France, organisé par le Père Paul Doncœur. Elle reçoit de nombreux juifs alsaciens qu'elle intègre dans sa population dont Jean Kahn, président du Consistoire central israélite de France de 1992 à 2008 et du CRIF de 1989 à 1995.
À la fin de la Seconde Guerre mondiale, la ville est libérée par la Résistance. La garnison du Puy cantonnée à la Caserne Romeuf et composée de supplétifs russes, principalement d'anciens prisonniers de guerre soviétiques, appartenant à la Légion des Tatars de la Volga (Wolga Tatarische Legion ou Idel-Ural Legion) comprend un bataillon d'environ 800 hommes, dont la numérotation fait encore l'objet de discussions. Le 18 août 1944, à la suite des combats de harcèlement qui ont lieu dans la région, organisés par le commandant Serge Zapalski, chef départemental des FFI, le commandement allemand décide de l'évacuer pour rejoindre la vallée du Rhône. Un convoi de 600 hommes sous la direction du colonel Metger, composé des restes de trois compagnie du WTL, d'une batterie de la Reserve Artillerie Abteilung 28, de l'état-major de liaison (Verbindungsstab) 995 et de la Feldgendarmerie 993, d'une soixantaine de miliciens certains avec leurs familles, de membres du Parti Populaire Français (PPF), d'une dizaine d'infirmières, quitte la ville et se dirige vers Saint-Étienne via Craponne sur Arzon. Le 19 août, le reste de la garnison se rend à la Résistance après quelques combats. Le convoi chemine avec beaucoup de peine vers le Nord, harcelé par la Résistance de la Haute-Loire, de la Loire et du Puy-de-Dôme. Le 21 août, encerclé dans le village d'Estivareilles (Loire), il est contraint de se rendre. La libération du Puy est effective avec l'arrivée de la 1re DB qui appartient à la 1re armée du général de Lattre au début septembre 1944. L'écrivain Robert Sabatier participe à cette libération et en laisse une description dans ses mémoires Je vous quitte en vous embrassant bien fort.

### XXIesiècle
En novembre 2012, la statue de Notre-Dame de France est rénovée. À l'occasion d'une complète restauration de la statue et de son piédestal en pierre, une réflexion a été menée afin d'améliorer son intégration dans l'environnement naturel et le patrimoine architectural et culturel de la cité. Ainsi, la couleur de la statue, jusqu'à présent un rouge couleur tuile, sera remplacée par un rouge un peu plus soutenu, car « la mairie voulait que Notre-Dame de France soit peinte, comme en 1986, d'un flamboyant rouge cuivré. ».
En 2016, le pensionnat Notre-Dame de France (PNDF ou « le pensio ») est détruit après avoir fermé pour raisons financières en 2010. Cet établissement, fondé en 1854 par les Frères des écoles chrétiennes, fut l'un des plus célèbres du Massif central et eut comme élèves Émile Fayolle, Pierre de Nolhac, Jean Boiteux, Louis Jouvet…
Le 13 juillet 2018 est inaugurée le contournement du Puy, 9 km de déviation sur la RN88.
Après huit ans de travaux d'amélioration et de mise en conformité, le musée Crozatier est remis à la disposition du public en juillet 2018.
Le mouvement des Gilets jaunes, apparu en novembre 2018, est très actif en Haute-Loire. Lors de l'Acte III des Gilets jaunes le samedi 1er décembre, la manifestation tourne à l'émeute place du Breuil. La préfecture est en partie incendiée. Une partie des protagonistes avait été reçue par Laurent Wauquiez, ancien maire et président de région en exercice. Le 2 décembre Jacqueline Gourault, ministre de la Cohésion des territoires, visite les locaux incendiés. Le président de la République Emmanuel Macron se rend au Puy pour apporter son soutien aux employés de l'État le 4 décembre et est conspué. Le 8 décembre (« acte IV des Gilets jaunes ») est une deuxième journée de violence, la ville subit de nouvelles dégradations.

## Politique et administration

### Découpage territorial
La commune du Puy-en-Velay est membre de la communauté d'agglomération du Puy-en-Velay, un établissement public de coopération intercommunale (EPCI) à fiscalité propre créé le 26 décembre 2016 dont le siège est au Puy-en-Velay. Ce dernier est par ailleurs membre d'autres groupements intercommunaux.
Sur le plan administratif, elle est rattachée à l'arrondissement du Puy-en-Velay, au département de la Haute-Loire, en tant que circonscription administrative de l'État, et à la région Auvergne-Rhône-Alpes.
Sur le plan électoral, elle dépend des cantons de Le Puy-en-Velay-1, Le Puy-en-Velay-2, Le Puy-en-Velay-3 et Le Puy-en-Velay-4 pour l'élection des conseillers départementaux, depuis le redécoupage cantonal de 2014 entré en vigueur en 2015, et de la première circonscription de la Haute-Loire pour les élections législatives, depuis le redécoupage électoral de 1986.
| Canton                   | Code cantonal | Population (18989) | Conseillers départementaux 2021-2028 | Conseillers départementaux 2021-2028                                |
| ------------------------ | ------------- | ------------------ | ------------------------------------ | ------------------------------------------------------------------- |
| Canton du Puy-en-Velay-1 | 4312          | 12 781 hab.        |                                      | Michel Chapuis et Christiane Mosnier (UDI)                          |
| Canton du Puy-en-Velay-2 | 4313          | 13 002 hab.        |                                      | Corinne Bringer et Jean-Paul Vigouroux (liste divers droite)        |
| Canton du Puy-en-Velay-3 | 4314          | 11 315 hab.        |                                      | Gilles Delabre et Blandine Deleau Ferret (Divers centre)            |
| Canton du Puy-en-Velay-4 | 4315          | 11 442 hab.        |                                      | Jean-François Exbrayat et Christelle Valantin (liste divers droite) |

### Élections municipales et communautaires

#### Élections de 2020
| Tête de liste | Tête de liste               | Suffrages | Pourcentage | CM | CC |
| ------------- | --------------------------- | --------- | ----------- | -- | -- |
|               | Michel Chapuis              | 2693      | 55,25 %     | 26 | 12 |
|               | Laurent Johanny             | 1355      | 27,8 %      | 4  | 2  |
|               | Catherine Granier-Chevassus | 826       | 16,94 %     | 3  | 1  |

Le conseil municipal du Puy-en-Velay, commune de plus de 1 000 habitants, est élu au scrutin proportionnel de liste à deux tours (sans aucune modification possible de la liste), pour un mandat de six ans renouvelable. Compte tenu de la population communale, le nombre de sièges à pourvoir lors des élections municipales de 2020 est de 33. Les trente-trois conseillers municipaux sont élus au premier tour avec un taux de participation de 39,98 %, se répartissant en vingt-six issus de la liste conduite par Michel Chapuis, quatre issus de celle de Laurent Johanny et trois issus de celle de Catherine Granier-Chevassus.
Michel Chapuis, maire sortant, est réélu pour un nouveau mandat le 25 mai 2020.
Les quinze sièges attribués à la commune au sein du conseil communautaire de la communauté d'agglomération du Puy-en-Velay se répartissent en : liste de Michel Chapuis (12), liste de Laurent Johanny (2) et liste de Catherine Granier-Chevassus (1).

#### Liste des maires
| Période     | Identité              | Parti   | Qualité |
| ----------- | --------------------- | ------- | --- |
| 1977 - 1984 | Roger Fourneyron      | UDF-CDS | Éducateur spécialisé Député de la Haute-Loire (1974-1981). |
| 1984 - 1990 | Bernard Jammes        | UDF-PR  | - |
| 1990 - 1995 | Pierre Philibert      | UDF-PR  | Pharmacien. |
| 1995 - 2001 | Serge Monnier         | UDF-CDS | Professeur agrégé de philosophie Député de la Haute-Loire (1995-1997). |
| 2001 - 2008 | Arlette Arnaud-Landau | PS      | Agent du Trésor Vice-présidente du Conseil régional d'Auvergne de 2004 à 2015. |
| 2008-2016   | Laurent Wauquiez      | LR      | Maître des requêtes au Conseil d'État Député de la Haute-Loire de 2004 à 2007 puis de 2012 à 2017 Secrétaire d'État (2007-2010) Ministre chargé des Affaires européennes (novembre 2010-juin 2011) Ministre de l'Enseignement supérieur et de la Recherche (juin 2011-juin 2012) Président du Conseil régional d'Auvergne-Rhône-Alpes (janvier 2016-août 2024). |
| depuis 2016 | Michel Chapuis        | UDI     | Éducateur Conseiller régional d'Auvergne-Rhône-Alpes |

### Fusion de communes
Le 20 février 1965, la commune de Taulhac-près-le-Puy fusionne avec celle du Puy. Le 25 février 1965, la commune d'Ours-Mons fusionne avec celle du Puy.

### Politique de développement durable
La ville a engagé une politique de développement durable en lançant une démarche d'Agenda 21 en 2008.

### Tendances politiques et résultats
Les résultats du 2e tour de l'élection présidentielle au Puy-en-Velay sont les suivants : Emmanuel Macron (En Marche!) est en tête des suffrages avec 77,22% des voix. Il devance Marine Le Pen (FN) qui recueille 22,78% des suffrages exprimés.
Emmanuel Macron (En Marche!) était également en tête dans la commune du Puy-en-Velay après le 1er tour et avait reçu 26,46% des votes.
On décompte 11,81% de votes blancs et 1,85% de votes nuls parmi les votants.{
Aux élections européennes du 9 juin 2024, le parti au pouvoir n'arrive que 3e avec 12,64% (contre 19,87% en 2019), derrière le Rassemblement national (25,15% contre 15,30% en 2019), PS-Place publique (15,15% contre 5,63% en 2019) et LFI (11,24% contre 6,29% en 2019).
Les personnalités exerçant une fonction élective dont le mandat est en cours et en lien direct avec le territoire de la commune de Le Puy-en-Velay sont les suivantes :
| Élection        | Territoire                         | Titre                         | Nom                | Début de mandat | Fin de mandat |
| --------------- | ---------------------------------- | ----------------------------- | ------------------ | --------------- | ------------- |
| Municipales     | Le Puy-en-Velay                    | Maire                         | Michel Chapuis     | 2016            | 2020          |
| Cantonales      | Le Puy-en-Velay-Est                | Conseiller général            | Jean-Claude Ferret | 27 mars 2011    | 2015          |
| Cantonales      | Le Puy-en-Velay-Nord               | Conseiller général            | Gérard Convert     | 16 mars 2008    | 2015          |
| Cantonales      | Le Puy-en-Velay-Ouest              | Conseillère générale          | Christiane Mosnier | 27 mars 2011    | 2015          |
| Cantonales      | Le Puy-en-Velay-Sud-Est            | Conseiller général            | Pierre Robert      | 16 mars 2008    | 2015          |
| Cantonales      | Le Puy-en-Velay-Sud-Ouest          | Conseiller général            | Marc Bolea         | 16 mars 2008    | 2015          |
| Législatives    | 1re circonscription                | Député                        | Laurent Wauquiez   | 10 juin 2012    | juin 2017     |
| Législatives    | 2e circonscription                 | Député                        | Jean-Pierre Vigier | 10 juin 2012    | juin 2017     |
| Régionales      | Auvergne puis Auvergne-Rhône-Alpes | Président du conseil régional | Laurent Wauquiez   | 18 janvier 2006 | 2015          |
| Présidentielles | France                             | Président de la République    | Emmanuel Macron    | mai 2017        | mai 2022      |

### Jumelages
La ville du Puy-en-Velay est jumelée avec :
- Meschede (Allemagne) ;
- Tonbridge (Royaume-Uni) ;
- Tortosa (Espagne) ;
- Brugherio (Italie) ;
- Mangualde (Portugal).

## Équipements et services publics

### Enseignement
La commune fait partie de l'académie de Clermont-Ferrand, et accueille divers établissements :
Écoles : 7 écoles publiques et 6 écoles privées.
Collèges : 2 collèges publics et 3 collèges privés.
Lycées : 3 lycées. Parmi eux, le lycée professionnel Jean-Monnet, dont le gymnase et le self ont été incendiés le 24 avril 2019.
Études supérieures
- Une INSPE (ex-IUFM, Institut national supérieur du professorat et de l'éducation), antenne de l'INSPE d'Auvergne, dépendant de l'Université Blaise-Pascal) de Clermont-Ferrand.
- Un IUT (Institut universitaire de technologie), campus de l'IUT de Clermont-Ferrand I, dépendant de l'université d'Auvergne (Clermont-Ferrand I) de Clermont-Ferrand.3 départements : département Chimie, département Métiers du Multimédia et de l'Internet, département Informatique Imagerie Numérique.
- Un Institut de Formation en Soins Infirmiers (IFSI)
- Un Institut des Sciences de la Vie et de la Terre (ISVT)
- Une École Supérieure Européenne des Professions de l'Emballage et du Conditionnement (ESEPAC)

## Population et société

### Démographie

#### Évolution démographique

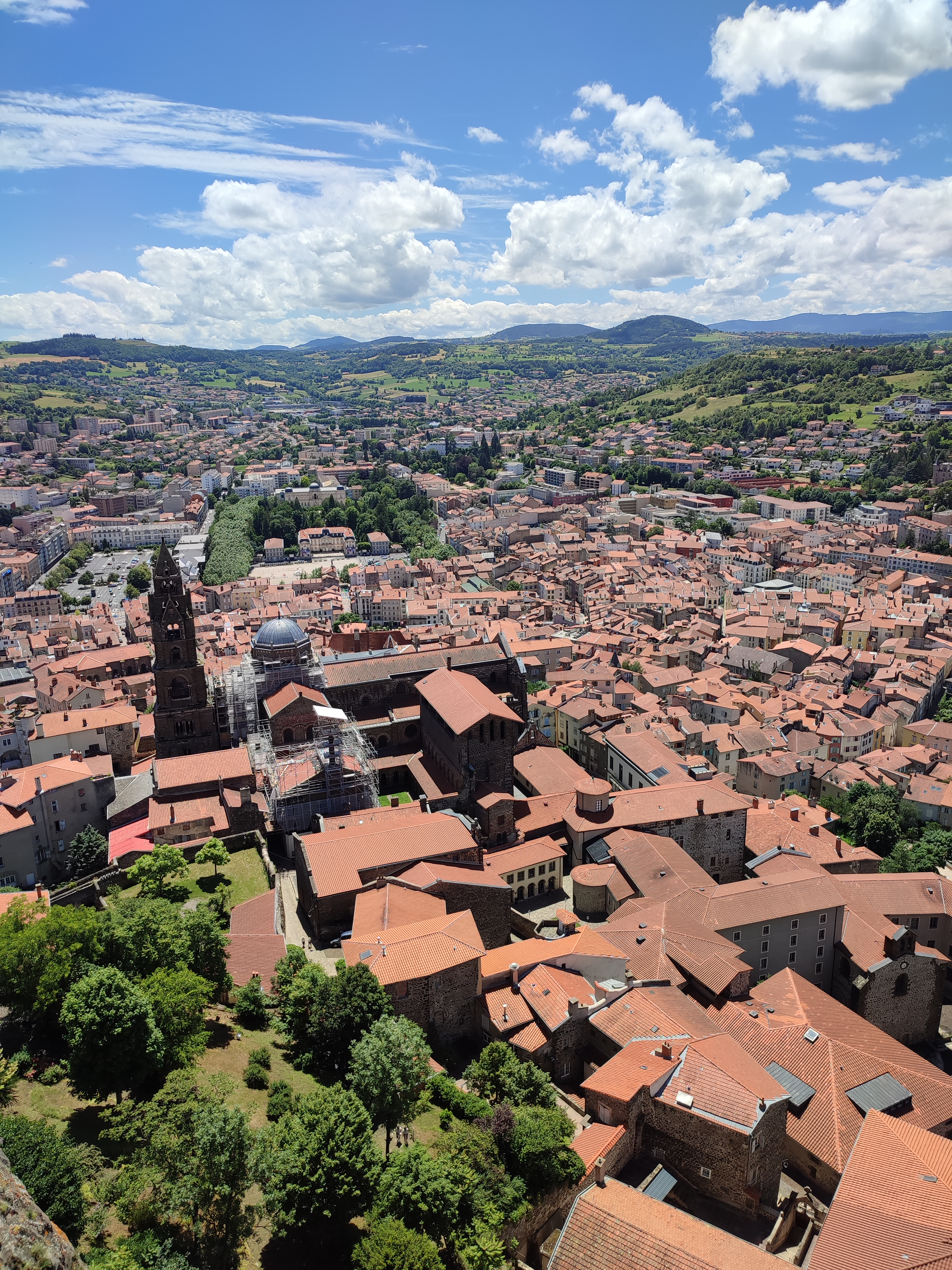
Vue générale du Puy-en-Velay

Les habitants de la commune sont appelés les Ponots, Ponotes ou Aniciens et Aniciennes.
L'évolution du nombre d'habitants est connue à travers les recensements de la population effectués dans la commune depuis 1793. Pour les communes de plus de 10 000 habitants les recensements ont lieu chaque année à la suite d'une enquête par sondage auprès d'un échantillon d'adresses représentant 8 % de leurs logements, contrairement aux autres communes qui ont un recensement réel tous les cinq ans,.

En 2022, la commune comptait 18 989 habitants, en évolution de −0,66 % par rapport à 2016 (Haute-Loire : +0,36 %, France hors Mayotte : +2,11 %).
| 1793   | 1800   | 1806   | 1821   | 1831   | 1836   | 1841   | 1846   | 1851   |
| ------ | ------ | ------ | ------ | ------ | ------ | ------ | ------ | ------ |
| 11 060 | 10 601 | 12 318 | 14 844 | 14 930 | 14 924 | 14 674 | 14 995 | 15 723 |

| 1856   | 1861   | 1866   | 1872   | 1876   | 1881   | 1886   | 1891   | 1896   |
| ------ | ------ | ------ | ------ | ------ | ------ | ------ | ------ | ------ |
| 16 666 | 17 015 | 19 532 | 19 233 | 19 250 | 18 825 | 19 031 | 20 308 | 20 793 |

| 1901   | 1906   | 1911   | 1921   | 1926   | 1931   | 1936   | 1946   | 1954   |
| ------ | ------ | ------ | ------ | ------ | ------ | ------ | ------ | ------ |
| 20 570 | 21 420 | 20 944 | 18 488 | 19 821 | 20 288 | 21 660 | 22 705 | 23 453 |

| 1962   | 1968   | 1975   | 1982   | 1990   | 1999   | 2006   | 2011   | 2016   |
| ------ | ------ | ------ | ------ | ------ | ------ | ------ | ------ | ------ |
| 25 125 | 26 389 | 26 594 | 24 064 | 21 743 | 20 490 | 19 321 | 18 537 | 19 115 |

| 2021   | 2022   | - | - | - | - | - | - | - |
| ------ | ------ | - | - | - | - | - | - | - |
| 18 629 | 18 989 | - | - | - | - | - | - | - |

#### Pyramides des âges
La population de la commune est relativement jeune.
En 2018, le taux de personnes d'un âge inférieur à 30 ans s'élève à 35,9 %, soit au-dessus de la moyenne départementale (31 %). À l'inverse, le taux de personnes d'âge supérieur à 60 ans est de 29,5 % la même année, alors qu'il est de 31,1 % au niveau départemental.
En 2018, la commune comptait 8 776 hommes pour 10 285 femmes, soit un taux de 53,96 % de femmes, largement supérieur au taux départemental (50,87 %).
Les pyramides des âges de la commune et du département s'établissent comme suit.
| Hommes | Classe d’âge | Femmes |
| ------ | ------------ | ------ |
| 1,0    | 90 ou +      | 3,2    |
| 7,0    | 75-89 ans    | 13,0   |
| 16,3   | 60-74 ans    | 17,7   |
| 17,2   | 45-59 ans    | 18,3   |
| 18,7   | 30-44 ans    | 15,2   |
| 23,6   | 15-29 ans    | 18,6   |
| 16,3   | 0-14 ans     | 13,9   |

| Hommes | Classe d’âge | Femmes |
| ------ | ------------ | ------ |
| 0,9    | 90 ou +      | 2,5    |
| 8,4    | 75-89 ans    | 11,7   |
| 20,4   | 60-74 ans    | 20,5   |
| 21,3   | 45-59 ans    | 20,3   |
| 16,8   | 30-44 ans    | 16,3   |
| 15,2   | 15-29 ans    | 13,2   |
| 17     | 0-14 ans     | 15,6   |

### Manifestations culturelles et festivités

#### Fêtes du Roi de l'Oiseau
- Chaque année, la troisième semaine de septembre, sont organisées de grandes fêtes Renaissance dites Fêtes du Roi de l'Oiseau, en référence à une ancienne tradition (le jeu du papegai) où le vainqueur d'un tir (à l'arc) à l'oiseau devenait pour un an roi de la ville.

#### Festivals
- Festival Court mais bon : Festival International du Court Métrage d'Animation[126] ; fin mars ou début avril.
- Les Musicales (musiques et danses latines) : durant une semaine, au mois de juillet[127].
- Interfolk (Festival folklorique international)[128] : avec des artistes venant des cinq continents. D'autres communes du département accueillent aussi ce festival ; fin juillet.
- Le festival Basaltique (anciennement « les nuits Basaltiques ») : Festival de musiques et danses traditionnelles, essentiellement locales ; fin juillet.
- Festival de musique de La Chaise-Dieu : plusieurs lieux culturels et religieux du Puy-en-Velay[129] accueillent des concerts, parallèlement à ceux de La Chaise-Dieu (et à d'autres communes[129], comme Brioude, Ambert, Saint-Paulien ou Chamalières-sur-Loire) ; fin août.
- Les Nuits de Saint-Jacques[130] : festival de musique avec artistes de la scène française ; juillet.

#### Fête foraine
La vogue s'installe place du Breuil tous les ans, de la mi-octobre à la mi-novembre, ce qui fait d'elle « l'une des vogues les plus longues de France. »

### Sports et loisirs

#### Sentiers de grande randonnée (GR)
Le Puy-en-Velay est le départ de plusieurs sentiers de grande randonnée (GR) :
- le GR 65[132] ou via Podiensis, un des chemins du pèlerinage de Saint-Jacques-de-Compostelle ;cf. la section « Chemins de Compostelle » dans cet article.
- le GR 70 ou chemin de Stevenson, en référence au parcours effectué au XIXe siècle par l'écrivain écossais Robert Louis Stevenson ;
- le GR 700 ou chemin de Régordane ;
- le GR 430, sentier en boucle, qui termine donc au Puy-en-Velay.

La commune est aussi traversée par le GR 3, qui suit le cours de la Loire depuis sa source au mont Gerbier-de-Jonc, jusqu'à son estuaire.

#### Événements sportifs
- Le Grand Trail du Saint-Jacques qui trouve son arrivée au Puy-en-Velay après un trail sur le chemin Saint-Jacques-de-Compostelle[134].
- Les 15 km internationaux du Puy, est une course qui se déroule tous les ans, le 1er mai. Des courses plus courtes se déroulent en début d'après-midi pour les enfants et adolescents.
- L'international de pétanque du Puy se déroule pendant 4 jours (du jeudi au dimanche) la 3 e semaine d'août. Il rassemble plus de 2 000 joueurs et joueuses français et étrangers[135].
- Le TDV Tournoi Du Velay.

Se déroule pendant deux jours
Tournois de hockey subaquatique qui attire chaque année le 2e week-end d'octobre les meilleures équipes nationales avec des joueurs et joueuses français et étrangers.

#### Équipes sportives
- Le Puy Foot 43 Auvergne, club de football.
- Amicale Saint-Michel Basket Le Puy Haute-Loire, club de basket-ball.
- COP Le Puy[136], club de Rugby.
- V.S.V Le puy, club de hockey subaquatique.
- Les Sharks, équipe de baseball[137]

#### Tour de France
Le Puy-en-Velay a accueilli à quatre reprises l'arrivée d'une étape du Tour de France.
| Édition | Étape                                                  | Kilométrage | Vainqueur de l'étape |
| ------- | ------------------------------------------------------ | ----------- | -------------------- |
| 1954    | 15e étape (Millau - Le Puy-en-Velay)                   | 197         | Dominique Forlini    |
| 1996    | 12e étape (Valence - Le Puy-en-Velay)                  | 143,5       | Pascal Richard       |
| 2005    | 19e étape (Issoire - Le Puy-en-Velay)                  | 154         | Giuseppe Guerini     |
| 2017    | 15e étape (Laissac-Sévérac l'Église - Le Puy-en-Velay) | 189,5       | Bauke Mollema        |

### Médias

#### Presse locale
Le journal L'Éveil de la Haute-Loire (Groupe Centre France), dont la rédaction est implantée au Puy-en-Velay (9, place Michelet), est consacré à l'actualité du département. Le journal est diffusé en édition quotidienne et en hebdomadaire. Le Progrès, grand quotidien régional basé à Lyon, dispose également d'une rédaction locale au Puy-en-Velay, qui diffuse une édition quotidienne pour le département de la Haute-Loire, sous le titre « La Tribune Le Progrès ». Enfin La Montagne, le quotidien régional de l'Auvergne et du Limousin, fournit des informations quotidiennes sur la Haute-Loire, généralement pour la partie ouest et nord-ouest du département, tournée vers l'Auvergne.
Le site « Zoomdici » est le site web d'information en Haute-Loire et à Issoire.
Deux titres de la presse quotidienne locale ont cessé de paraître au cours de la dernière décennie, Le Renouveau en 2015 et La Gazette de la Haute-Loire en 2018.

#### Radios locales
Plusieurs chaînes de radio peuvent être reçues dans la commune, parmi lesquelles :
- FM 43, radio associative provenant d'Yssingeaux et couvrant la Haute-Loire, elle émet sur 100.3 FM ;
- Radio Craponne, la radio associative de Craponne-sur-Arzon, dispose de la fréquence 87.9 FM sur Le Puy ;
- RCF Haute-Loire, radio associative religieuse appartenant au réseau RCF, elle émet sur 101.7 FM ;
- Radio Scoop, grande radio locale commerciale basée près de Lyon. Elle émet sur Le Puy avec le décrochage local stéphanois. Elle s'écoute sur 104.0 FM. Elle est aussi diffusée à Yssingeaux sur 88.2 FM ;
- France Bleu est aussi présente au Puy depuis 2001 sur 101.1 FM pour remplacer Le Mouv'. La station publique émettait le programme de France Bleu Pays d'Auvergne jusqu'en 2013 où il a été remplacé par celui de France Bleu Saint-Étienne Loire ;
- NRJ (98.7 FM) émet sur le Puy en catégorie C, c'est-à-dire avec un décrochage local depuis des studios implantés dans la ville.

#### Télévision locale
La chaîne publique France 3 Auvergne émet sur Le Puy comme toutes les autres chaînes gratuites grâce aux émetteurs TNT de la Denise, de la Roche-Arnaud et du Bois de Chantuzier qui est le grand émetteur de la Haute-Loire. Le bureau de France 3 Haute-Loire est présent au Puy.

### Cultes

#### Culte catholique
Le Puy-en-Velay est le siège d'un diocèse catholique dont elle abrite la cathédrale (Cathédrale Notre-Dame-de-l'Annonciation), plusieurs paroisses, et de nombreuses églises catholiques.

#### Culte protestant
- Temple protestant du Puy-en-Velay, inauguré en 1894, 6 rue Jean-Baptiste Fabre - membre de l'Église protestante unie de France[142]
- Église évangélique baptiste « Torrent de Vie »[143].

#### Culte musulman
Une mosquée : la mosquée Arrahma, sur les hauteurs de la ville, dans un ancien corps de ferme restauré, à l'architecture typiquement locale ; et un second lieu de culte, en centre-ville, inauguré en 2012 par le maire.

### Foires et marchés

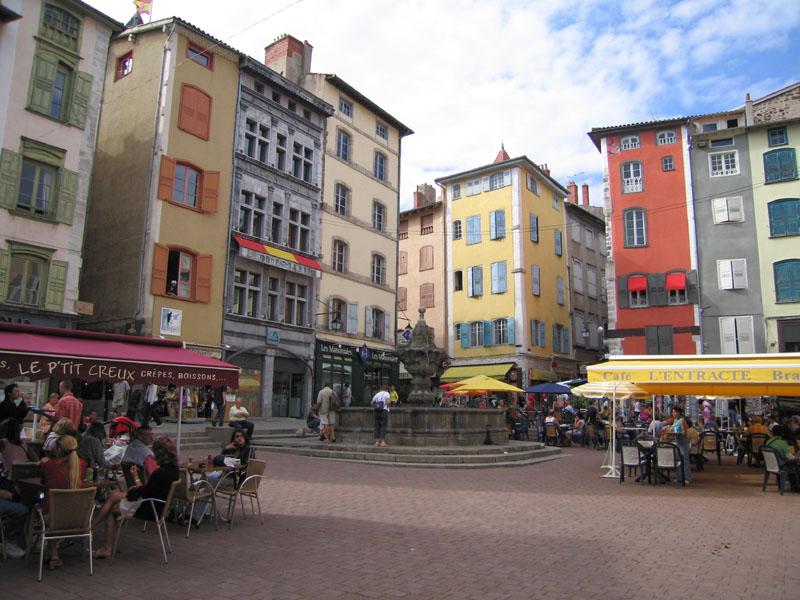
Place du Plot.

- Marché alimentaire le samedi matin, en centre-ville, dont la place du Plot.Spécialités locales du département, entre autres, le fromage aux artisons.
- Brocante le samedi matin, place du Clauzel.
- Marché forain samedi toute la journée, boulevard du Breuil.
- Foire de la Toussaint[146].
- Foire exposition tous les deux ans durant l'Ascension, organisée par l'Association FEVA (Foire Exposition Velay-Auvergne)[147].La dernière a eu lieu au printemps 2015.

## Économie
Le Puy-en-Velay est le siège de la Chambre de commerce et d'industrie de la Haute-Loire.

### Revenus
En 2018, la commune compte 9 242 ménages fiscaux, regroupant 16 956 personnes. La médiane du revenu disponible par unité de consommation est de 18 970 € (20 800 € dans le département). 41 % des ménages fiscaux sont imposés (42,8 % dans le département).

### Emploi
| Division       | 2008   | 2013   | 2018   |
| -------------- | ------ | ------ | ------ |
| Commune        | 10,8 % | 11,9 % | 12,7 % |
| Département    | 6,3 %  | 7,7 %  | 7,7 %  |
| France entière | 8,3 %  | 10 %   | 10 %   |

En 2018, la population âgée de 15 à 64 ans s'élève à 11 739 personnes, parmi lesquelles on compte 70,8 % d'actifs (58,1 % ayant un emploi et 12,7 % de chômeurs) et 29,2 % d'inactifs,. Depuis 2008, le taux de chômage communal (au sens du recensement) des 15-64 ans est supérieur à celui de la France et du département.
La commune est la commune-centre de l'aire d'attraction du Puy-en-Velay,. Elle compte 15 472 emplois en 2018, contre 15 003 en 2013 et 15 507 en 2008. Le nombre d'actifs ayant un emploi résidant dans la commune est de 6 900, soit un indicateur de concentration d'emploi de 224,2 % et un taux d'activité parmi les 15 ans ou plus de 51,9 %.
Sur ces 6 900 actifs de 15 ans ou plus ayant un emploi, 4 624 travaillent dans la commune, soit 67 % des habitants. Pour se rendre au travail, 62,4 % des habitants utilisent un véhicule personnel ou de fonction à quatre roues, 4,1 % les transports en commun, 29,5 % s'y rendent en deux-roues, à vélo ou à pied et 3,9 % n'ont pas besoin de transport (travail au domicile).

### Grandes entreprises
La ville abrite une usine de fabrication de pneumatiques du groupe français Michelin ainsi qu'un centre de traitement de Pajemploi (Urssaf). Le plus gros employeur est le centre hospitalier Émile-Roux.
Elle abrite également le maroquinier Hermès propriétaire des Tanneries du Puy-en-Velay.

### Tourisme

#### Hébergement
En 2021, la ville compte 11 hôtels (dont 4 deux étoiles, 6 trois étoiles et 1 non classé) pour une capacité totale de 382 chambres. Une auberge de jeunesse située en haute ville offre quant à elle 50 places,.
La commune du Puy-en-Velay ne compte aucun camping ; cependant, à proximité immédiate se trouve le camping de Bouthezard (3 étoiles) sur la commune d'Aiguilhe, proposant 71 emplacements le long de la Borne.

#### Nombre de visiteurs
La cathédrale Notre-Dame est le monument qui attire le plus de visiteurs venus au Puy-en-Velay. 443 715 personnes ont visité l'édifice entre le 1er octobre 2014 et le 30 septembre 2015, soit 3 % de plus que l'année précédente. La cathédrale reçoit notamment un grand nombre de pèlerins qui s'engagent sur le chemin de Saint-Jacques-de-Compostelle (16 243 marcheurs d'octobre 2014 à septembre 2015).
La statue de Notre-Dame de France, sur le rocher Corneille, a reçu au cours de la même période plus de 87 000 visiteurs (payants).
À proximité du Puy-en-Velay, la chapelle Saint-Michel d'Aiguilhe et son rocher sont en troisième position et la forteresse de Polignac occupe la quatrième place.
La cathédrale et la chapelle ont été respectivement classées 2e et 4e au concours du Monument préféré des Français.

#### Spectacles
De mai à octobre, la nuit, vous pouvez admirer le Puy des lumières, un spectacle son et lumière gratuit projeté sur les principaux monuments de la ville.
Les Nuits de Saint-Jacques proposent 3 soirées de concert dont le 14 juillet.
La dernière semaine de juillet, le Centre Pierre Cardinal, en vieille-ville du Puy, accueille "Les Basaltiques", un festival mettant à l'honneur la culture musicale et dansée du Massif central. Quatre soirées de concerts, spectacles, bals et de nombreux stages d'instruments.
Mi-septembre, la fête du Roi de l'Oiseau vous plonge en pleine Renaissance. Elle attire près de 100 000 personnes en moins d'une semaine.

#### Sport
Les 15 km internationaux du Puy-en-Velay, également appelée Course du 1er mai, sont une course pédestre de renommée internationale. L'épreuve accueille plus d'un millier de participants au cœur de la cité. Elle détient, depuis 2017, le record du monde junior de la distance.
Début juin, le Grand Trail du Saint-Jacques permet de parcourir le chemin mythique sur plusieurs distances (de 20 à 110 km) jusqu'au pied de la cathédrale. L'édition 2018 a enregistré près de 3 000 inscrits.

## Culture locale et patrimoine

### Lieux et monuments
Le Puy-en-Velay est classée ville d'art et d'histoire, et présente un secteur sauvegardé s'étendant sur 35 hectares. La déambulation dans la vieille ville permet de parcourir plusieurs siècles d'architecture, depuis le baptistère Saint-Jean caché derrière la cathédrale datant du Xe siècle jusqu'aux immeubles de la rue Pannessac dont les façades permettent de parcourir l'architecture civile du XVIe au XVIIIe siècle. Des sculptures romaines sont engravées dans les murs de la cathédrale.
Le cimetière du Nord, ouvert en 1837, possède un riche patrimoine artistique.

#### La cathédrale Notre-Dame-de-l'Annonciation
Monument majeur de l'art roman, la cathédrale Notre-Dame-de-l'Annonciation a été inscrite en 1998 sur la liste du patrimoine mondial par l'Unesco au titre des chemins de Saint-Jacques-de-Compostelle en France.

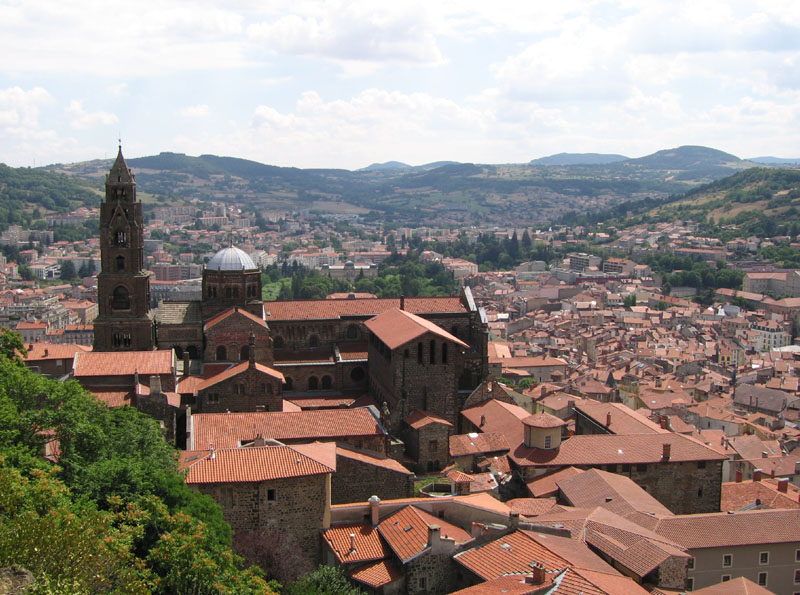
Cathédrale Notre-Dame-de-l'Annonciation.
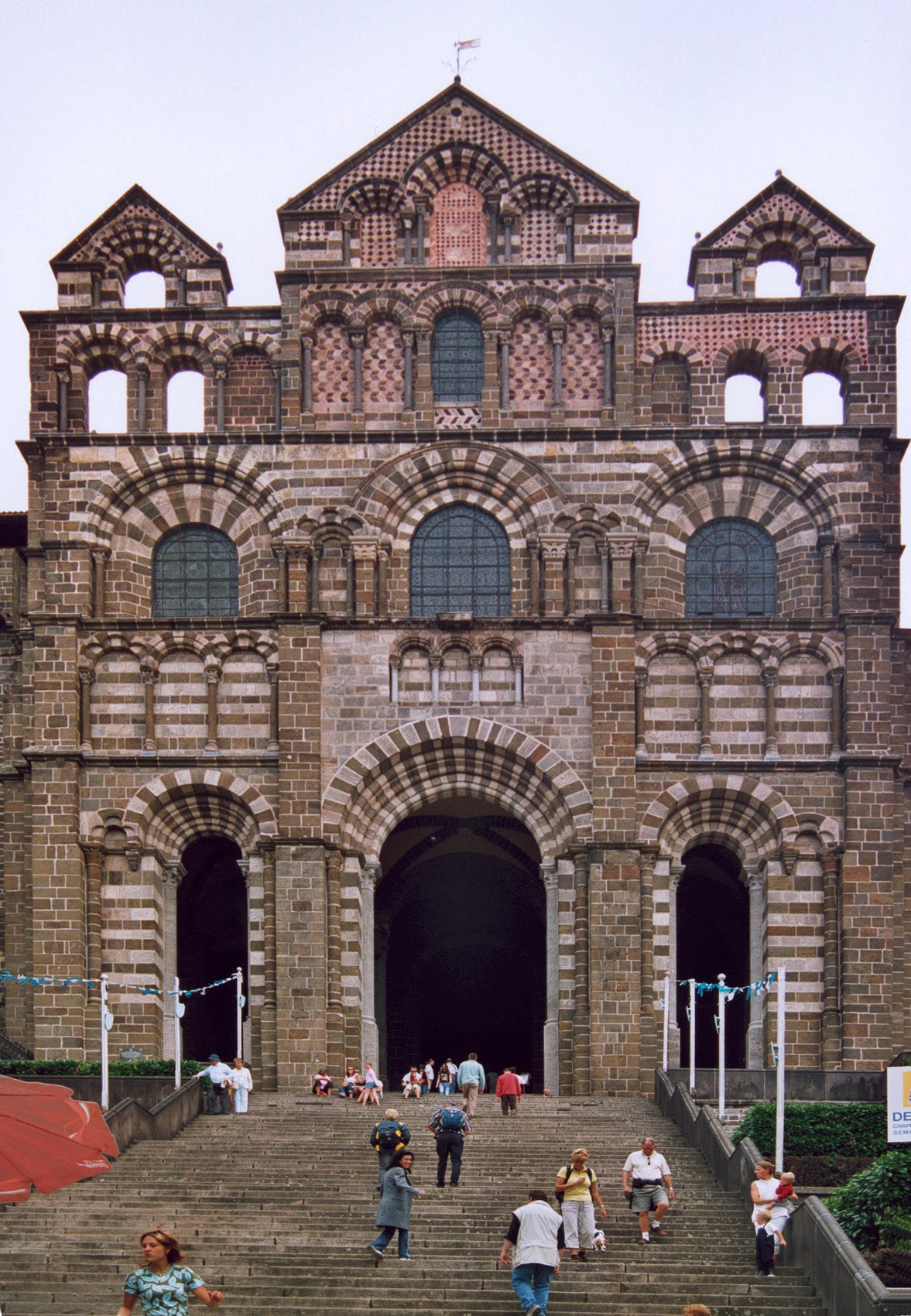
Façade de la cathédrale.

#### La statue de Notre-Dame-de-France
Le rocher Corneille avec la statue de Notre-Dame de France : de la plateforme on a une belle vue sur les toits rouges de la ville. Le rocher est surmonté d'une statue de la Vierge Marie, qui mesure plus de 16 mètres et pèse 110 tonnes, peinte en rouge. Elle fut érigée en 1860 avec la fonte du fer de 213 canons venant de la prise de Sébastopol en 1855 pendant la guerre de Crimée et donnés par Napoléon III (sculpteur : Jean-Marie Bonnassieux ; fondeur : Prénat à Givors). Elle a été rénovée fin 2012, retrouvant sa couleur « rouge cuivrée datant de 1986 ».

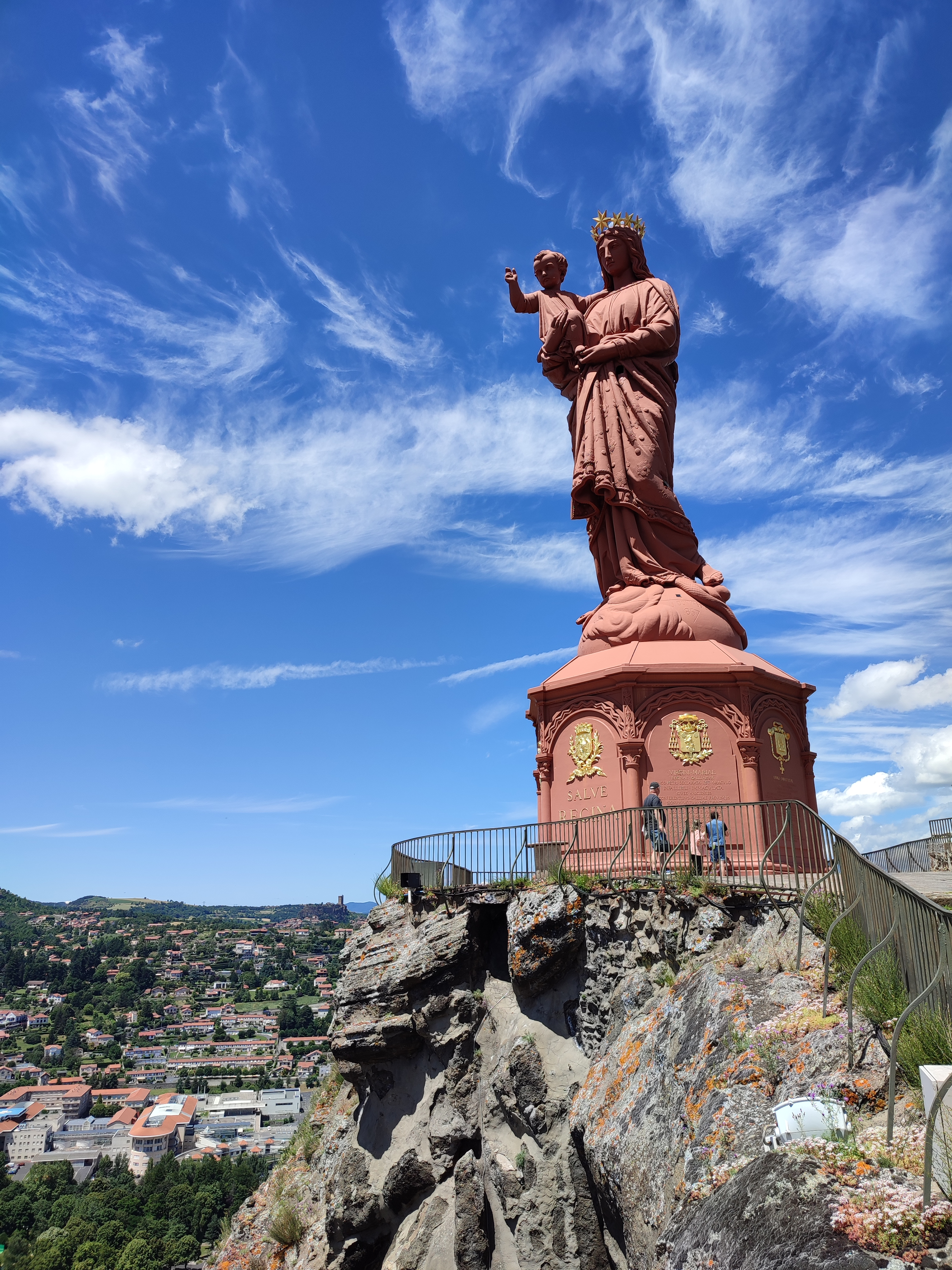
Le Rocher Corneille surmonté par la statue de Notre-Dame de France.
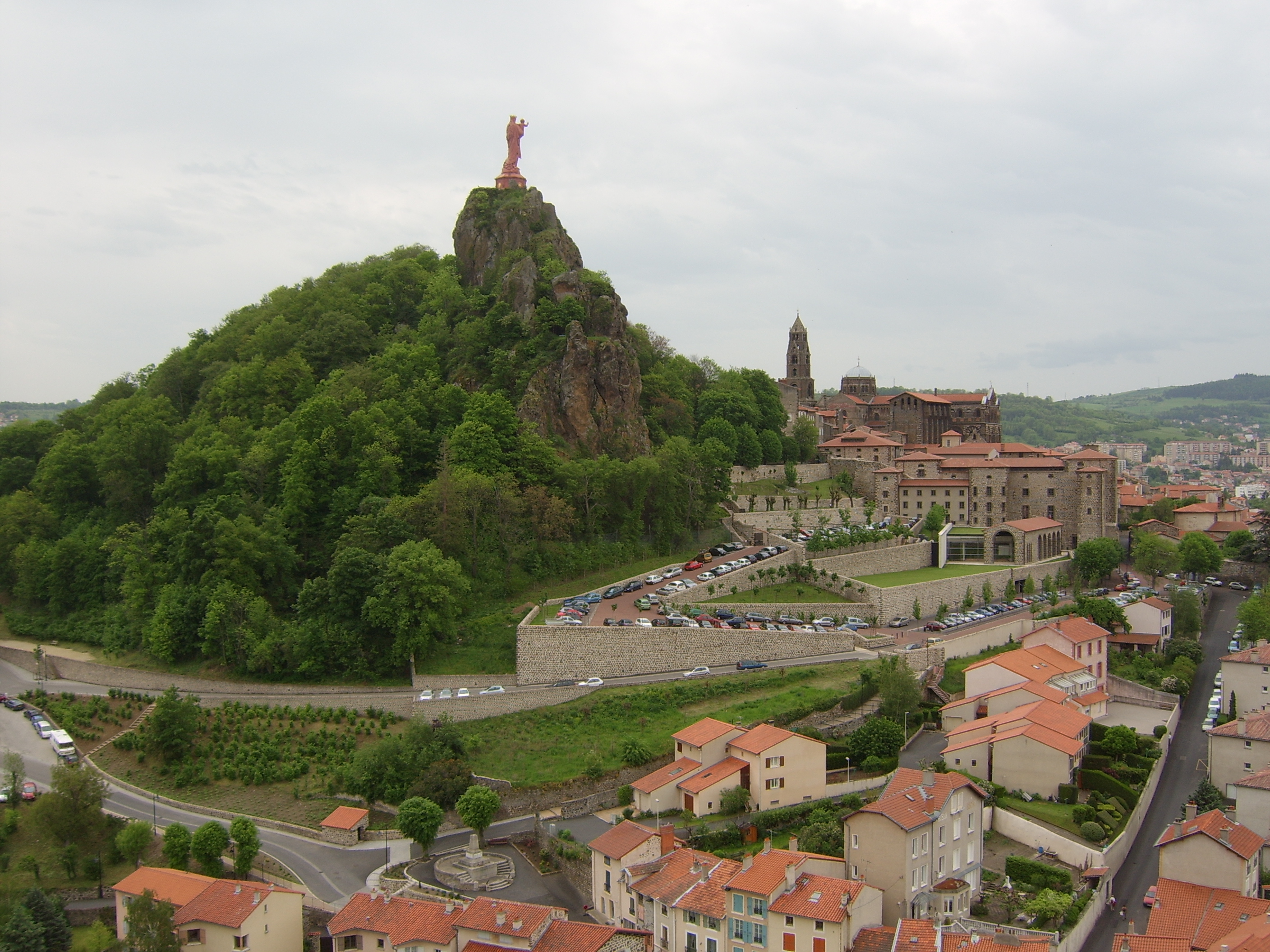
Le Rocher Corneille.
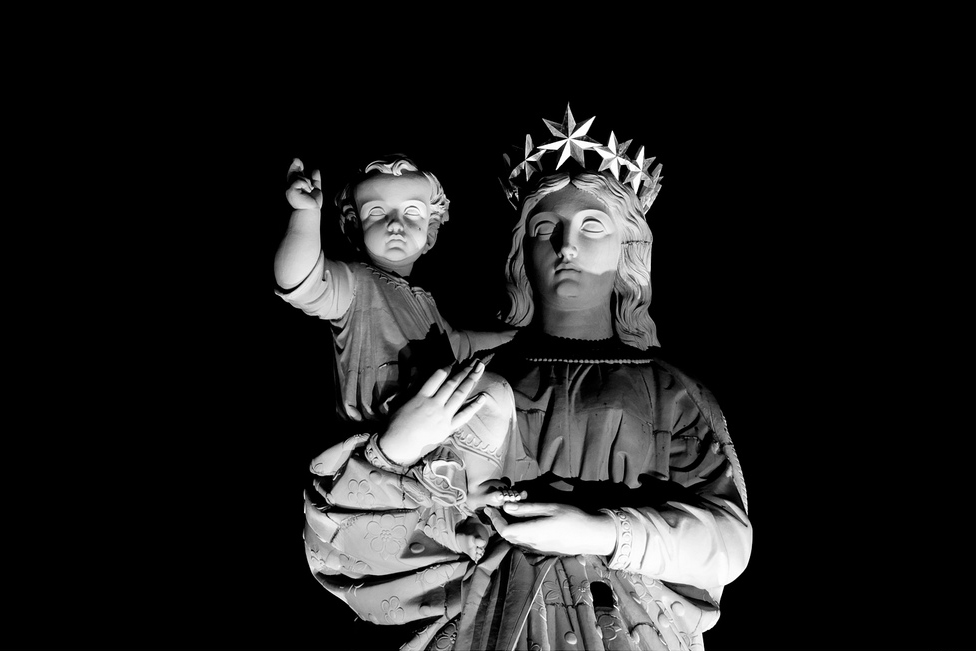
Statue Notre-Dame de France.

#### L'hôtel-Dieu

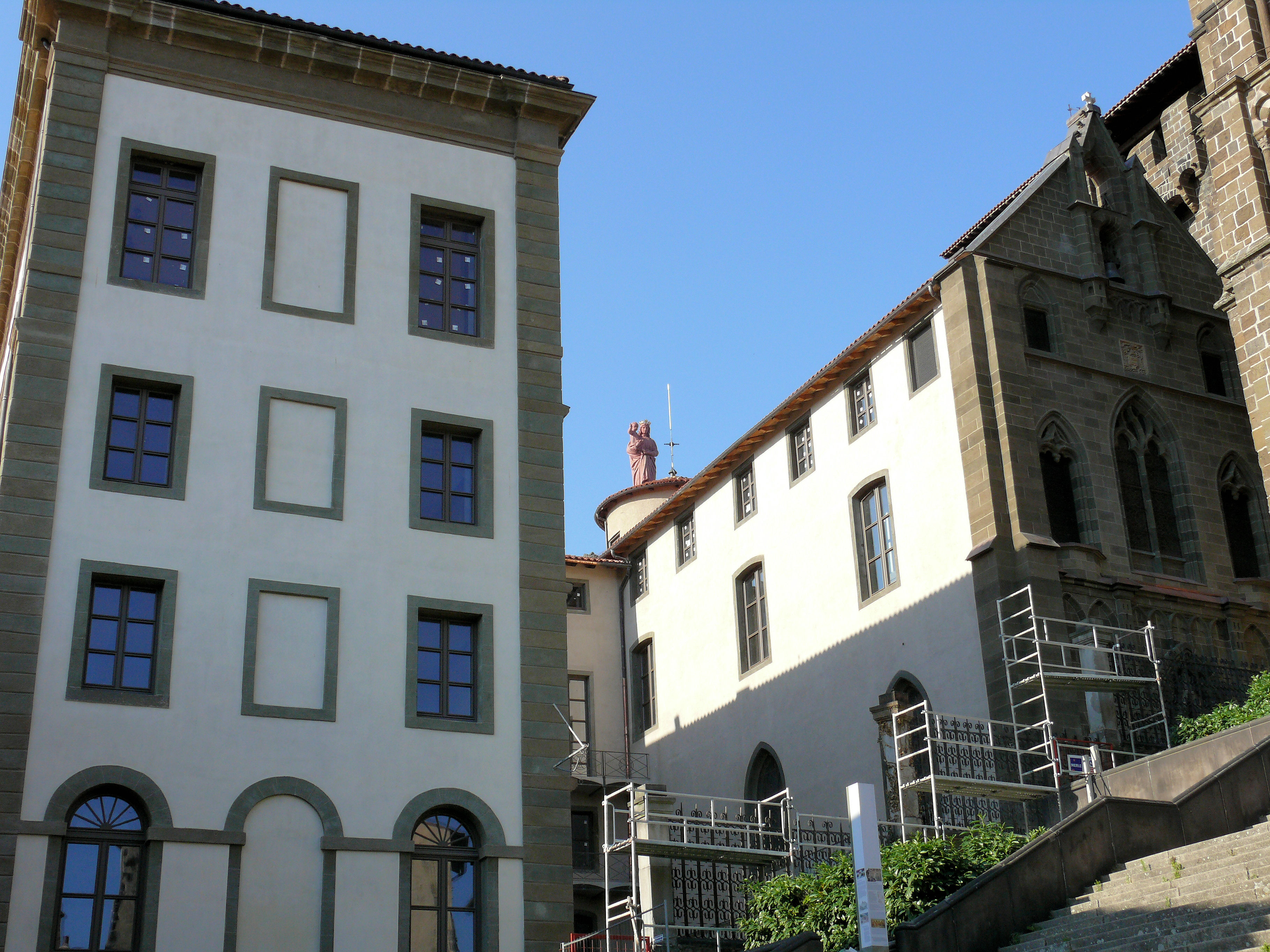
Hôtel-Dieu du Puy-en-Velay

L'hôtel-Dieu et sa pharmacie hospitalière ont connu dix siècles d'activités hospitalières au Puy-en-Velay. L'hôtel-Dieu est un monument majeur du quartier cathédral classé par l'Unesco au patrimoine mondial de l'Humanité au titre des Chemins de Saint-Jacques de Compostelle. Il a été réhabilité en 2010 par l'architecte Jean-Michel Wilmotte.

#### Autres édifices religieux
- L'église Saint-Laurent, ancienne église des Dominicains, boulevard du Docteur-André-Chantemesse.
- L'église Saint-Georges, ancienne chapelle du collège des Jésuites du Puy dite église du Collège, rue Bessat.
- L'église Saint-Pierre-des-Carmes, ancienne église des Carmes, avenue de la Dentelle.
- L'église Sainte-Thérèse, place Eugène-Pebellier (le Val Vert).
- L'église Saint-Antoine, rue Charles-Rocher.
- L'église Saint-Vozy.
- La chapelle Saint-Georges, chapelle du Grand séminaire, rue Saint-Georges.
- Le couvent de la Visitation, rue de la Visitation.
- La chapelle des Jésuites de Mons, avenue du Château-de-Mons.
- La chapelle de la Sainte-Famille-du-Sacré-Cœur, boulevard de la République.
- La chapelle des Pénitents blancs, rue du Cloître.
- La chapelle Sainte-Bernadette, avenue d'Ours (Guitard).
- La chapelle Saint-Alexis, rue de la Visitation.
- La chapelle Saint-Joseph, rue des Farges.
- La chapelle Saint-Louis, boulevard Alexandre-Clair.
- La chapelle de l'hôpital, route de Montredon.
- La chapelle du monastère Sainte-Claire, rue Sainte-Claire.
- L'ancienne chapelle de la Visitation, rue de la Prison, place de la Plâtrière.
- La chapelle des Sœurs de L'Instruction.
- L'ancienne chapelle du pensionnat Notre-Dame, rue Latour-Maubourg (détruite).
- Le temple réformé, rue Jean-Baptiste-Fabre.
- L'église évangélique baptiste, cours Victor-Hugo.
- La mosquée, avenue Jean-Moulin.

Voir aussi :

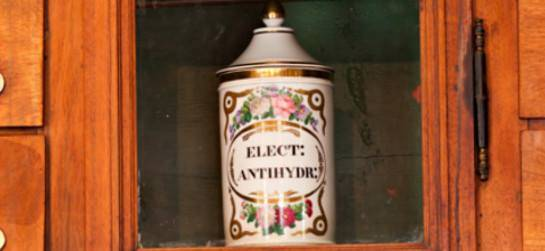
Pot à pharmacie

- La pharmacie hospitalière de l'Hôtel-Dieu, est l'une des plus anciennes et plus grandes de France. Au XVIe siècle, on faisait appel à des apothicaires pour suivre les malades de façon régulière. Elle fut dotée d'une tisanerie au XIXe siècle composée de séchoirs à plantes destinées à être servies en tisanes.

#### Divers édifices
- L'hôtel de ville :

Construit en 1764, achevé en 1766, de l'architecte Jean-Claude Portal. Il est inscrit au titre des monuments historiques depuis 1951.
- Le théâtre municipal :

Théâtre à l'italienne, construit dès 1887, inauguré en 1893 par Raymond Poincaré, inscrit au titre des monuments historiques depuis 1991. Fermé en 2000 pour raisons de sécurité, il rouvre 6 ans plus tard, après 2 ans et demi de travaux, sous la municipalité d'Arlette Arnaud-Landau.

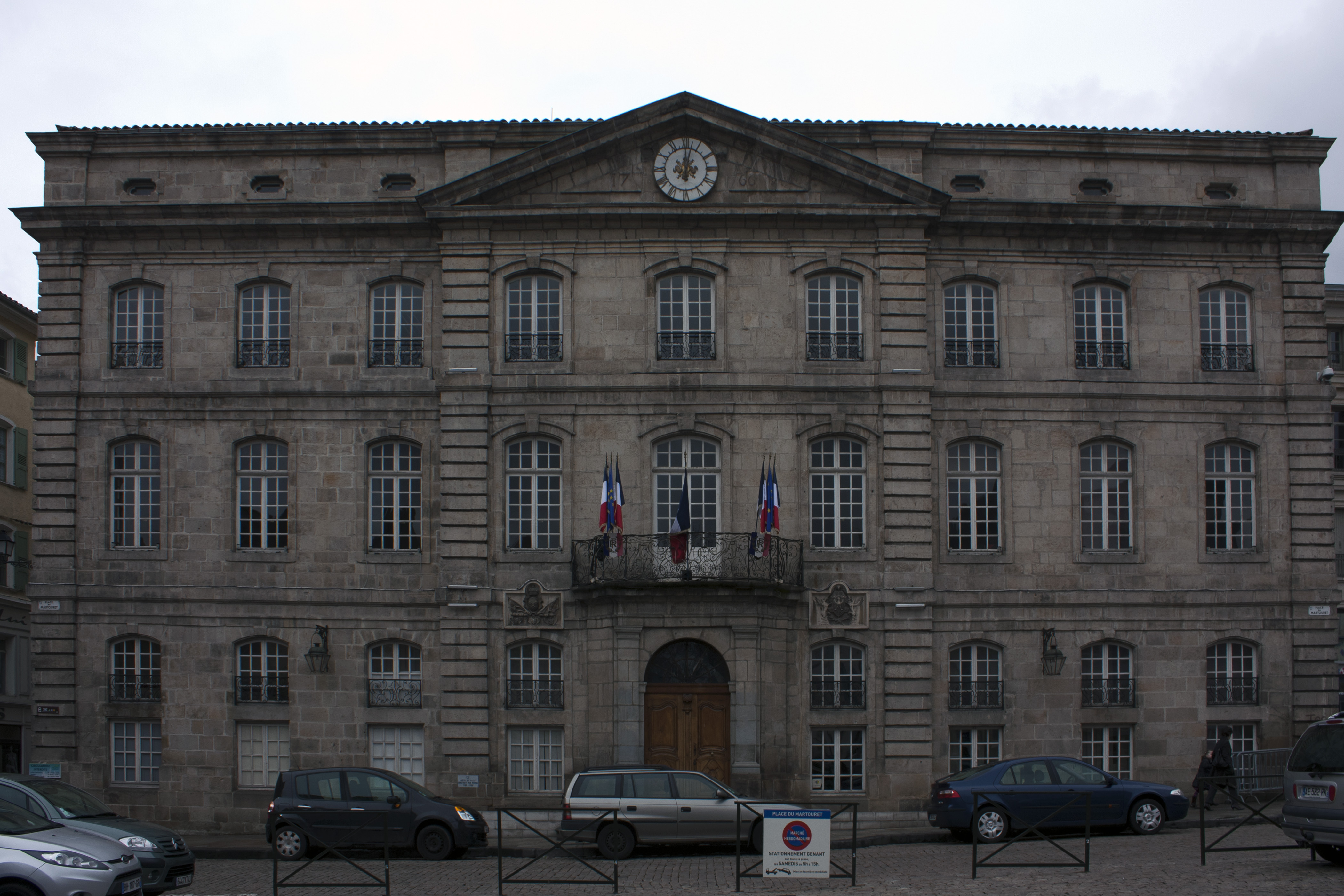
L'hôtel de ville, du XVIIIe siècle.
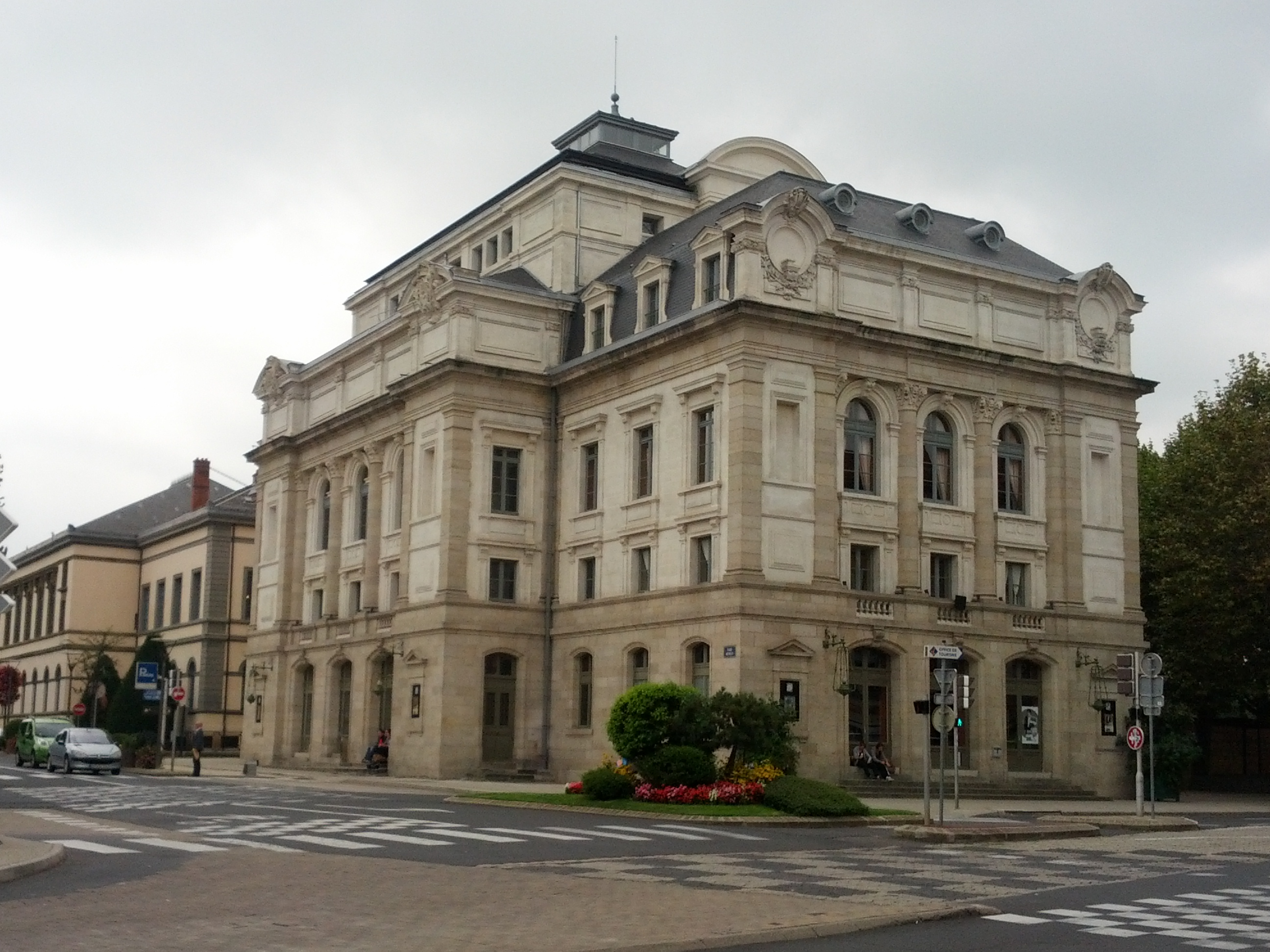
Le théâtre municipal, du XIXe siècle.

- Le jardin Henri-Vinay[163] (baptisé ainsi en 1922, en l'honneur du maire en fonction de 1865 à 1874), dit « le fer à cheval » par sa géométrie, dans lequel se trouve le musée Crozatier.

#### Places et fontaines
- La place du Plot, et la fontaine du Plot, ou fontaine de la Bedoyre, construite au XIIIe siècle[164], détruite en partie et reconstruite au XVIIIe siècle, et classée au titre des monuments historiques en 1907[164], détruite en partie et reconstruite au XIXe, et classée au titre des monuments historiques en 1907[165].
- La place du Breuil, et sa fontaine Crozatier, du sculpteur Charles Crozatier, construite de 1857 à 1859, et inscrite au titre des monuments historiques en 2006[166].

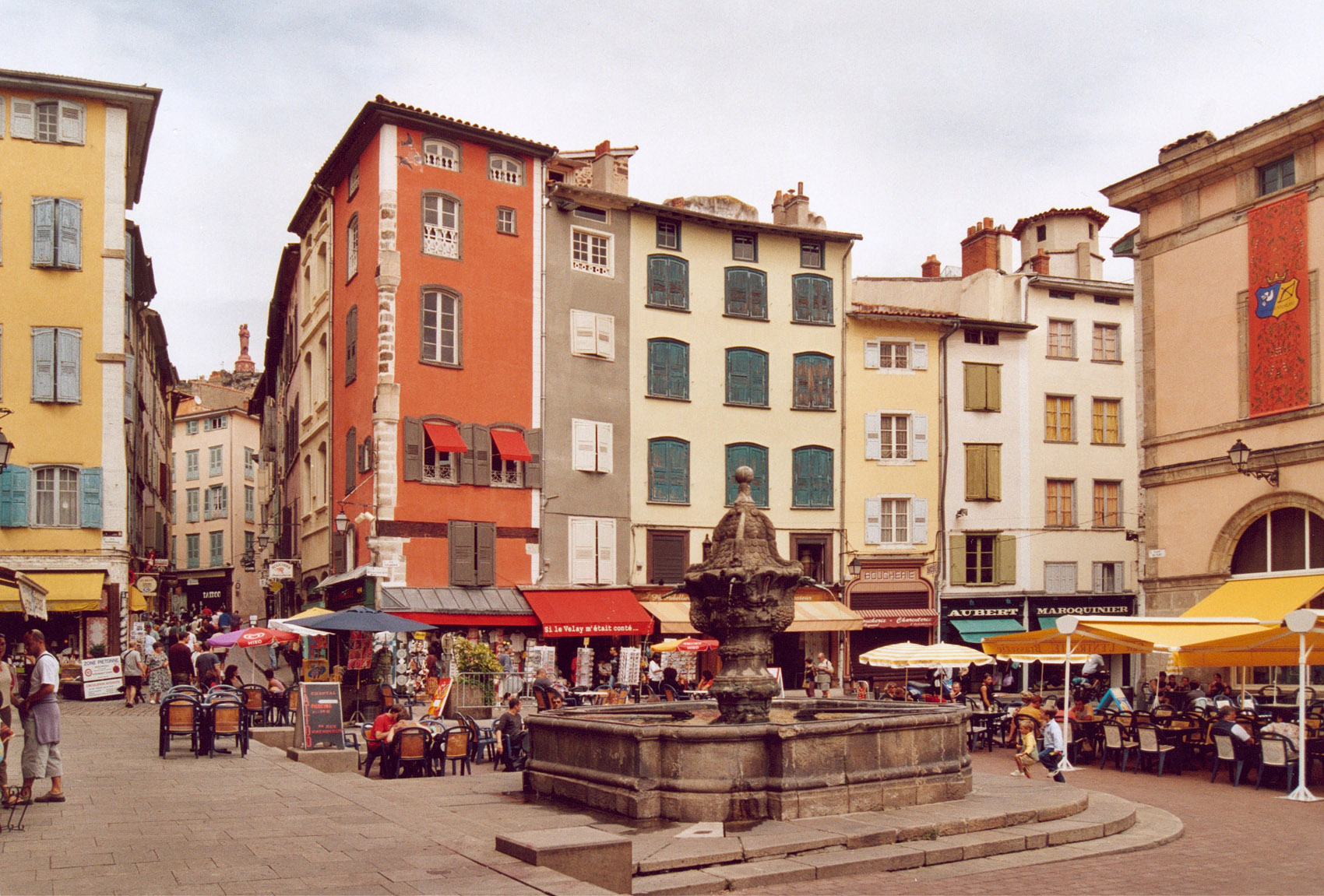
La place du Plot.
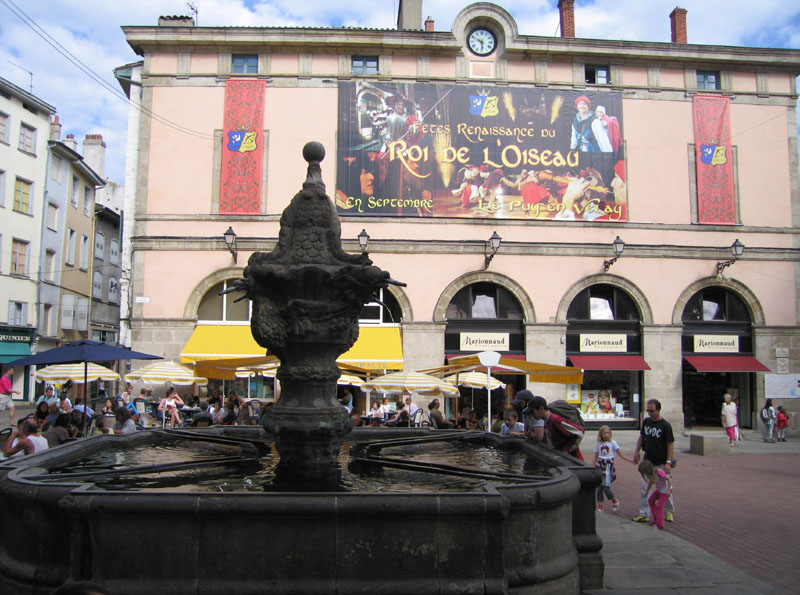
La fontaine du Plot.

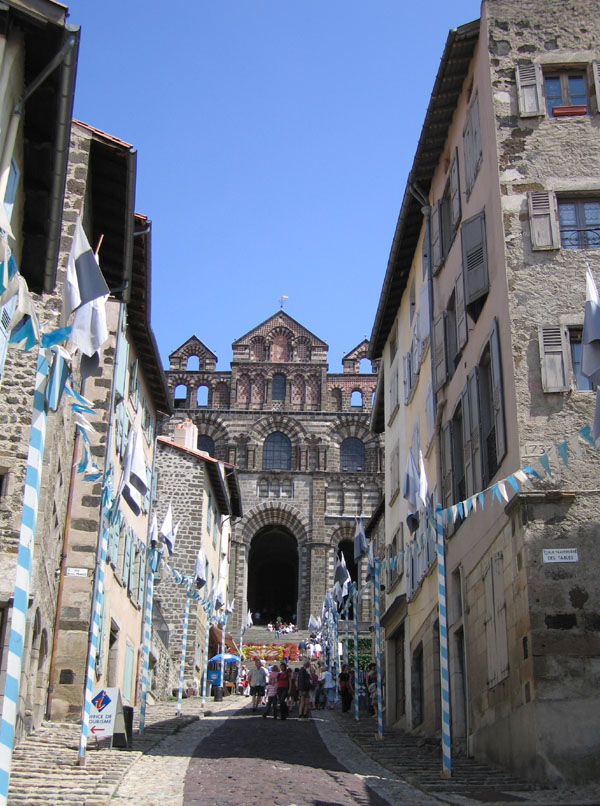
La rue des Tables (qui monte à la cathédrale du Puy), près de la place des Tables.
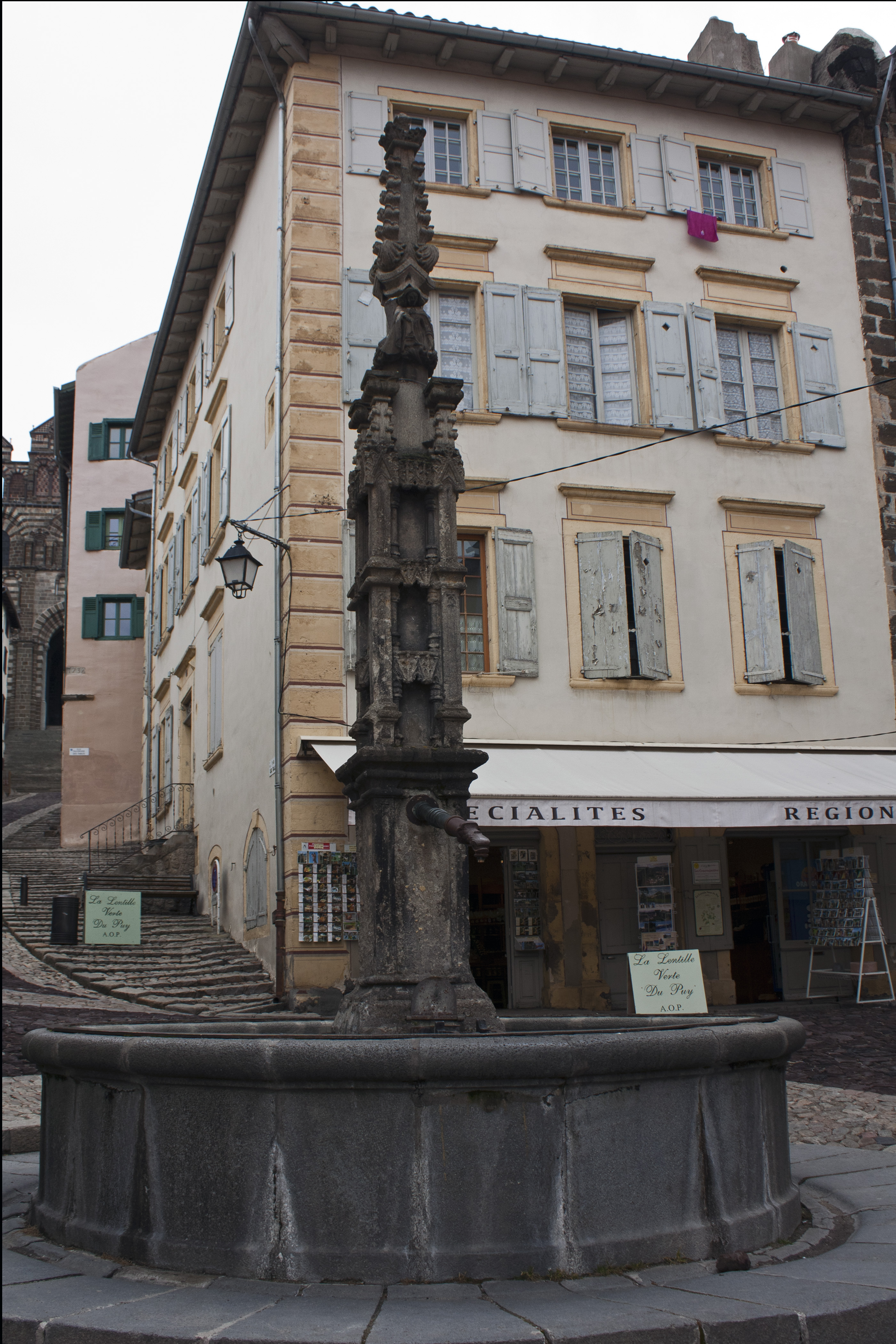
La fontaine des Tables.
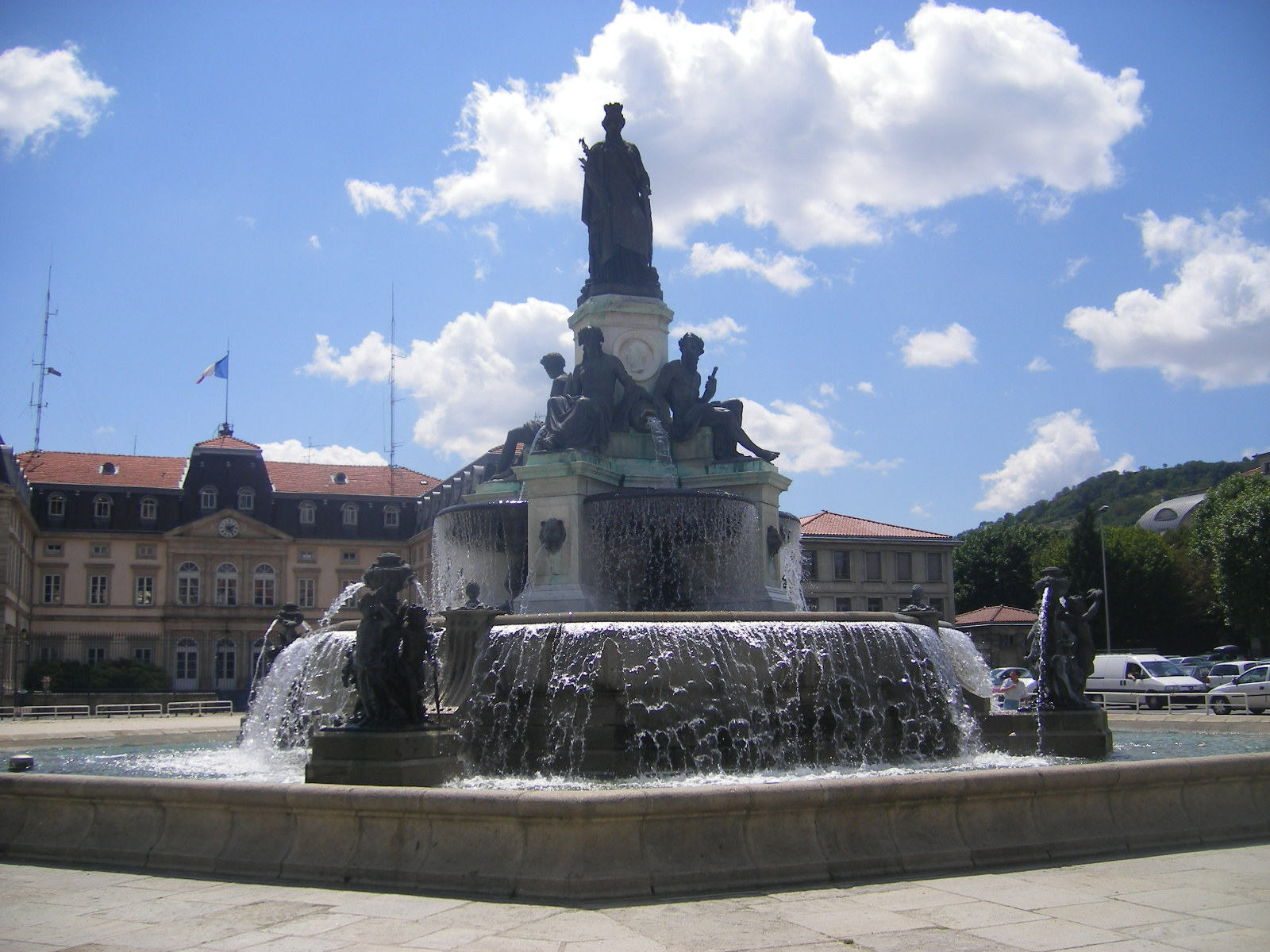
La fontaine Crozatier, place du Breuil.

### Chemins de Compostelle

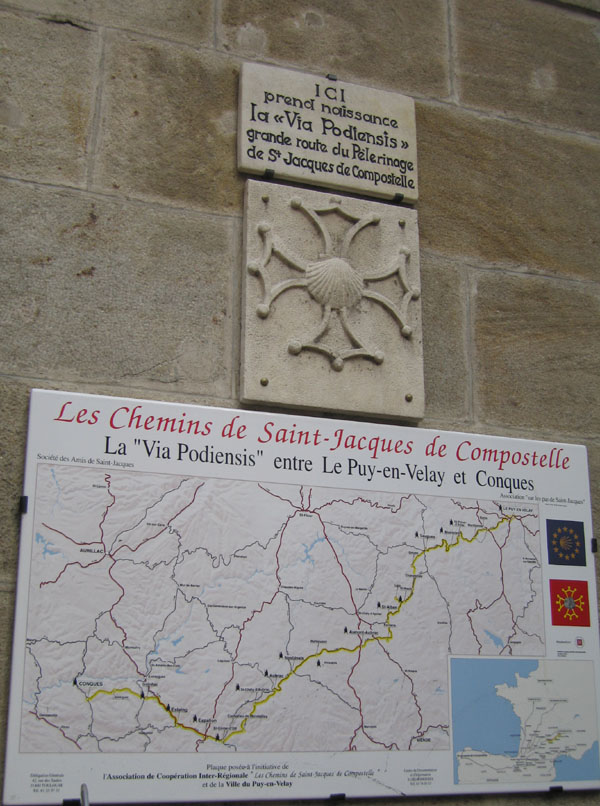
« Ici prend naissance la via Podiensis ».

Le Puy-en-Velay est le point de départ de la Via Podiensis, un des itinéraires contemporains du pèlerinage de Saint-Jacques-de-Compostelle. La commune suivante traversée est Vals-près-le-Puy, avec son église Saint-Christophe.
Nota : de lien en lien on pourra ainsi aller de ville en village jusqu'à Saint-Jacques-de-Compostelle.
Le Guide du Pèlerin ne mentionne rien sur la ville, si ce n'est qu'elle a donné son nom à cette via qui y passe. Rien n'y indique qu'elle soit un point de départ comme il est dit habituellement, comme ci-dessous :
« les Bourguignons et les Teutons » dont parle Aimery Picaud, et, plus généralement, les Jacquets venus de l'est de l'Europe, débutaient leur pérégrination par le grand sanctuaire marial qui a donné son nom à la via Podiensis.
Depuis 1998 la ville du Puy-en-Velay a deux monuments inscrits au patrimoine mondial de l'Humanité au titre des Chemins de Saint-Jacques de Compostelle : l'ensemble cathédral et l'Hôtel-Dieu.
Le musée Le Camino, consacré au chemin de Saint-Jacques de Compostelle, a été inauguré en 2012. Il présente de manière exhaustive toutes les dimensions du chemin et constitue également un lieu d'accueil, de conseil et de rencontre pour les pèlerins. De plus, le musée propose des expositions temporaires,.

#### Godescalc premier pèlerin de Compostelle
En l'an 950 ou 951 (chaque année a ses fervents partisans), Godescalc, évêque du Puy, se rend en pèlerinage à Saint-Jacques-de-Compostelle. Il n'existe qu'une simple mention de ce voyage, disant qui était « accompagné d'une suite nombreuse ». Cette mention a ouvert la voie à toutes les spéculations. Ainsi a-t-on pu écrire :

« C'est une véritable troupe qui se déplace ! Outre l'évêque et les membres du clergé l'accompagnant, on y compte des troubadours, jongleurs, pages au service des ecclésiastiques, des barons et sénéchaux, tous ces beaux messieurs étant protégés par de nombreux gens d'armes : archers et lanciers. »

Le parcours suivi est bien mal connu (et pourtant quelques cités n'hésitent pas à revendiquer leur passage). Par contre, ce pèlerinage est authentifié par les écrits de Gomesano, moine du couvent espagnol de Saint-Martin d'Albeda (proche de Logroño) : « L'évêque Godescalc, animé d'une manifeste dévotion, a quitté son pays d'Aquitaine, accompagné d'un grand cortège, se dirigeant vers l'extrémité de la Galice pour toucher la miséricorde divine en implorant humblement la protection de l'apôtre saint Jacques. »
À la fin d'un manuscrit, il arrive que le scribe mentionne son nom, son âge, la date de son travail. Ces données forment le colophon. Dans celui du De Virginitate, copié pour Godescalc en 951, le moine Gomesano s'exprime ainsi : « Le très saint évêque Godescalc emporta ce petit livre d'Hispanie en Aquitaine durant l'hiver, dans les premiers jours de janvier… » Godescalc serait donc parti fin 950, et son retour serait début 951, d'après cette inscription.

#### Le Puy et l'accueil des pèlerins
Le premier hôpital fut l'Hôtel-Dieu, bâti contre la cathédrale. Il commença à fonctionner vers 1140. Son acte de fondation n'existe plus. Mais Le Puy étant un important centre de pèlerinage, sa destination première fut de recevoir les pèlerins qui venaient y vénérer Notre-Dame. Aucun texte ne permet de dire qu'il a été fondé pour les pèlerins de Compostelle, mais ses portes étaient largement ouvertes pour eux.
De nombreuses donations contribuaient à assurer des revenus à ce lieu d'accueil, tandis que des quêteurs se répandaient dans tout le royaume, et même à l'étranger, comme en témoigne une boîte à aumônes, conservée à Ripoll (en Catalogne), marquée « Nostra Senyora del Puig de França » qui - selon des témoignages recueillis il y a une vingtaine d'années - était encore en usage au début du XXe siècle.
En 1210, l'évêque Bertrand de Chalancon concède de fabriquer et vendre les insignes de pèlerinage dans l'église Sainte-Claire. Ces coquilles sont découvertes au cimetière du Clauzel où étaient ensevelis ceux qui mouraient dans cet hôpital. À la fin du XVIe siècle, fut retrouvée une matrice permettant de fabriquer ces médailles de pèlerinage, ornées de coquilles et représentant saint Jacques pèlerin.
L'église Sainte-Claire était le siège d'une confrérie Saint-Jacques érigée à la fin du XVIe siècle. De cette même époque, il existe un témoignage du pèlerinage à Compostelle d'un bourgeois de la ville, Jean Jacmon « 1591 et le 16 Ceptembre, suis party de ceste ville pour m'en aller à Saint-Jacques en Galice et en suis revenu et arrivé en ceste ville la veille de Saint-André. »
Le Puy eut aussi son hôpital Saint-Jacques, mentionné pour la première fois dans un testament de 1253. On ignore tout de son fonctionnement. Il était situé à l'extérieur de la ville proche de la rue et de la porte Saint-Jacques. Ceci permet de penser qu'il était destiné à accueillir les personnes atteignant la ville en venant de la Margeride.

### Spécialités

#### La dentelle du Puy
- La dentelle du Puy, dite aussi dentelle Cluny.

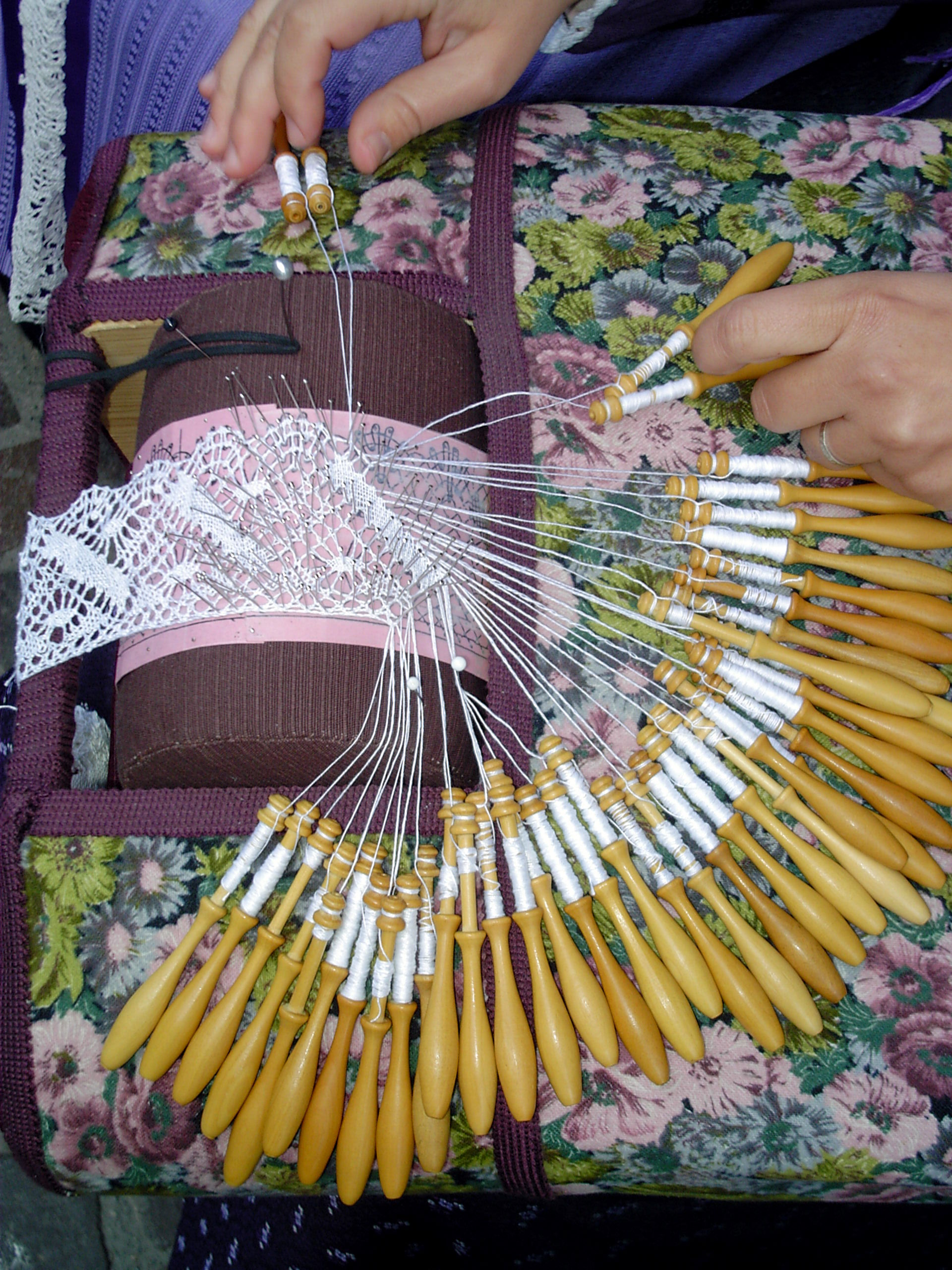
Dentellière travaillant avec des fuseaux.
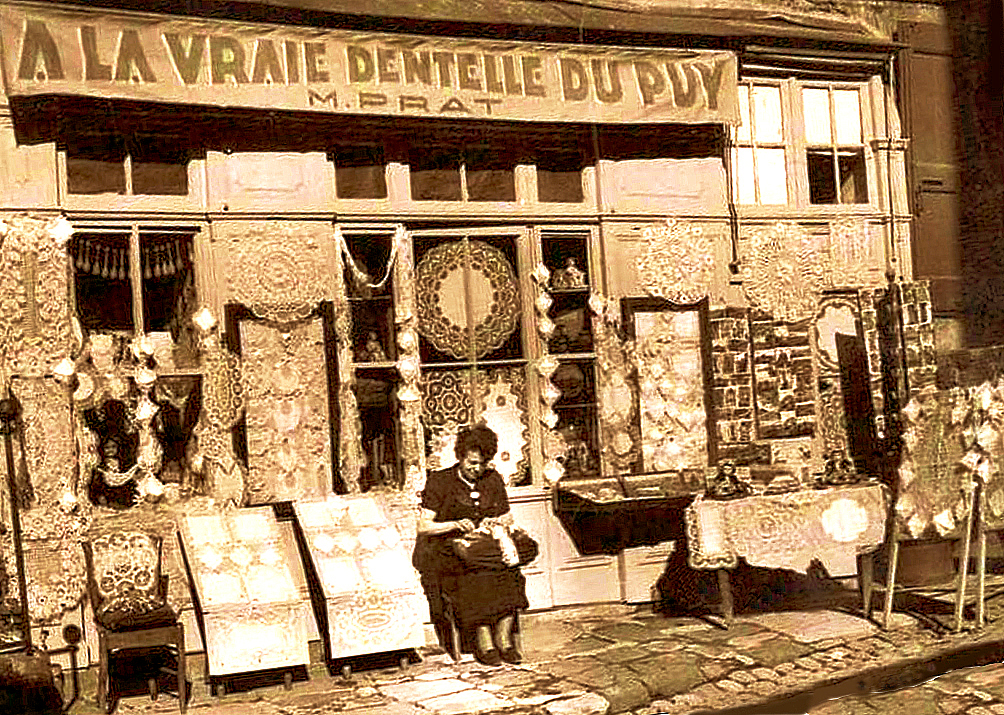
Dentellière devant son commerce au Puy, vers 1930.

#### L'infusion de plantes
- L'emploi de la flore locale pour l‘élaboration de tisanes médicinales par le personnel soignant de l'Hôtel-Dieu depuis le XIe siècle, a donné naissance à une tradition d'utilisation des plantes en infusions au Puy-en-Velay[173] ; cette tradition se retrouve par exemple dans l'activité de l'entreprise Pagès infusions, implantée non loin du Puy-en-Velay.

#### Spécialités culinaires
- La Lentille verte du Puy, qui bénéficie d'une AOC depuis 1996 et d'une AOP depuis 2008.
- le Crémeux du Puy, fromage au lait de vache à la croûte cendrée et la pâte persillée et moelleuse.
- La verveine du Velay, digestif alcoolisé produit depuis 1859.
- Le Maurin (Quina), apéritif issu de la macération de cerises, d'amandes douces et de quinquina dans du vin, depuis 1884. Cet apéritif a été rendu célèbre grâce à la publicité dessinée en 1906 par l'affichiste Leonetto Cappiello.

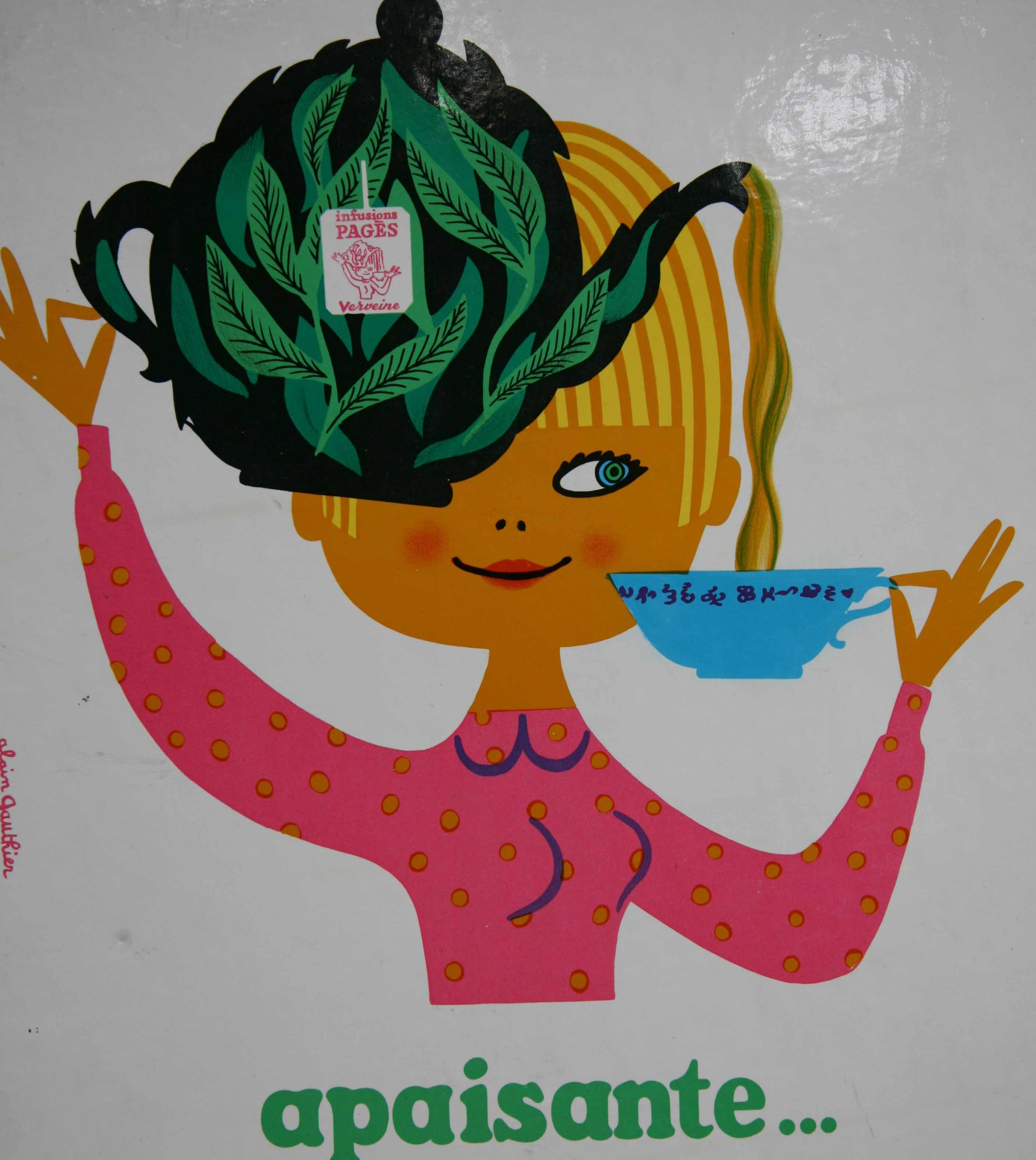
Publicité pour l'infusion de verveine Pagès.
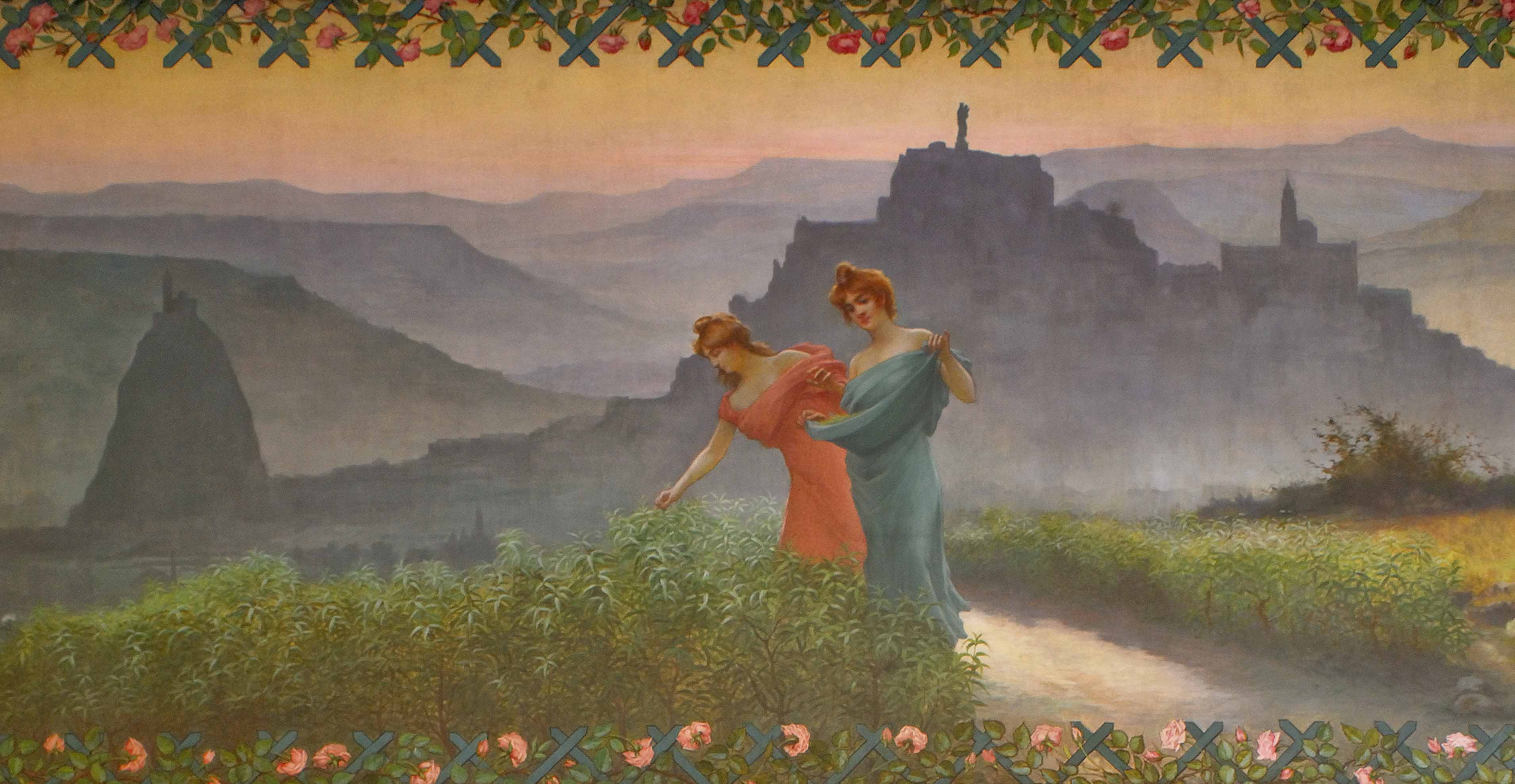
Cueilleuses de verveine.
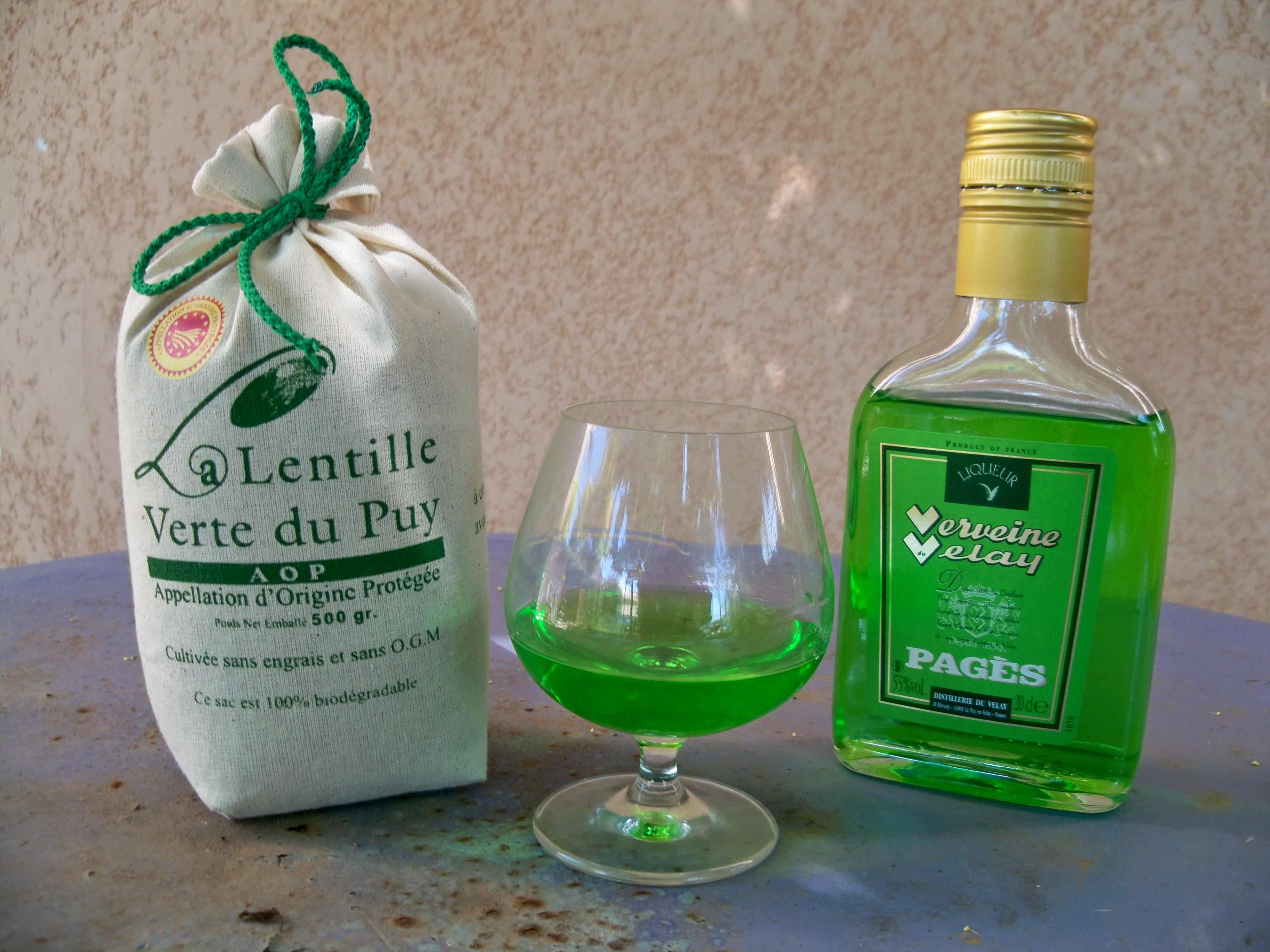
Sachet de lentilles vertes du Puy et bouteille de Verveine du Velay.
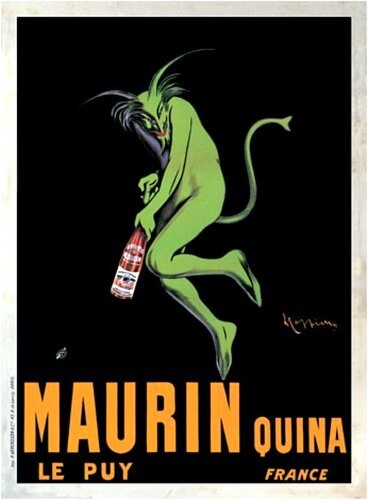
Publicité pour le Maurin, 1906.

### Vie culturelle
- Le musée Crozatier au Puy-en-Velay.
- Le théâtre municipal, théâtre à l'italienne, construit dès 1887, inauguré en 1893[162].
- L'Hôtel-Dieu.
- La bibliothèque municipale.

### Anciennes traditions
Au XVIIe siècle fut créée au Puy-en-Velay la Confrérie des Cornards, confrérie bachique célébrant le bien-vivre et le bien-manger. La Confrérie partait une fois par an en procession burlesque, jusqu'à Saint-Germain-Laprade, en entonnant sa Chanson des Cornards. La maison de cette confrérie existe toujours : La Maison des Cornards, du XVIIe siècle, au 16 de la rue Chamarlenc, au Puy-en-Velay. On peut encore voir sur le fronton les mascarons de deux cornards, et les inscriptions au-dessus de chacun de ces deux 'cocus' : « voies le cornard rian » et « a que les cornes von bien sur un fron comme le mien ».
La tradition associe la construction de l'Hôtel-Dieu à la légende des époux Grasmanent au VIe siècle. Ces bourgeois-bienfaiteurs, tenanciers d'une auberge au Puy, auraient légué leurs biens pour bâtir l'Hôpital des Pauvres de Notre-Dame, actuel Hôtel-Dieu. À sa création, probablement au Xe siècle, l'Hôtel-Dieu était un établissement de charité destiné à l'accueil des pèlerins et des plus démunis pour devenir ensuite un établissement hospitalier où le personnel soignant était responsable des soins.
On trouve les premières traces d'un savoir-faire local lié à l'utilisation de la richesse florale de la Haute-Loire à l'Hôtel-Dieu du Puy-en-Velay, au XIe siècle, dont l'organisation était assurée par deux chanoines du Chapitre Cathédral. Au XIVe siècle, les écrits rapportent qu'un chanoine parmi le personnel soignant se spécialise dans la médecine et utilise régulièrement les plantes. La médecine médiévale alors pratiquée à l'Hôtel-Dieu reposait sur les bienfaits des plantes médicinales, qu'elles soient sauvages ou cultivées dans des jardins. L'Hôtel-Dieu se fournit auprès des jardins botaniques dit « jardins des simples » qui se trouvent dans les environs du Puy, notamment au domaine du Sauvage à Chanaleilles.
Les « remèdes » étaient à l'origine élaborés à partir de plantes traditionnelles utilisées seules, d'où l'appellation de «simples». Les «potions» composées de plusieurs plantes sont apparues bien plus tard. Sélectionnées pour leurs propriétés thérapeutiques, les plantes fraîches bouillies, séchées ou broyées étaient administrées sous forme de tisanes, décoctions, onguents, en inhalations ou sirops.

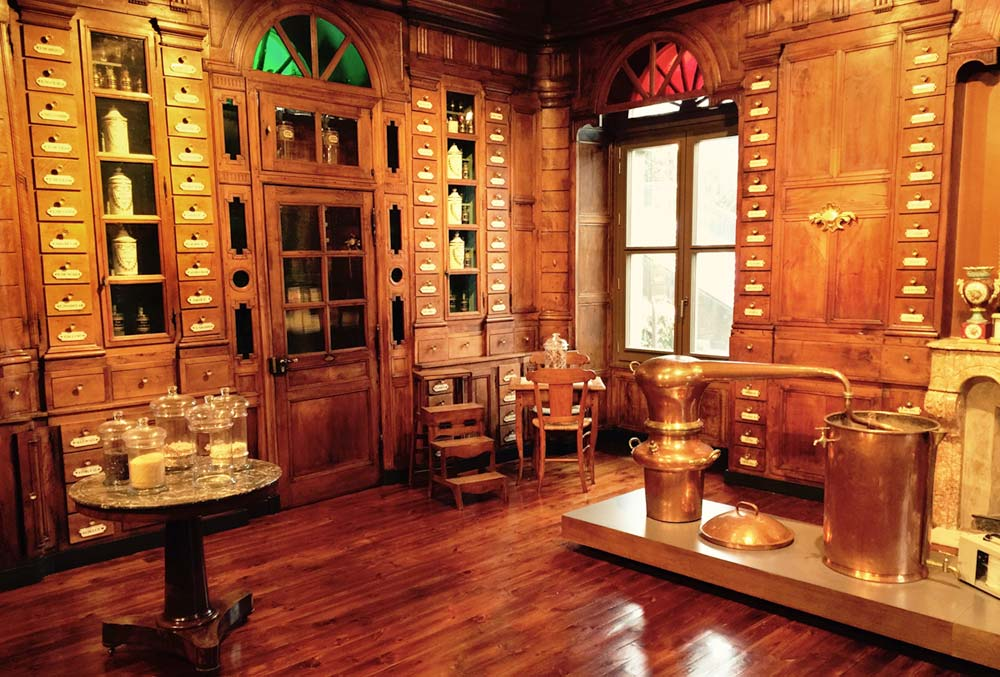
Pharmacie de l'Hôtel-Dieu.

Au XVIIIe siècle, l'établissement dispose d'un « office » de médecins et d'une apothicairerie qui se transforme rapidement en pharmacie. L'Hôtel-Dieu devient alors un véritable centre de soins. Par la suite, une tisanerie apparaîtra au XIXe siècle. Elle se composait d'un ensemble de grands séchoirs à plantes destinées à être servies en tisanes. Avec la sophistication rapide de la médecine et l'apparition des molécules de synthèse, le savoir-faire des pharmaciens s'est éloigné des plantes médicinales. Les infusions sont alors consommées juste pour le plaisir.
C'est dans ce contexte de terroir et de tradition ancestrale que de nombreuses herboristeries se sont développées localement au XIXe siècle[source insuffisante]. La société Pagès infusions, située à Espaly-Saint-Marcel en Haute-Loire et héritière de ce savoir-faire ancestral, est la plus ancienne marque d'infusions en France.

### Le Puy-en-Velay dans les œuvres littéraires
- Curial et Guelfe, roman chevaleresque anonyme du XVe siècle, écrit en catalan, dans lequel Le Puy-en-Velay, sous le nom médiéval de Puy-Notre-Dame, est l'un des cadres où se déroule l'action.
- The Château of Prince Polignac, nouvelle d'Anthony Trollope (1861) dont les 7 premières pages décrivent Le Puy au XIXe siècle où se déroule l'action. Publié en français sous le titre Le Château du prince de Polignac, traduit par Béatrice Vierne, Paris, L'Herne, 2011  (ISBN 978-2-85197-945-2).
- Le Miracle de la pie, une nouvelle d'Anatole France.
- William Vance, Ramiro (bande dessinée) : Traquenard à Conques - Mission pour Compostelle 1, t. 1, Dargaud, 1977 (ISBN 2-205-01151-0), publié du 30 septembre 1975 (no 1587) au 24 juillet 1976 (no 1629) dans Femmes d'aujourd'hui sous le titre L'inconnue du Puy, sur un scénario de Jacques Stoquart.
- Viou, à demain, Sylvie et le troisième bonheur, œuvres de la trilogie romancière d'Henri Troyat. L'héroïne, Sylvie, séjournait chez ses grands-parents au Puy dans le premier roman. Elle y retourne dans certains extraits des deux autres.

### Films tournés au Puy-en-Velay
- 1994 : La Colline aux mille enfants de Jean-Louis Lorenzi (école Michelet)[177].
- 1999 : Le Secret de Saint-Junien de Christiane Spiero, avec notamment Caroline Tresca, Grace de Capitani, André Valardy et Luc Thuillier. Le téléfilm est principalement tourné sur la commune de Rosière ; de nombreux altiligériens ont été sollicités afin de faire simples figurants ou effectuer de petits rôles.
- 2005 : Saint-Jacques… La Mecque de Coline Serreau (ville, gare, cathédrale, début du chemin de St Jacques)[178].

### Personnalités liées à la commune
(Liste chronologique et par thématique, non exhaustive)

#### Artistes et littéraires
- Peire Cardenal (1180-1278), troubadour né probablement au Puy où il passe son enfance à la chanoinerie ; un des centres associatifs et culturels de la ville porte sin nom : le centre Pierre Cardinal.
- Guillaume Tardif (v. 1436-v. 1492), humaniste et homme de lettres, précepteur, puis « liseur » du roi Charles VIII, y est né.
- Jean François (peintre) (1580-1650), peintre.
- Pierre Julien (1731-1804), sculpteur français, considéré comme un maître du néo-classicisme, fit son apprentissage au Puy. Le musée Crozatier conserve une partie de ses œuvres
- Charles Crozatier, (1795-1855), sculpteur, né au Puy, auteur de la fontaine Crozatier place du Breuil, et dont le musée de la ville porte le nom : le musée Crozatier.
- Charles Calemard de Lafayette (1815-1901), écrivain, surnommé « le Poète des Champs », né et mort au Puy.
- Clémentine Batta née au Puy, compositrice et traductrice
- Achille Eyraud (1821-1882), romancier (parfois sous le pseudonyme d'Achille Lafont), homme de théâtre, chroniqueur, poète et avocat, né et enterré au Puy.
- Joseph Soumy (1831-1863), artiste peintre et graveur français, y est né.
- Aimé Giron (1836-1907), écrivain qui trouva son inspiration dans l'histoire et les légendes du Velay, avocat au Puy où il est né. Une rue du Puy porte son nom.
- Charles Maurin (1856-1914), artiste peintre et graveur français, y est né.
- Charles Cottet (1863-1925), artiste peintre et graveur, né dans la commune.
- Gabriel Moiselet (1885-1961), artiste peintre et affichiste, né dans la commune.
- Philippe Kaeppelin (1918-2011), artiste plasticien, sculpteur, peintre, d'art liturgique et d'art profane ; habitait pour la moitié du temps au Puy-en-Velay où il est né et mort.
- Michel Peyrelon (1936-2003), comédien né au Puy (125 films et téléfilms dont Les Valseuses, Dupont Lajoie, Adieu poulet…).
- Jean-Claude Risset (1938-2016), compositeur et spécialiste d'informatique musicale, né au Puy.
- Karen Brunon, née en 1975 au Puy, violoniste classique et chanteuse.
- Aude Soleilhac, née en 1981 au Puy, autrice de bande dessinée.

#### Entrepreneurs, Artisans et industriels
- Joseph Rumillet-Charretier (1833-1916), industriel, apothicaire, herboriste et homme politique, inventeur de la Verveine du Velay, un des emblèmes de la ville.
- Courtol (1834-1902), chasseur de vipères qui vécut au Puy, son costume en peaux de serpents est conservé au musée Crozatier.
- Mickaël Chabanon, artisan boucher de Saint-Privat-d'Allier propriétaire d'un magasin dans le centre-ville du Puy, sacré meilleur ouvrier de France en 2018 et champion du monde en 2022[179].

#### Journalistes
- Victor Rodde (1792-1835), économiste et journaliste, fondateur du journal Le Bon Sens, écrivain républicain, y est né.
- Jules Vallès (1832-1885), journaliste, fondateur du journal Le Cri du Peuple, écrivain et homme politique d'extrême gauche, y est né.
- Maurice-Yvan Sicard (1910-2000), journaliste, écrivain, secrétaire du Parti populaire français de Jacques Doriot, né au Puy. Son nom de plume était Saint-Paulien.
- Roger Priouret (1913-2000), journaliste économique, y est né.
- Claude Weill (1950-), journaliste, y est né.
- Christian Jeanpierre, né le 9 avril 1965 au Puy, journaliste sportif et animateur de télévision.

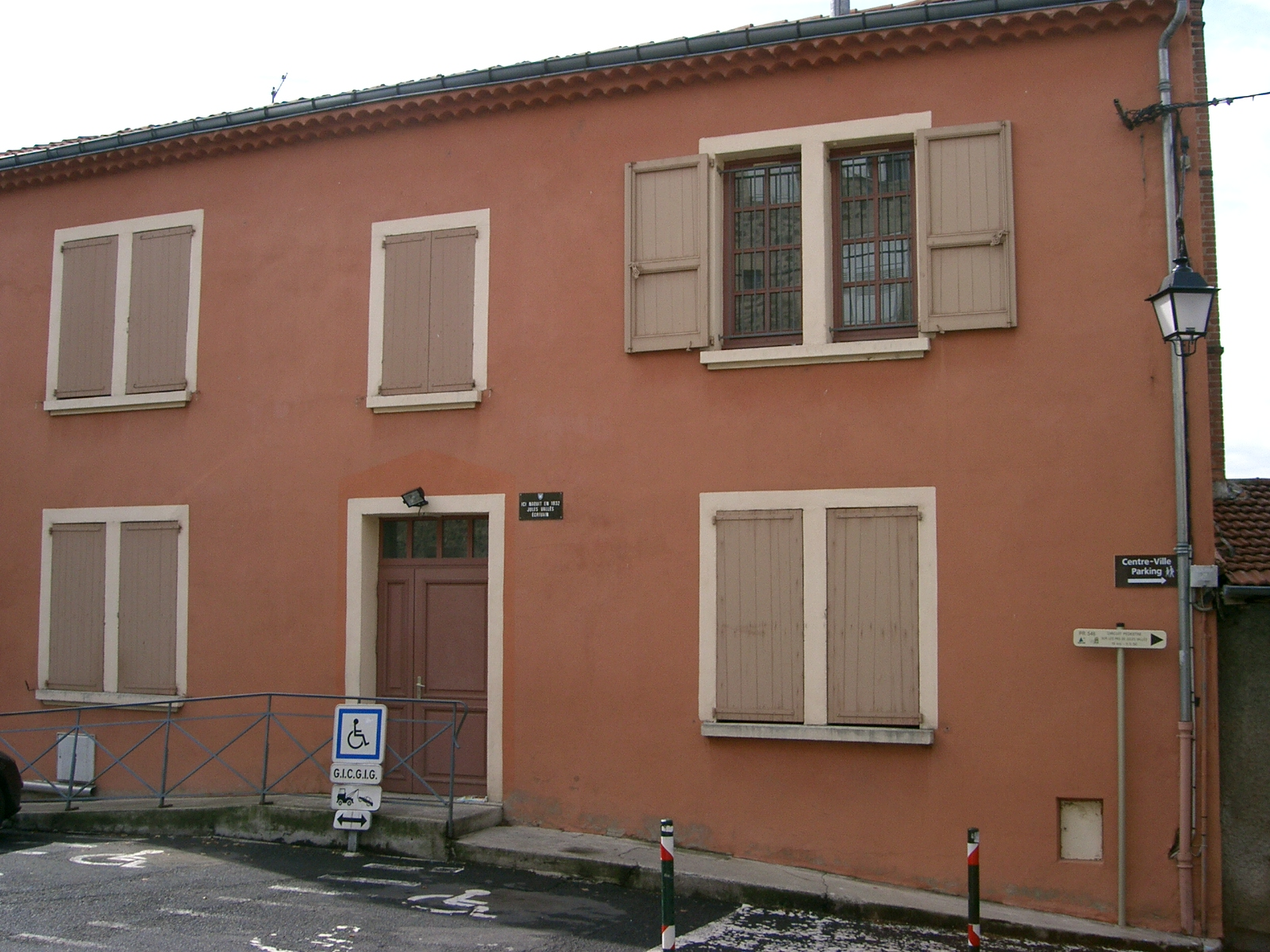
Maison natale de Jules Vallès, place de la Platrière.

#### Militaires
- Pierre de Mirmande, dignitaire et supérieur de l'ordre de Saint-Jean de Jérusalem, entre dans l'ordre en 1163 à la commanderie Saint-Jean du Puy.
- Bertrand du Guesclin, dont les viscères sont inhumées en l'église du couvent des Dominicains en 1380.
- Claude Aimable Vincent de Roqueplant de L'Estrade (1737-1816), général des armées de la République, y est né.
- Marquis de La Fayette (1757-1834), né au château de Chavaniac à quelques kilomètres du Puy. Il s'est notamment illustré lors de la guerre d'indépendance des États-Unis. Boulevard Saint-Louis, la statue Lafayette, érigée en son honneur en 1883, et inscrite Monument Historique en 2005[180].
- Régis Barthélemy Mouton-Duvernet  (1770-1816), général des armées de la République et de l'Empire, fusillé à Lyon le 27 juillet 1816, y est né.
- Nicolas Reynaud (1771-1828), général des armées de la République et de l'Empire y est né et décédé.
- Jorge Beauchef (1787-1840), figure de la guerre d'indépendance du Chili, né au Puy.
- Émile Fayolle (1852-1928), maréchal de France, y est né. Sa rue de naissance porte désormais son nom.
- Henri Chas (1900-1945), résistant, Compagnon de la Libération. Chef de l'armée secrète en Haute-Loire. Une rue de la commune porte son nom.

#### Politiques et hommes de loi
- Jean-André Barthélémy, né au Puy le 23 septembre 1742 et mort le 1er octobre 1817, homme politique, membre de la Convention.
- Gabriel-Joseph de Jerphanion (1758-1832), homme politique et haut fonctionnaire, préfet de la Lozère, préfet de la Haute-Marne.
- Jean Guillaume Chabalier (1758-1839), propriétaire, mécène, consul du Puy, président de tribunal, d'arrondissement, d'hospices puis maire du Puy-en-Velay et député de Haute-Loire, mort au Puy où il passa sa vie.
- Claude François Benoît Richond (1762-1828), homme politique né et décédé au Puy, député de la Haute-Loire au conseil des Cinq-Cents.
- Joseph Jacques Bertrand (1785-1864), dit le président Bertrand, homme politique, né et mort au Puy où il passa sa vie.
- Charles Dupuy (1851-1923), homme politique, président du Conseil à plusieurs reprises sous la IIIe République, né au Puy où une avenue et un lycée portent son nom.
- Francisque Enjolras (1854-1935) né au Puy-en-Velay (Haute-Loire) et décédé à Vals (Haute-Loire), homme politique.
- Henry Blanc (1858-1936), homme politique et magistrat , député de la Haute-Loire de 1893 à 1902, un des fondateurs de l'Alliance démocratique.
- Louis Vigouroux (1866-1956), homme politique né au Puy-en-Velay, député de la Haute-Loire de 1900 à 1910.
- Victor Constant (1869-1953), parlementaire puis membre du Conseil national de Vichy, y est né.
- Louis Germain-Martin (1872-1948), homme politique et historien de l'économie, y est né.
- Paul Antier (1905-1996), homme politique, ministre, député, maire et conseiller général sous la IIIe et la IVe République, y est né.
- Jean Chazal (1907-1991), homme de justice, théoricien de la justice des mineurs, y est né.
- Robert Pandraud (1928-2010), homme politique né au Puy, ministre délégué auprès du ministre de l'Intérieur, chargé de la Sécurité (1986-1988) puis député (1988-2007).
- Pierre Aidenbaum, né en 1942 au Puy, homme politique et chef d'entreprise, maire du 3e arrondissement de Paris.
- Claude Danthony (1961-2021), mathématicien, juriste et syndicaliste, y est né.
- Laurent Wauquiez, né à Lyon en 1975. Ancien maire du Puy entre 2008 et 2016, ancien député de la Haute-Loire, ancien ministre, président du conseil régional d'Auvergne-Rhône-Alpes.
- Bruno Julliard, né en 1981 au Puy, ancien président de l'UNEF, responsable du Parti socialiste, premier adjoint au maire de Paris.
- Antoine Vey, né en 1984 au Puy, avocat pénaliste parisien.

#### Religieux
- Agnès Galland (1602-1634), dominicaine, béatifiée par le pape Jean-Paul II en 1994, y est née et y a vécu.
- Anne-Marie Martel (1644-1673), fondatrice de la congrégation des sœurs de l'Enfant-Jésus, y est née et y a vécu.
- Jean-François Collange, né en 1944 au Puy, théologien protestant et universitaire français.

#### Scientifiques et philosophes
- Auguste Aymard (1808–1889), préhistorien et paléontologue, découvreur de l'espèce fossile Entelodon magnus, est né et mort au Puy.
- Émile Reynaud (1844-1918), photographe, professeur de sciences, inventeur et réalisateur, dont la famille est originaire du Puy-en-Velay, s'y installe pendant plusieurs années et y proposera, en 1875, des conférences de vulgarisation scientifique avec projections lumineuses. Celles-ci obtiendront un beau succès auprès de la population locale.
- André Chantemesse (1851-1919), médecin et bactériologiste, élève de Pasteur, auteur du premier vaccin contre la fièvre typhoïde, y est né.
- Simone Weil (1909-1943), philosophe, humaniste, écrivain et militante politique, commence sa carrière d'enseignante de philosophie dans un lycée du Puy ; solidaire des syndicats ouvriers de la ville, elle se joint au mouvement de grève de l'hiver 1931-1932 contre le chômage et les baisses de salaire, ce qui provoque un scandale. Un autre lycée du Puy porte aujourd'hui son nom, le lycée où elle exerçait étant maintenant une école élémentaire (l'école Michelet).

#### Sportifs
- Charles Massot (1894-1915), champion de France d'athlétisme (5 000 mètres), mort à la Première Guerre mondiale en Turquie, y est né ; le stade de foot de la ville porte le nom : le stade Charles-Massot.
- René Privat (1930-1995), coureur cycliste, mort au Puy.
- Francis Graille, né en 1955 au Puy, président du club de football du Lille OSC (2001-2002), puis président-délégué du Paris Saint-Germain (2003-2005).
- Grégory Coupet, né en 1972 au Puy, footballeur international, gardien de but de l'ASSE, l'Olympique lyonnais, le Club Atlético de Madrid, le PSG, 34 sélections en équipe de France.
- Patrick Bringer, né en 1975, spécialiste de trail (champion du monde par équipe, 3e individuel) et triathlon.
- Sidney Govou, né en 1979 au Puy, footballeur international, 49 sélections en équipe de France, joueur de l'Olympique lyonnais, du Panathinaïkós et du Thonon Évian Grand Genève Football Club.
- Julien Malzieu, né en 1983 au Puy, joueur de rugby (ASM Clermont Auvergne et Montpellier Hérault rugby), 20 sélections en équipe de France.
- Marion Bartoli, née en 1984 au Puy, joueuse de tennis, 7e mondiale, vainqueur du tournoi de Wimbledon 2013 et membre de l'équipe de France de Fed Cup.
- Arnaud Pic, né en 1985 au Puy, joueur de rugby à XV, finaliste du championnat de France (2007 et 2008) et vainqueur du challenge européen (2007) avec l'(ASM Clermont Auvergne, champion du monde universitaire à sept.
- Johanne Defay, née en 1993 au Puy, surfeuse professionnelle, championne d'Europe.

- Noah Raveyre, né en 2005 au Puy, footballeur.

### Héraldique

Armes du Puy-en-Velay.

Blason de la ville du Puy-en-Velay :

« D'azur, semé de fleurs de lis d'or à une aigle d'argent au vol abaissé, brochant sur le tout ; l'écu accolé de deux palmes de sinople liées d'azur. »

Malte-Brun précise, dans la notice de La France illustrée consacrée au Puy, que « ces armes furent accordées à la ville d'Anis par Hugues Capet, à la sollicitation de Gui Foulques, évêque du Velay ». Ce qui est pour le moins surprenant, puisque la majorité des historiens situe la naissance de l'art et de la science héraldique dans le courant du XIIe siècle.